# Iguanodon bernissartensis-beenderlagen

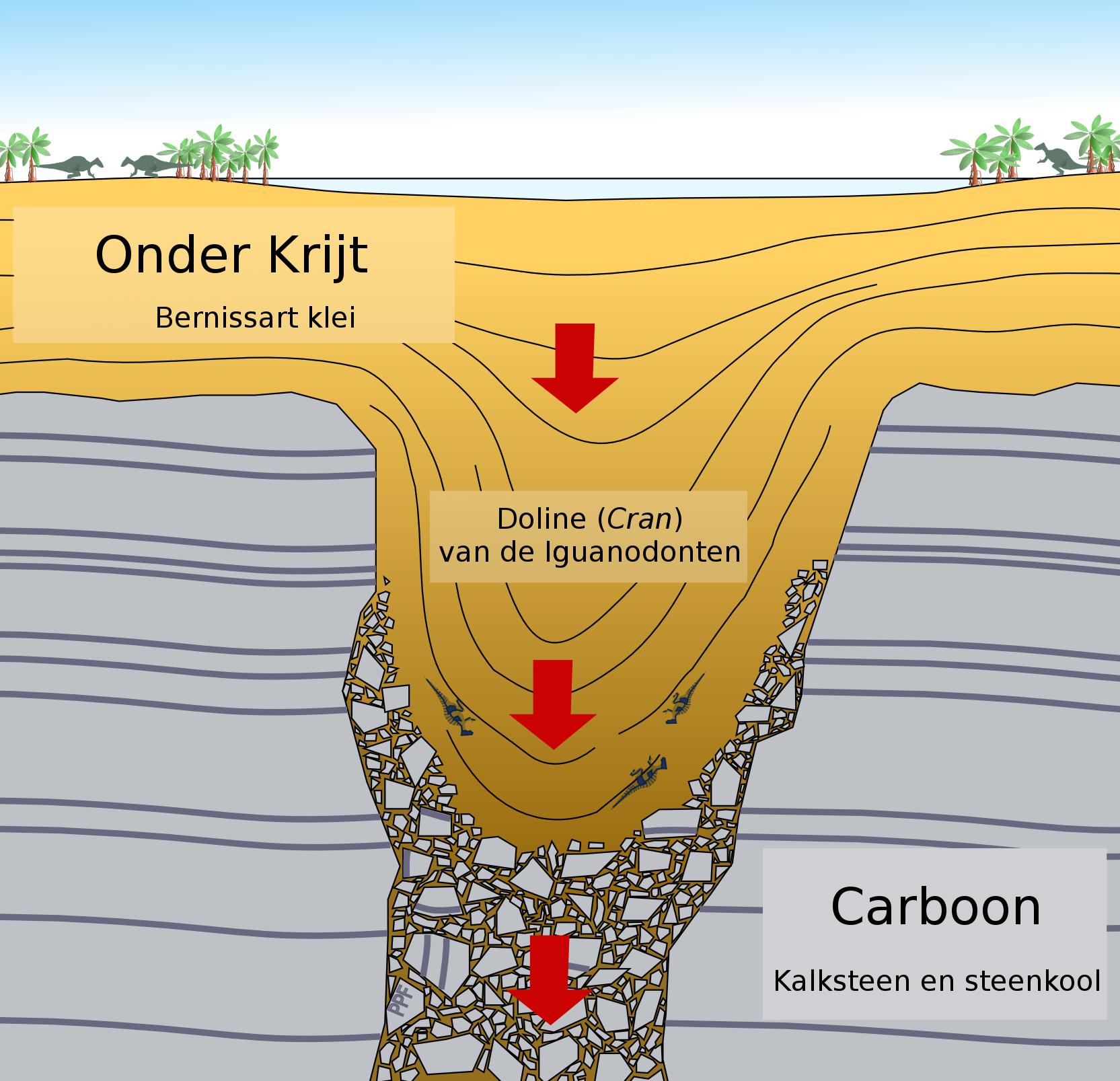
Schematische doorsnede van het iguanodonzinkgat in Bernissart

De Iguanodon bernissartensis-beenderlagen werden in 1878 door mijnwerkers ontdekt in een doline (de Cran aux Iguanodons) in de steenkoolmijn Sainte-Barbe van het dorp Bernissart op vijftien kilometer van Bergen in de Belgische provincie Henegouwen, in het Bekken van Bergen. De beenderlagen bevatten de resten van minstens drieënveertig specimina van onder meer de ornithopode dinosauriër Iguanodon bernissartensis Boulenger 1881, met vijfentwintig bijna volledige tot relatief volledige skeletten (meer dan 60% van het totale aantal skeletelementen) en achttien onvolledige skeletten of fragmentarisch materiaal. Ze zijn ongeveer 126 tot 125 miljoen jaar oud en dateren dus uit het Bovenste-Barremien tot Onderste-Aptien in het Onder-Krijt.

## Ontdekkingsgeschiedenis

### Ontdekking vanIguanodon bernissartensis

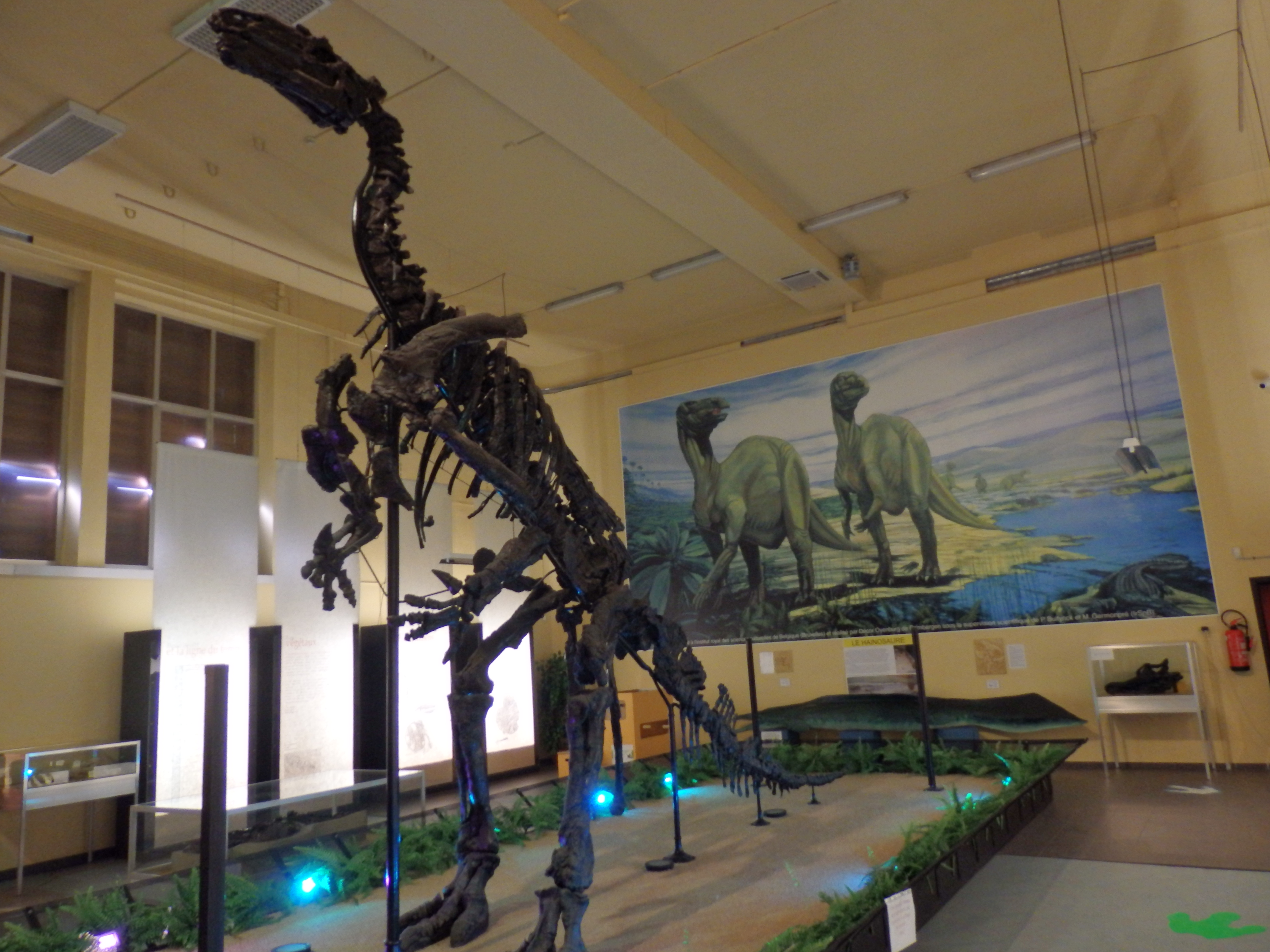
Afgietsel van een skelet van Iguanodon bernissartensis in de grote zaal van Le musée de l'Iguanodon te Bernissart.

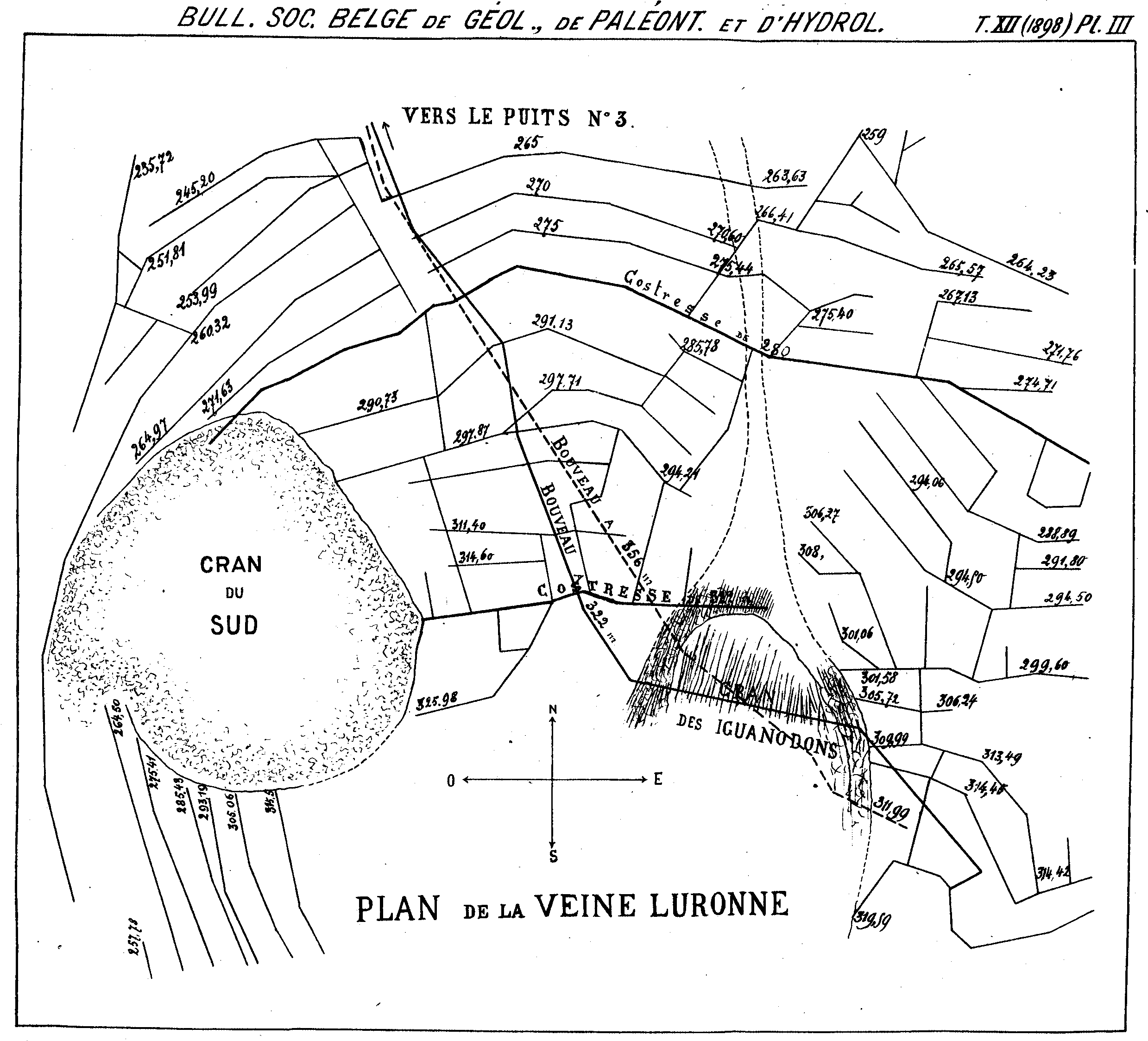
Dieptekaart van koollaag Luronne met steengangen (bouveaux) op 322m en 356m diepte (1898)

In het voorjaar van 1878 ontdekte mijnwerker Jules Cretteur de eerste beenderen van Iguanodon bernissartensis in de grijze opvullingssedimenten en in het puin van de doline Cran aux Iguanodons die onder meer de steenkoollaag Luronne doorsneed. Op 28 februari 1878 bevonden mijnwerkers zich op een diepte van 322 meter in een nieuwe, horizontale exploratiesteengang die vertrok vanuit schacht 3 van de Fosse Sainte-Barbe van de Charbonnages de Bernissart S.A. Deze exploratiesteengang doorsneed 35 meter ten zuiden van de Luronnegalerij geplooide brecciegesteenten uit het Silesien (Boven-Carboon) met bruinkoolfragmenten, kleine pyriet-aders en smalle banden wit zand. Op een bepaald ogenblik stuitten de mijnwerkers op de opvulling van een karstpijp, de Cran aux Iguanodons. Deze opvulling bestond uit bruinkoolhoudende klei met een opvallende compactheid en gelaagdheid en uit steenkoolpuin, schalie en steenkoolhoudende zandsteen. De opvulling verspreidde een sterke moerasgeur; er was gevaar voor overstromingen.
Op 1 maart 1878 daalden ingenieur Léon Latinis, hoofdopzichter Cyprien Ballez en mijndirecteur Gustave Fagès in de mijn af om de situatie in ogenschouw te nemen. Men besloot door de cran heen te graven om aan de andere zijde weer contact te zoeken met de koollaag Luronne. Opzichter Motuelle en de mijnwerkers Jules Cretteur en Alphonse Blanchard kregen de opdracht om de exploratiesteengang door de sedimenten van de Cran aux Iguanodons heen voort te zetten. Al tijdens de maand maart 1878 werden door Cretteur en Blanchard fragmentarische beenderen en tanden ontdekt. Deze worden bewaard in de paleontologische verzameling van het Koninklijk Belgisch Instituut voor Natuurwetenschappen en dragen het label "resten van de eerste Iguanodon, maart 1878". Aan deze fossielen werd weinig aandacht besteed omdat men aanvankelijk dacht met versteend hout te maken te hebben.
Op 1 april 1878 drong de ploeg regelmatige, hellende afzettingen binnen. Fagès besloot Latinis en Ballez op 5 april in de exploratiesteengang te vergezellen om de afzettingen te controleren. Tijdens deze controle bemerkte Fagès een lang voorwerp met een ovale dwarsdoorsnede en een vezelig oppervlak. Sommigen dachten dat het een fossiele tak was van een eik. Fagès grapte dat het een rib van Adam was. Jules Cretteur merkte op dat hij al een groter fossiel gevonden had dan de "fossiele tak", en enkele ogenblikken later ontdekte de ploeg beenderen van ledematen. Op 5 april 's avonds brachten mijnwerkers verschillende stukken fossiel naar café Dubruille in Bernissart. Na tien meter in de Cran aux Iguanodons te zijn doorgedrongen, stootten Cretteur en Blanchard in de nacht van 5 op 6 april met hun houwelen op zwarte, zeer harde stukken waarvan ze aanvankelijk dachten dat het "boomstronken waren gevuld met goud". Maar de "boomstronken" waren fossiele beenderen en het "goud" was in de beenderholten uitgekristalliseerd pyriet. Door de slechte verlichting hadden de mijnwerkers zonder het te beseffen door de ribbenkast van een Iguanodon gehakt. Op 6 april vroeg Fagès aan Ballez om alle stukken bot naar boven te brengen en het einde van de exploratiesteengang af te sluiten. Om de steenkoollaag zelf terug te vinden, diende men later een omtrekkende beweging van tachtig meter te maken.
Dertig jaar later, in een vruchteloze poging om een pensioen te verkrijgen, deed Jules Cretteur later zijn verhaal in een brief van 16 juni 1908, gericht aan de minister van Nijverheid en Arbeid:
"...nauwelijks waren we met onze mijngang begonnen of we merkten dat we ons niet meer in een steenkoollaag bevonden en dat we op klei, rotsen en puin van alle aard gestoten waren, die een sterke moerasgeur verspreidden. Wij drongen een kloof binnen waar het door overstromingen gevaarlijk kon zijn en wanneer we met onze houwelen een tiental meter gevorderd waren, ontdekten we nog iets veel ongewoner. Wat we voor ons hadden, was te zwart om steen te zijn en te hard om hout te zijn. De stukken die we losmaakten leken op boomstronken van zwart gemaakt hout (...) Nieuwsgierig en geïntrigeerd wilde ik me ervan vergewissen waar we ten koste van grote inspanningen doorgehakt hadden. Ik vond dat de boomstronken, die alle van dezelfde dikte, en zwart, glad, zwaar, en heel hard waren, op ribben leken, meer afgerond dan die van onze ossen (...) Toezichthouder Destrebecq, die naderbij was gekomen, luisterde aandachtig naar mij, onderzocht op zijn beurt de stukken, en zei me dat ik ze allemaal moest verzamelen en er een mand mee moest vullen voor het bureel..."

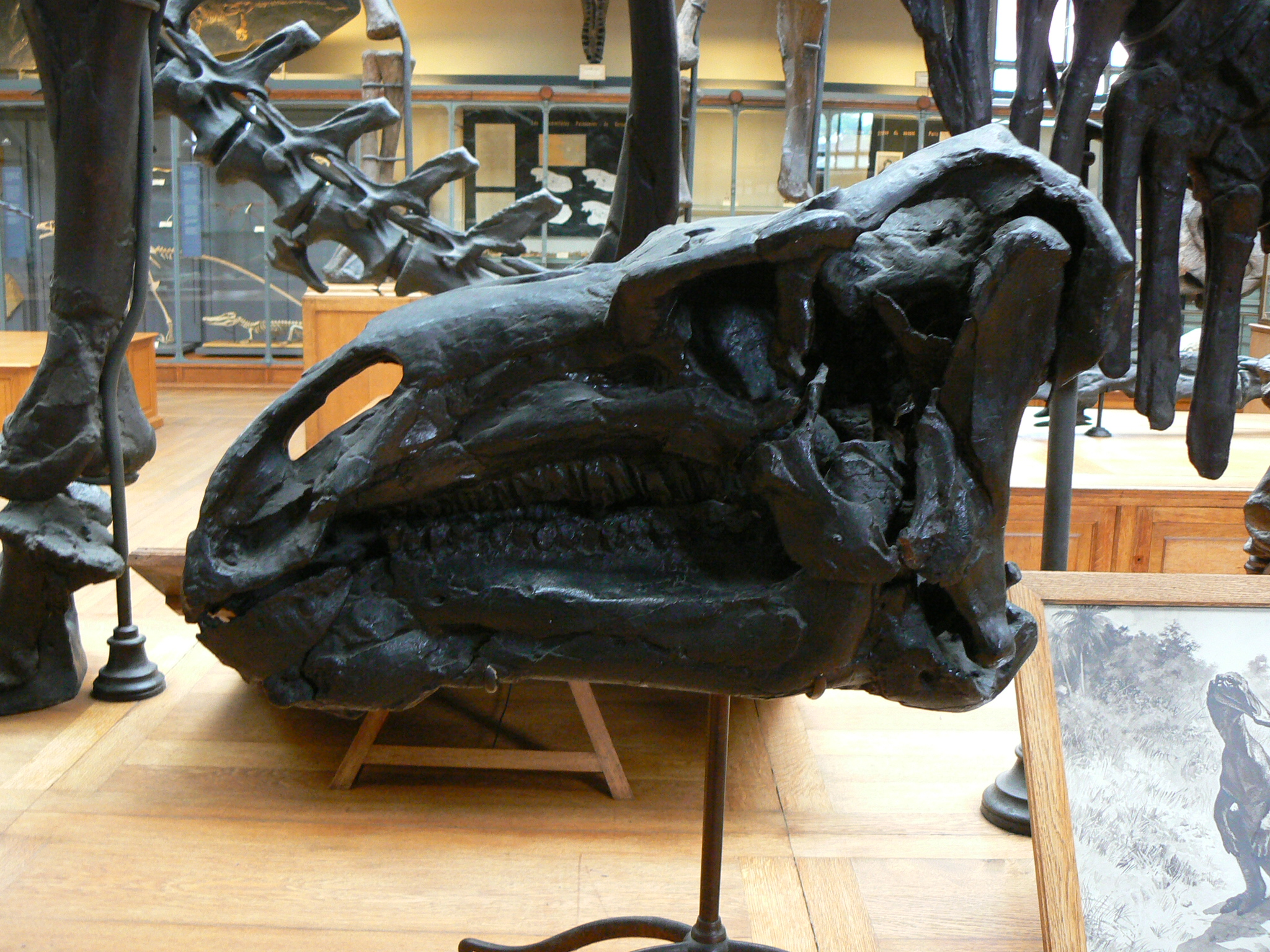
Afgietsel van de schedel van Iguanodon bernissartensis waaraan duidelijk de invloed van uitgekristalliseerd pyriet (de "pyrietziekte") te zien is (Muséum national d'Histoire naturelle, Parijs)

Na de ontdekking door Cretteur en Blanchard werden tijdens het afvoeren van de opvulling van de Cran aux Iguanodons steeds meer fossiele beenderen gevonden. Mijnopzichter Motuelle toonde op 5 april 1878 's avonds in het café Dubruille vlak bij de Cran aux Iguanodons enkele van de stukken die Cretteur verzameld had aan mijnarts Lhoir. Deze identificeerde ze als fossiele beenderen. De directie van de mijn zond op 7 april Latinis naar Mons om de fossielen aan de Belgische geoloog François-Léopold Cornet te laten zien, die echter niet thuis bleek. Latinis overhandigde de fossielen aan Cornets jonge zoon Jules. Op 8 april arriveerde Cornet te Bernissart en sprak met Latinis. Fagès bevond zich op dat moment met Ballez in de Fosse Sainte-Catherine. Cornet onderzocht de fossielen en begreep hun uitzonderlijke belang. Op 10 april informeerde hij de Belgische zoöloog en paleontoloog Pierre-Joseph van Beneden van de Katholieke Universiteit Leuven dat Latinis, die een student van Van Beneden geweest was, te Bernissart fossiele beenderen ontdekt had en zond er hem enkele die hem door zijn zoon Jules bezorgd waren. Aan de hand van tanden identificeerde Van Beneden de vondst als het dinosauriërgeslacht Iguanodon dat in 1825 al beschreven was uit het Wealdiaan van bijvoorbeeld het Zuid-Engelse Cuckfield in West Sussex, in het gebied van Tilgate Forest. Op 12 april vertrok Fagès naar Mons om provinciaal mijninspecteur en hoofdingenieur van de "Mines du Hainaut" Gustave Arnaut te ontmoeten. Deze zond onmiddellijk een telegram naar Édouard Dupont, directeur van het Musée Royal d'Histoire naturelle de Belgique in Brussel: Découverte importante. ossements dans faille charbonnage Bernissart se décomposent par pyrite. envoyer Depauw demain pour arriver station Mons huit heures matin. y serai. urgent. Gustave Arnaut.
Op 13 april 1878 ontmoette Louis F. De Pauw, assistent van Dupont en hoofdpreparateur van het museum in Brussel, Arnaut te Blaton van waaruit zij naar Bernissart vertrokken. De Pauw had veel ervaring in het opgraven en prepareren van fossiele vertebraten. Fagès liet hun enkele beenderen zien waarin De Pauw onder meer twee teenkootjes en een wervellichaam herkende. De Pauw daalde af en rapporteerde in 1902 dat de wanden van de exploratiesteengang volledig met fossiele beenderen, fossiele planten en fossiele vissen bedekt waren. Weldra legden Cretteur, Blanchard, Motuelle en Ballez een volledige achterpoot bloot die zij op een plank bedekt met stro naar boven wilden brengen. Maar na slechts driehonderd meter begonnen de beenderen door de grote hoeveelheden pyriet uit elkaar te vallen bij het contact met de lucht in de mijngangen. De Pauw dekte het grootste overblijvende stuk met zijn eigen kleren af en Ballez en Motuelle brachten de fossielen naar boven. Het chemisch fenomeen waardoor de beenderen van de Iguanodons van Bernissart dreigden verloren te gaan, werd bekend onder de naam "pyrietziekte". Kristallijn pyriet in de beenderen werd geoxideerd tot ijzersulfaat. Het gevolg was dat het volume toenam waardoor de beenderen barstten en verbrokkelden. Wanneer de beenderen zich in de vochtige, zuurstofvrije kleisteenmatrix bevonden, waren ze afgeschermd van de lucht. De Pauw besefte dat voor de extractie van de pyriethoudende fossielen speciale technieken noodzakelijk zouden zijn. Hij verpakte de verzamelde beenderen in een kist vol met zaagsel en bracht deze naar Brussel. In de ateliers van het Musée Royal d'Histoire naturelle de Belgique slaagde hij erin om de beenderen met gelatine te verstevigen. Ondertussen vulde Latinis in de Cran aux Iguanodons nog elf kisten met fossielen. Dankzij de snelle interventie van het museum werd het opzoeken en opgraven van de beenderen, wat in totaal drie jaar zou duren, methodisch uitgevoerd.

### Systematische opgravingen

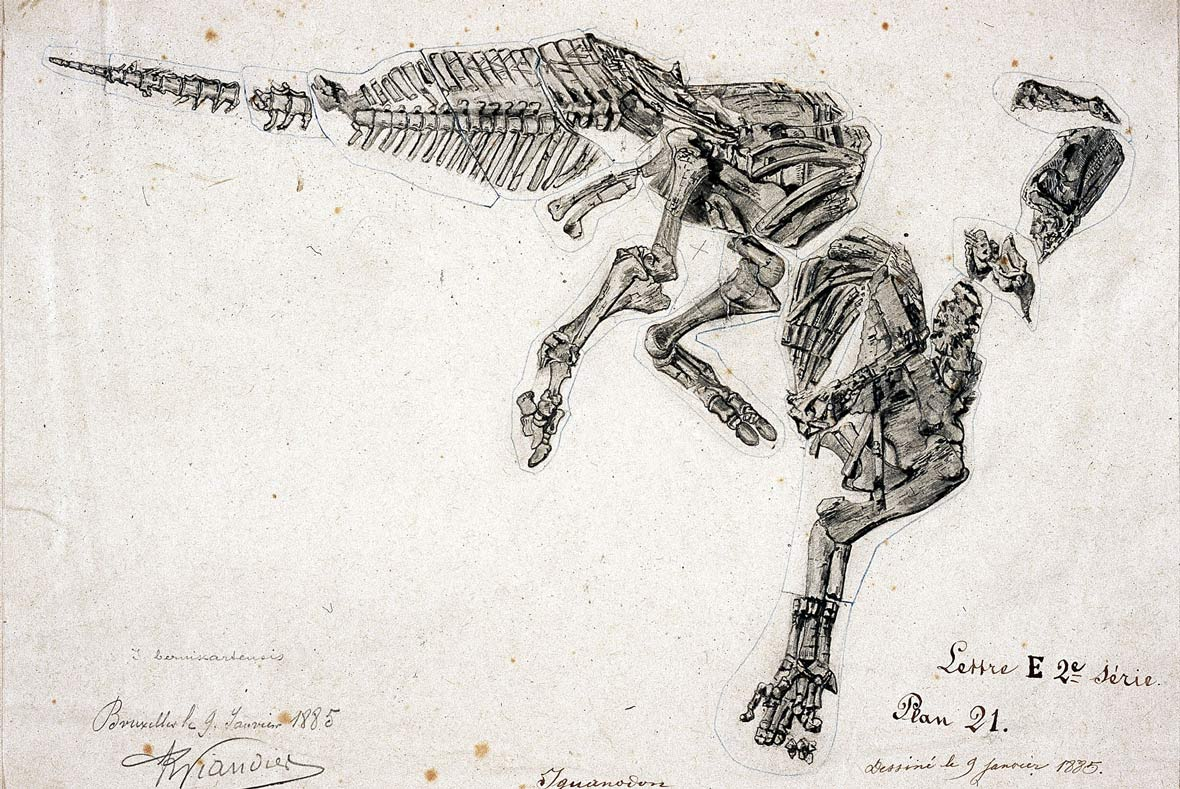
Tekening door Gustave Lavalette van Iguanodon bernissartensis (9 januari 1885). Op de tekening zijn duidelijk de afgetekende blokken te zien waarin het skelet op het terrein verdeeld werd om het na het minutieus uittekenen op het opgravingsplan uit de kleisteen van de Cran aux Iguanodons van Bernissart los te maken.

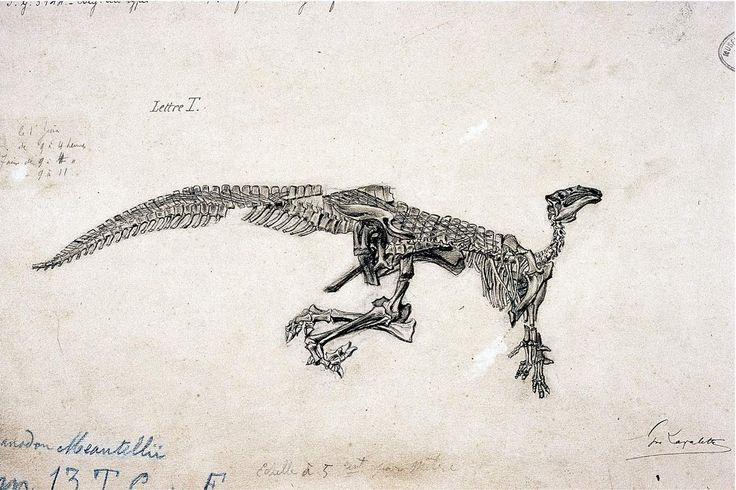
Tekening door Gustave Lavalette van Mantellisaurus atherfieldensis (juli 1882), specimen 'T RBINS R57',oorspronkelijk Iguanodon mantelli, zoals het skelet aangetroffen werd in de "Wealdiaanse" kleisteen van de Cran aux Iguanodons te Bernissart.

Op 10 mei 1878 vestigde De Pauw zich te Bernissart om vanaf 15 mei 1878 de leiding over de eigenlijke opgravingen op zich te nemen. Vanaf 1882 werden de opgravingen gestaakt. De succesvolle nieuwe opgravingstechniek door De Pauw ontwikkeld wordt nog steeds toegepast. Blootgelegde botten werden onmiddellijk met een dubbele laag nat gemaakt papier bedekt. Hierop bracht men een laag van vijf tot tien centimeter gips aan. Als het gips hard geworden was, maakte men de beenderen los uit de kleisteenmatrix. Het zo verkregen breukvlak (dus de onderkant van de losgemaakte beenderen) werd ook met gips bedekt. Op deze manier verkreeg men beenderhoudende kleisteenblokken, die met ijzeren banden versterkt werden. Over deze ijzeren banden werd ook weer een laag gips aangebracht. Sommige blokken wogen meer dan één ton. De exacte positie van elk blok in de bone beds werd minutieus bijgehouden zodat bij de uiteindelijke opstelling de beenderen tot één en hetzelfde individu behoorden. De Pauw beschreef de opgravingstechnieken in zijn veldnota's. Van elk skelet werd een gedetailleerd extractieplan getekend. Werd een fossiel bot ontdekt, dan werd in de buurt een lat opgesteld. In het midden van deze lat zat een aanhechtingspunt waaraan men een landmeetketting verbond waarvan het uiteinde tot aan het fossiel geleid werd. Op deze manier werd de exacte positie van elk been in het extractieplan bepaald. In de loop van de opgravingen kreeg elke Iguanodon een alfabetische letter toegekend (A, B, C, ...) en elk blok een nummer (A1, A2, A3, ...). Door deze alfanumerieke code kon elk blok op het extractieplan van een bepaalde Iguanodon geïdentificeerd worden waardoor zulk extractieplan ook een assemblageplan werd. Op deze manier werd de homogeniteit tussen de later in het museum opgestelde skeletten en hun plaats in de beenderlagen verzekerd. Nadat de oorspronkelijke positie van elk blok vastgelegd en elk blok gecatalogiseerd was werden deze naar de oppervlakte gebracht. Elke namiddag vanaf 15.00 uur werden de blokken in verhuiswagens geladen. Al de extractieplannen worden in de archieven van het Koninklijk Belgisch Instituut voor Natuurwetenschappen bewaard. Dankzij deze plannen en de vele manuscripten over de opgravingen kon men de omstandigheden van de ontdekking te Bernissart reconstrueren. Gustave Lavalette en andere tekenaars van het museum in Brussel maakten vanaf de jaren 1880 gedetailleerde tekeningen van de Iguanodons en van Goniopholis. Meestal werden ze in de houding waarin ze bij hun ontdekking lagen voorgesteld. Pas wanneer de fossielen uit de kleisteen en uit het beschermende gips gehaald waren, kon men aan de tekeningen beginnen, waarbij men zich baseerde op de situatieplannen van de opgravingen in de Cran aux Iguanodons. Ook van de enige kleine iguanodontide van Bernissart, Mantellisaurus atherfieldensis, maakte Lavalette een in situ tekening.

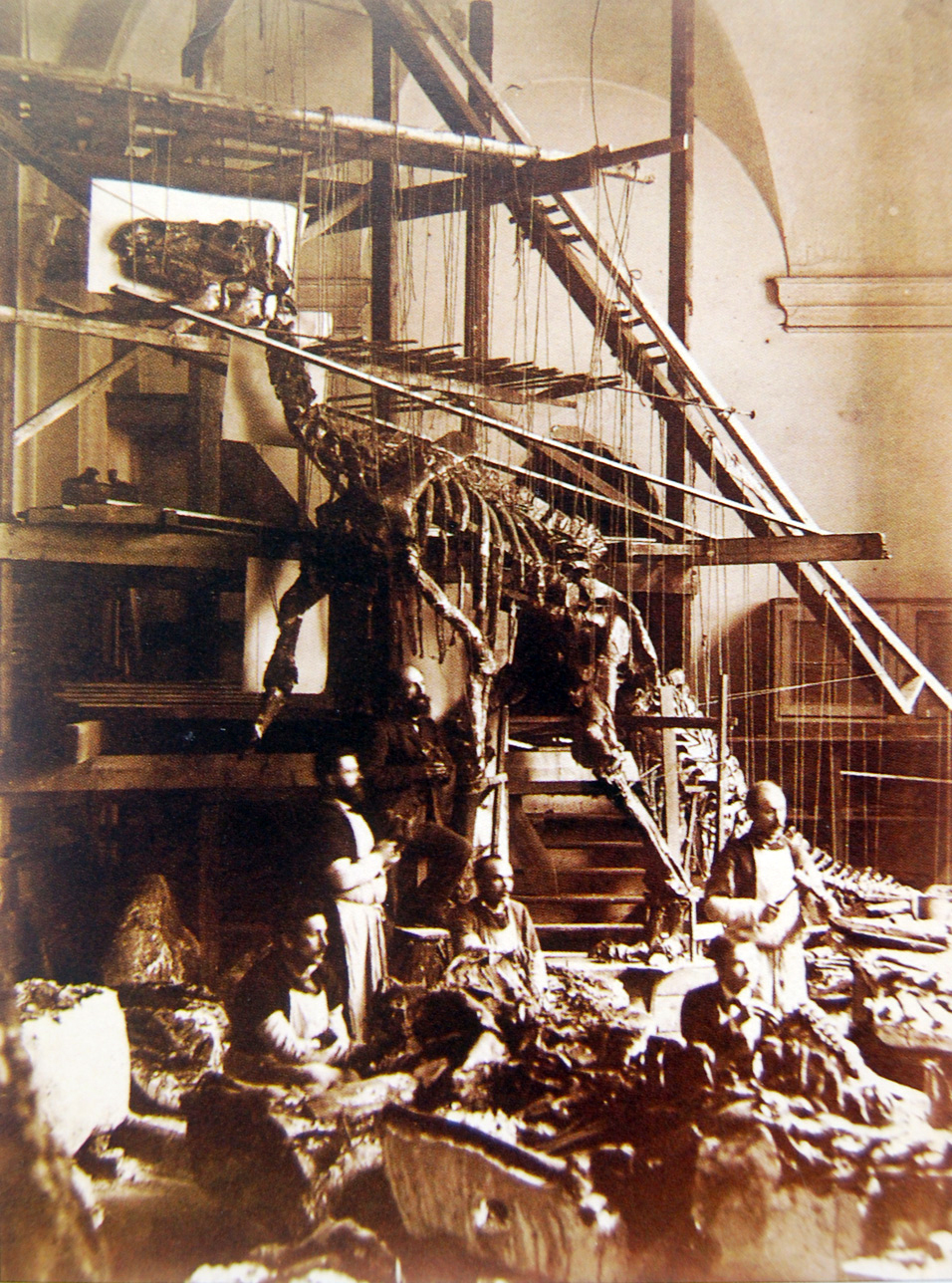
Ver gevorderde montage (1882) door Louis F. De Pauw (het dichtst tegen het skelet) en zijn team van het holotype IRSNB R51 (specimen "Q") van Iguanodon bernissartensis in de museumwerkplaats in de Nassaukapel te Brussel. In juli 1883 werd dit skelet in een vitrine voor het publiek tentoongesteld.

De locatie van de beenderlagen op 322 en op 356 meter diepte, het gevaar voor verzakkingen, overstromingen en instortingen in de cran en de afmetingen en de kwetsbaarheid van de beenderen maakten van de opgraving van de Iguanodons van Bernissart een moeilijke en unieke onderneming die veel tijd en personeel vergde. In augustus 1878 zat de ploeg van De Pauw twee uur geblokkeerd in een mijngang ten gevolge van een aardverschuiving. Wanneer men een skelet ontdekte, moest voor de extractie de onderzoekssteengang naar boven of onder en zijwaarts uitgebreid worden. Hierdoor werd het steeds moeilijker om de steengang te onderstutten. Bijkomend probleem was dat de Cran aux Iguanodons doorsneden werd door wateraders. Op 22 oktober 1878 moesten de opgravingsgangen zelfs verlaten worden omdat, na een aantal instortingen en verzakkingen, de mijngangen overstroomden. Werktuigen en de laatst vrijgemaakte fossielhoudende blokken moesten achtergelaten worden. Op dat moment had men al vijf skeletten ontdekt, maar het was enkel skelet "A" (later catalogusnummer IRSNB VERT-5144-1716) dat men volledig had kunnen opgraven. Dit skelet werd tussen oktober 1878 en april 1879 behandeld en opgesteld in de museumwerkplaats in de Nassaukapel te Brussel. Het voorste deel werd vernietigd tijdens de initiële opgravingen. Het was een van de eerste in anatomisch verband ontdekte dinosauriërskeletten dat opgesteld werd.
Onder aanmoediging van Alphonse Briart, geoloog en toezichthouder over de mijnen van Bascoup en Mariemontin nabij Morlanwelz, heropende De Pauw op 12 mei 1879 de opgravingen, nadat de ingenieur Antoine Sohier de houten bekleding van de Sainte-Barbe-schacht door een gietijzeren vervangen had en de paleontologische site, die sinds 22 oktober 1878 overstroomd was, drooggelegd had. Ook de steengangen werden door Sohier hersteld. De opgravingsploeg bestond uit bewaker M. Sonnet, preparateur van het museum in Brussel A. Vandepoel, de mijnwerkers J. Créteur, A. Blanchard, J. Gérard, E. Saudemont, D. Lesplingart en Dieudonné, en de opzichters Motuelle, Ballez en Pierrard. Deze ploeg werkte elke dag van 05:30 uur tot 12:30. Jules Cretteur was de eerste die de in oktober 1878 overhaast achtergelaten werktuigen en fossielhoudende blokken terugvond. In de eerste veertien meter van een zestig meter lange, gelaagde en bruinkoolhoudende kleisteenlaag uit het Barremien ontdekten De Pauw en zijn ploeg vanaf mei 1879 op 322 meter diepte veertien min of meer volledige en vier onvolledige skeletten van Iguanodon, twee krokodilachtigen van de soort Bernissartia fagesii Dollo 1883, één specimen van de grotere krokodilachtige Goniopholis crassidens Owen 1841, twee schildpadden van de soort Chitracephalus dumonii Dollo 1884 en talloze fossiele vissen en resten van planten.
Vanaf de eerste concentratie van fossielen werd de oorspronkelijke steengang in oostzuidoostelijke richting uitgebreid met een zijgang van vijftig meter lengte door de Cran aux Iguanodons heen. In dit gebied lagen de sedimenten bijna horizontaal en werden er geen iguanodons gevonden. Op 22 oktober 1879 werd een tweede specimen van Goniopholis ontdekt op ongeveer 38 meter van de ingang van de Cran aux Iguanodons. Tussen 38 en 60 meter van deze ingang werden nog eens acht goed bewaard gebleven iguanodons ontdekt alvorens de andere kant van de Cran te bereiken. In 1881 groef men na uitdieping van de hoofdschacht op een diepte van 356 meter weer een nieuwe horizontale steengang in de Barremien-Aptien kleisteen. Hier doorsneed de Cran aux Iguanodons de steenkoollaag Présidente en liep op een trechtervormige punt uit met een doorsnede van slechts acht meter. Op deze locatie werden nog drie exemplaren van Iguanodon aangetroffen. In deze derde en laatste gang werd een kleine testput gegraven die drie meter onder het oppervlak de bodem van de kleisteenopvulling van de cran bereikte.
De iguanodons werden aangetroffen in een verticaal stratigrafisch profiel met een dikte van 34 meter (tussen 322 en 356 meter diepte). Bij het begin van de hoofdgang op 322 meter diepte bevonden zich twee iguanodons verticaal met de schedel naar beneden. Naar het midden van de Cran aux Iguanodons liggen de skeletten echter bijna horizontaal. Op de gedetailleerde opgravingsplattegronden van de galerijen op 322 en op 356 meter diepte worden vier 'hoofdbeenderlagen' weergegeven voor het westelijke deel van de Cran aux Iguanodons op 322 meter diepte; beenderlagen I, II, IV, en V. Er zijn nog twee 'bijkomende' beenderlagen, III en IVb. Het laatste bone bed bevatte fossiele schildpadden, krokodillen en vissen. De Pauw onderscheidde vijf beenderlagen. De correlatie tussen de westelijke en oostelijke beenderlagen die op 322 meter diepte liggen is duidelijk, alhoewel beenderlagen III, IV en IVb in het oosten niet echt vermeld werden. De sterke vervorming van de opvulling van de cran in dat gebied, waar trouwens minder fossielen gevonden werden, kan hiermee verband houden. Maar het is onduidelijk of er minder fossielen gevonden werden door schaarste aan fossielen of door te weinig of geen onderzoek. Aan de westelijke beenderlagen werd inderdaad meer tijd, aandacht en geld besteed dan elders in de afzetting. Correlatie met de vermoedelijk enige beenderlaag op 356 meter diepte is moeilijker wegens de extreme vervorming van de afzettingen en het ontbreken van stratigrafische richtpunten. Deze extreme vervorming kan veroorzaakt zijn door het afglijden van de bovenliggende beenderlagen op 322 meter diepte. De skeletten die weergegeven worden op het opgravingsplan van de galerij op 322 meter diepte zijn min of meer toegewezen aan beenderlagen. In beenderlagen I, II, IV en V werden veertien min of meer volledige en vier gedeeltelijke skeletten opgegraven. Deze beenderlagen zijn door respectievelijk één, twee en vijf meter van elkaar gescheiden. De beenderlagen zijn alle ongeveer even dik. In zijn aantekeningen met de beschrijving van de skeletten zoals zij in de afzettingen van de Cran aux Iguanodons in situ gevonden werden, verwijst Louis Dollo regelmatig naar de stratigrafische niveauverschillen tussen individuele skeletten:
"Bijna volledig geraamte. Ziehier een bijna volledig dier, waarvan slechts het hoofd ontbreekt dat men niet heeft kunnen opgraven. Zijn voorste en achterste ledematen zijn opengespreid en zijn zeer kort naast elkaar geplaatst. De hals is naar achteren samengetrokken. Het meest interessante aangaande deze Iguanodon is wel dat hij zich onder zijn gebuur bevindt, terwijl hij er toch van gescheiden wordt door een sedimentatielaag, wat op een hoge waterstand wijst tussen de dood van beide dieren."
"Onvolledig geraamte (...) Onder de heupbeenderen en onder de achterste ledematen verschijnt het gebeente van een tweede Iguanodon, waarop deze die we hier beschrijven is komen te liggen. De twee exemplaren worden gescheiden door een sedimentatielaag met een dikte van minder dan 20 cm."
"Onvolledig geraamte (...) De Iguanodon waarover we het hier hebben, rustte met zijn staartstreek op de staart van het op zijn rug gelegen specimen, dat zich slechts een 30 cm hoger bevond."
Na 1881 moesten de opgravingen wegens gebrek aan fondsen stopgezet worden. Lang niet alle fossielhoudende lagen van de Cran aux Iguanodons, die een dikte van minstens vijftig meter hebben, waren toen volledig onderzocht. Toen de paleontologische site verlaten werd door de definitieve sluiting van de Fosse Sainte-Barbe eind oktober 1921, was de paleosite met de iguanodons dus niet uitgeput. Tussen 1916 en 1918 ondernam de Duitse bezetter pogingen om de opgravingen te heropenen. Onder leiding van Otto Jaekel werd een nieuwe schacht gegraven, maar de bezetter werd door de geallieerden verdreven vooraleer een exploratiesteengang vanuit de nieuwe schacht de Cran aux Iguanodons kon bereiken. Deze nieuwe exploratiesteengang stortte in. Na de oorlog stelde de toenmalige directeur van het museum in Brussel Gustave Gilson de Belgische regering voor om de opgravingen te hervatten, maar de kosten, begroot op een miljoen Belgische frank, werden te hoog bevonden. Volgens Gosselin (1998) probeerde de Duitse bezetter ook tussen 1940 en 1945 de opgravingen te heropenen. Ongetwijfeld herbergt de Cran aux Iguanodons nog skeletten van Iguanodon, van krokodilachtigen en schildpadden, en resten van vissen en planten.
Er waren 37 transporten met verhuiswagens nodig om zeshonderd fossielhoudende blokken naar het Musée Royal d'Histoire naturelle de Belgique in Brussel te transporteren. Het totale gewicht van de blokken bedroeg 130 ton, waarvan 35 ton gips en twee ton ijzeren verstevigingsbanden. De meeste iguanodons die in de Cran aux Iguanodons te Bernissart gevonden werden, worden tentoongesteld in de Janletvleugel van het Koninklijk Belgisch Instituut voor Natuurwetenschappen te Brussel. Elf bijna volledige exemplaren staan in "levensechte positie" "in kudde" naast elkaar opgesteld in een grote, glazen vitrine en twaalf minder volledige exemplaren en afzonderlijke skeletdelen van nog eens acht fragmentarische exemplaren werden op een reliëf tentoongesteld zoals zij in situ aangetroffen werden. De bipedale opstelling van deze skeletten is een verouderde opstelling omdat onderzoek van het skelet van Iguanodon bernissartensis door onder meer David Norman uitwees dat volwassen dieren zich voornamelijk viervoetig moeten voortbewogen hebben. Deze verzameling Iguanodon bernissartensis is nog steeds de meest indrukwekkende tentoonstelling van één enkel dinosauriërgeslacht ter wereld. De Conseil d'Administration du Charbonnage schonk de vondsten aan de Belgische Staat en nam de kosten van opgraving, reeds ten belope van 1 miljoen Belgische frank, voor haar rekening. Wrang was dat de steenkoolmijn later aan diezelfde Belgische Staat een boete van 26.000 Belgische frank moest betalen omdat zij geen steenkool, maar fossielen opgegraven had ... En een aanbod door de Franse regering van 1 miljoen goudfrank om een volledig skelet te kopen werd onder druk van de Belgische regering afgewimpeld.

## Geologische setting

### Cran aux Iguanodonsvan Bernissart

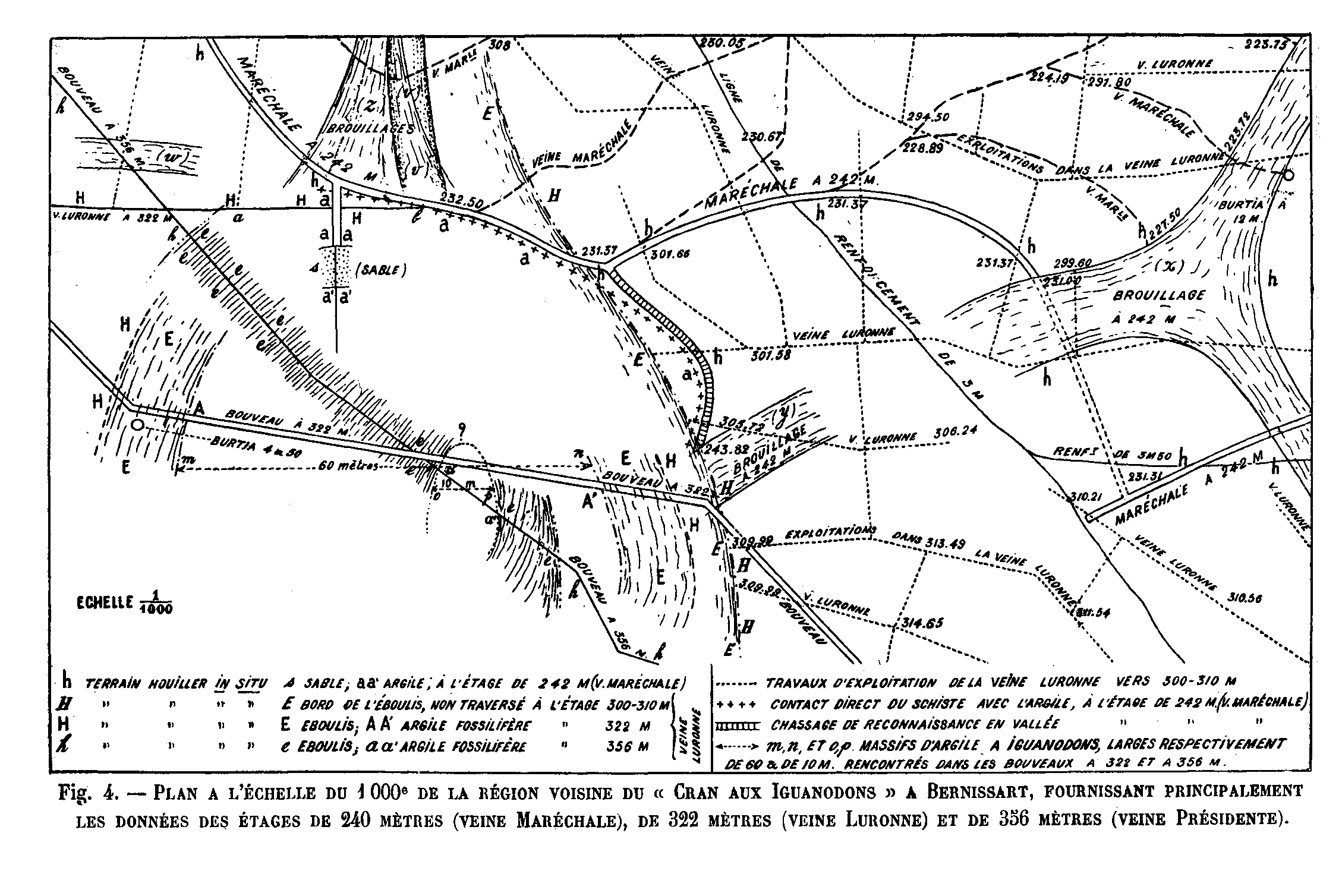
Detailkaart van het iguanodonzinkgat (1898).

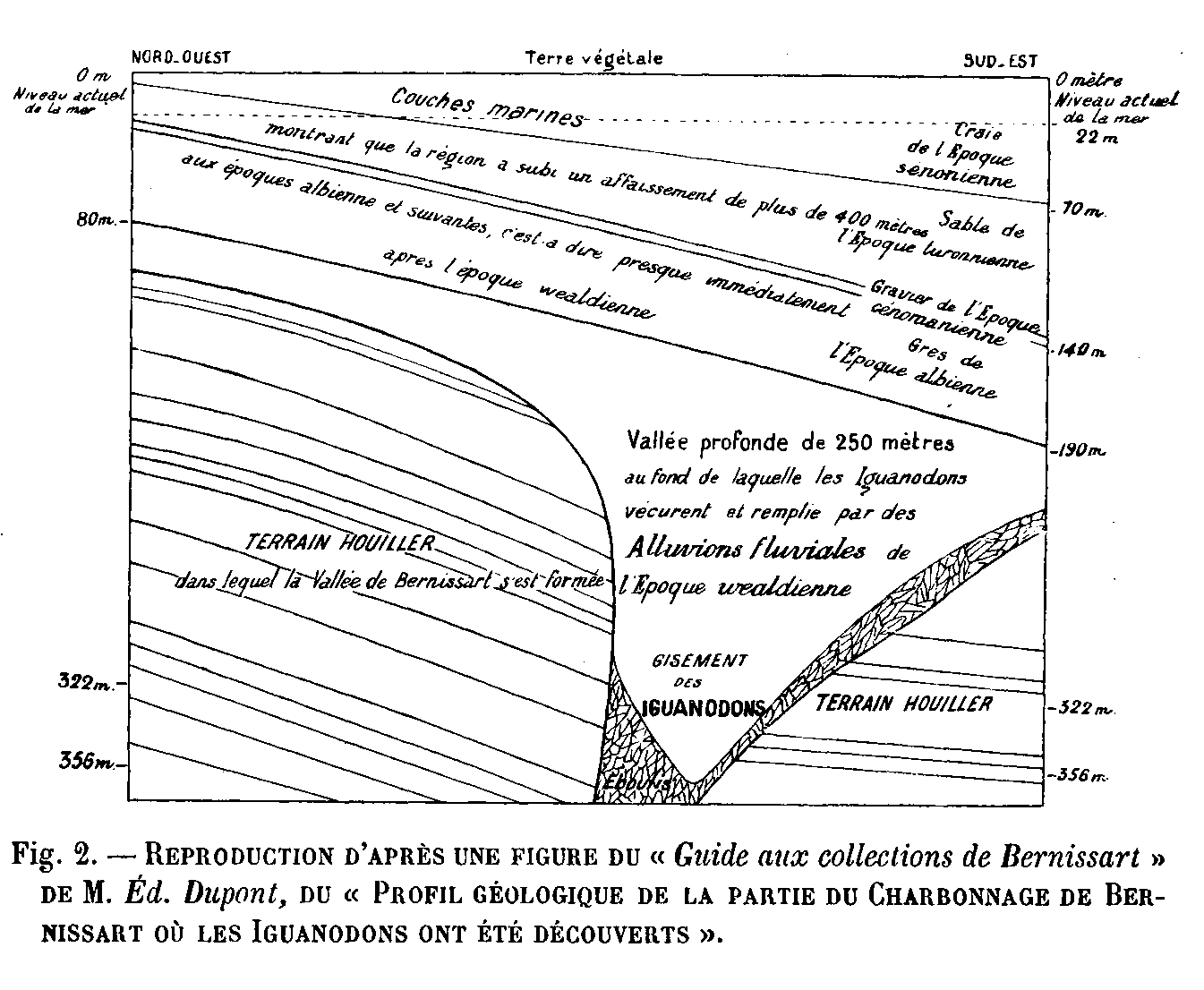
Geologische doorsnede door het iguanodonzinkgat, door Edouard Dupont (1897). Dit geologisch profiel geeft een bewust vertekend beeld van de stratigrafische realiteit in de Cran aux Iguanodons, met als doel de foutieve hypothese van de Vallée Bernissartienne door Edouard Dupont te onderbouwen. Jules Cornet publiceerde in 1898 een op oorspronkelijke notities van ingenieur Sohier gebaseerde tekening van de werkelijke geologische opeenvolging in de cran.

De Cran aux Iguanodons is een van de karststructuren die de formaties uit het pennsylvanien van het Franse Steenkoolbekken van Nord-Pas-de-Calais (Puits de Dièves) tot de streek van Charleroi in België doorkruisen. Deze geologische structuren worden "natuurlijke putten" genoemd. Bij Bernissart werden door mijnwerkers drie van zulke natuurlijke putten of zinkgaten gelokaliseerd: het noordelijke en het zuidelijke zinkgat en het iguanodonzinkgat, de Cran aux Iguanodons. Facies met een Wealdiaanse ouderdom werden in het iguanodonzinkgat aangetroffen en, op 160 meter diepte, in het noordelijke zinkgat. Het zuidelijke zinkgat werd nooit onderzocht. De Wealdenfacies van de Cran aux Iguanodons is toegewezen aan de Sainte-Barbe Kleiformatie (Hainaut Group). In de BER 3 boorkern die in 2002 te Bernissart genomen werd, ontmoet men deze sedimenten tussen -265 en -315 meter. Zij bestaan uit gelaagde, donkere, pyriethoudende kleisteen met millimeters dikke bruine en witte, siltige horizonten.
Meer dan een eeuw stuitten mijnwerkers in Henegouwen op karstpijpen die de steenkooladers plots onderbraken. De Cran aux Iguanodons doorkruiste de steenkoollagen Luronne, Présidente en Daubresse op 322 meter diepte en Présidente en Daubresse op 356 meter diepte. Zij moesten rond deze crans vaak tientallen meters verder hakken om weer bij de steenkoolader uit te komen, of dwars door de karstpijp werken met het risico op instortingen of overstromingen. De Cran aux Iguanodons is opgevuld met breccie uit het Wealdiaan bestaande uit mergel en klei met bruinkool en pyriet. De oorsprong van de Wealdiaanse klei van Bernissart, in het verleden ook weleens "Bernissartien" genoemd, wordt toegewezen aan de sedimentatie van een meer en van moerassen, en misschien ook aan de sedimentatie van rivieren, maar dat is minder waarschijnlijk. Deze sedimenten bevatten de beroemde skeletten van Iguanodon bernissartensis en de resten van andere fauna en flora uit het Krijt, en gleden in de loop van de tijd langzaam in de doline. Elders in het Bekken van Bergen werden klasten uit het Albien en fijnkorrelige zandsteen uit het Onder-Cenomanien in de dolines aangetroffen. De onderste opvulling van de Cran aux Iguanodons eindigt in een trechtervormige punt en bestaat uit een ongeveer vijftig meter dik, naar het zuiden dalend pakket sedimenten van de Wealdengroep, wat bewijst dat het karstmechanisme tijdens het Wealdiaan in het Bekken van Bergen nog actief was. Dit mechanisme was ook erna nog actief, aangezien boven deze continentale kleisteen uit het Bovenste-Barremien tot Onderste-Aptien van de Wealdengroep ook een ongeveer 275 meter dik pakket mariene sedimenten uit het Albien en het Cenomanien voorkomt. Rond en onder de trechtervormige punt bevinden zich pakketten losse breccie uit het Pennsylvanien. De stratigrafische correlatie van de Formatie van Sainte-Barbe met het Wealdiaan van Engeland werd door Yans, Robaszynski en Masure onderzocht en in 2012 gepubliceerd. Er werd een goede correlatie vastgesteld met de Midden- tot Boven-Barremien beds in zowel het Weald District als het Wessex Basin van het Eiland Wight. Beide gebieden leverden resten die anatomisch niet te onderscheiden zijn van Iguanodon bernissartensis.
In 1898 publiceerden Cornet en Schmitz het enige gedetailleerde geologisch profiel van de Cran aux Iguanodons, gebaseerd op de oorspronkelijke tekeningen van Sohier. De meeste fossielen, met uitzondering van de plantaardige resten, bevonden zich in de eerste veertien meter sedimenten uit het Barremien en waren geconcentreerd in lagen van vijfendertig tot vijfenvijftig centimeter dikte. Hier zijn geen gedocumenteerde gegevens over, enkel de algemene beschrijving van Arnould, die door Cornet en Schmitz echter niet gebruikt werd. De Pauw publiceerde in 1898 op grond van persoonlijke waarnemingen een geologisch profiel. Dit bevestigde de beschrijving van Arnould. De Pauw beschrijft enkel de algemene structuur, de locatie en de dikte van elke kleisteenlaag. Deze lagen hebben een duidelijke gelaagdheid, wat ook blijkt uit het boorkernonderzoek van 2003. De lagen in de steengangen zijn vlak of lensvormig. Harde stukken steenkool uit het Pennsylvanien liggen geconcentreerd in lagen langs de oevers van het paleomeer. Zanden en lignietlagen tot acht centimeter dikte zijn de meest voorkomende sedimenten en hebben de vorm van lenzen in het stratigrafisch profiel. Mogelijk werden deze in een meer variabel milieu afgezet en in ondieper water dan typisch voor seizoensgebonden laminatie. De klei wordt in pakketten van tien centimeter dik verdeeld door doorlopende zandige lagen van één millimeter. Elke kleilaag heeft een zeer fijne laminatie van een millimeter dik of minder. In de boorkernen zijn niet-gelaagde intervallen aantoonbaar met botfragmenten. Dit zou door bioturbatie of vertrappeling veroorzaakt kunnen zijn maar ook door het boorproces. In de Cran aux Iguanodons vormen geërodeerde oppervlakken, kleinschalige plooiing en verzakkingen kleinere sedimentologische structuren. Kleine, synsedimentaire plooien komen veel voor met "boudinage"-structuren waarin het sediment door ontgassing of door ontwatering toegeknepen werd. Synsedimentaire plooien zijn plooien die zich ontwikkelen tijdens de sedimentatie.

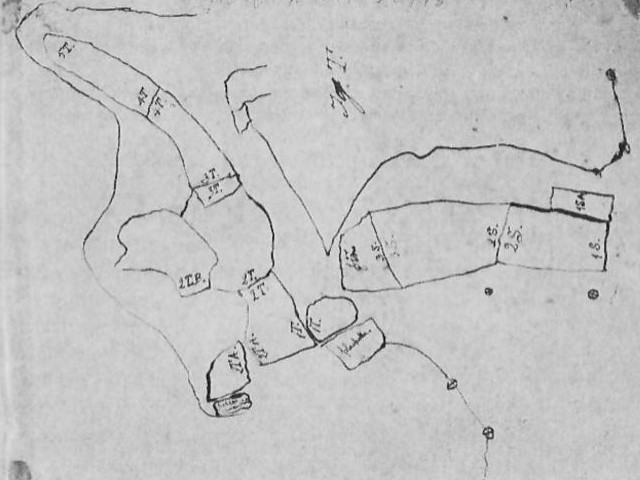
Schets van de verzameling plaasterblokken die Mantellisaurus atherfieldensis bevatten, Bernissart specimen "T" (RBINS R57). Getekend door Louis F. De Pauw in 1882. Mantellisaurus atherfieldensis werd gevonden in de galerij op 322 meter diepte. Blok "1T" bevat de schedel en blok "5T" het einde van de staart.

Tegen de buitenwand van het zinkgat liggen steile kleilagen onder een hoek van 60° tot 70° met het horizontale vlak. Maar al op tien meter van de wanden lopen de lagen bijna horizontaal. De bodem is vlak maar op ongeveer veertig meter van de westelijke wand is er een kleine anticline. Niet zozeer de plooiing veroorzaakte de vervorming van de kleilagen maar veeleer het breken van de kleisteen en het afglijden van talrijke kleisteenblokken die samen hun evenwijdige stratificatie bewaarden, zoals aangetoond door de boorkern BER 3. Het oostelijke deel van het zinkgat waar de vervorming door tektonische daling en de afglijdingshoek het grootst zijn, toont de structuur in blokken het best. De vijftig meter dikke kleisteen vult dus een trechter met een ovale dwarsdoorsnede waarvan de lengteas van noord naar zuid gericht is, licht discordant op de breccie uit het Pennsylvanien liggend. De Tertiaire gesteenten die de mariene sedimenten uit het Albien-Cenomanien bedekken, waren ook onderhevig aan tektonische daling, maar dan zwakker. Vandaag ligt aan het oppervlak juist boven de Cran aux Iguanodon een cirkelvormig moerassig gebied, wat De Pauw reeds opviel.
Ondanks de hoge concentratie aan fossielen liggen de iguanodonskeletten niet in delen van een bepaald stratigrafisch interval systematisch opgestapeld of extreem geconcentreerd maar veeleer gelijkmatig verspreid over het oppervlak van de sedimentaire lagen. Als men het volume en verspreiding van de skeletten afzet tegen de ruimte in de klei van de Cran aux Iguanodons, bevonden zich waarschijnlijk minstens honderd specimina. Het zou minder kunnen zijn als de fossielen ongelijkmatig geconcentreerd zijn maar meer als zich nog skeletten buiten en onder de hoofdlagen bevinden.
Volgens Norman zijn er drie groepen skeletten die gemeenschappelijke oriëntatie hebben. Maar in twee van deze groepen zitten specimina van verschillende beenderlagen (I, II en IV). Het is dus onwaarschijnlijk dat de gedeelde oriëntatie veroorzaakt werd door een bepaald type watertransport. Weliswaar zijn de skeletten van beenderlaag V duidelijk in één richting georiënteerd, maar deze werden opgegraven in een zone die gelijk loopt met een noordoost-zuidwest georiënteerde syncline met gebroken en waarschijnlijk verplaatste blokken kleisteen. Een alternatieve verklaring is dus dat subsidentieprocessen in een vroeg stadium de oorspronkelijke oriëntatie van de kadavers in de nog vochtige en dus plastische modder beïnvloed hebben. Bewegingen van de sedimenten na de inbedding van de kadavers kan dus de oorspronkelijke oriëntatie en positie ervan grondig gewijzigd hebben. De afwezigheid van laminatie in de sedimenten van de Cran aux Iguanodons kan het gevolg zijn van bioturbatie door gravende of sessiele organismen, toen het paleomeer van Bernissart door drogere omstandigheden inkromp en het water ondieper werd. Maar deze hypothese wordt ondermijnd door de afwezigheid van vervormde gesteentelagen en/of fossiele krimpscheuren. Dat vroegere onderzoekers deze sedimentologische structuren niet opmerkten, is onwaarschijnlijk.

#### Recent onderzoek van hetIguanodon-zinkgat
Tijdens een onderzoek in 2002 en 2003 maakte men drie boorkernen in en rond het zinkgat van Bernissart met als doel de ontwikkeling van de doline, de kans om meer fossielen te vinden en een nieuwe seismische geofysische techniek te bestuderen. In oktober 2002 verkreeg men een volledige boorkern, BER 3, waarmee men een diepte van 349,95 meter bereikte en waarbij sedimenten uit het Thanetien, uit het late en het vroege Krijt en uit het Westfalien aangeboord werden. De sedimenten uit het Onder-Krijt zijn vijftig meter dik en bestaan uit kleisteen van de Formatie van Sainte-Barbe. Op basis van de korrelgrootte van deze sedimenten en de gelaagde stratificatie die gelijkenis vertoont met de kenmerken van jaarlijkse sedimentatie, werd het paleomilieu van Bernissart vroeger geïdentificeerd met een meer dat langzaam door sedimenten opgevuld werd. Recent onderzoek heeft dit bevestigd. Er werd nog een tweede boorkern gemaakt tot op een diepte van 295 meter, BER 2. In boorkern BER3 vond men beenderfragmenten op 309 meter diepte in de doline. Er is een mooie overeenstemming tussen het voorkomen van de beenderlagen in de negentiende-eeuwse galerijen van de Cran aux Iguanodons en de gemaakte boorkernen, vooral in boorkern BER3. Sedimentologische studies, waarbij ook gebruikgemaakt werd van bijvoorbeeld granulometrie en kleimineralogie, van de meerafzettingen van de Wealdenfacies wierpen licht op de vormingsprocessen van de doline. Ook het identificeren van organische materie door middel van pyrolise, het onderzoek van de palynofacies, het bepalen van het gehalte oplosbare alkaan en de analyse van koolstofisotopen droegen bij tot het ontrafelen van de vormingsprocessen van de Cran aux Iguanodons. Schnyder et al. (2009) nemen aan dat er twee stadia geweest waren in de evolutie van de meerfacies van Bernissart. Een eerste stadium was een grote aanvoer van plantenresten en een tweede met bacteriële activiteit en/of activiteit van algen met de vorming van amorfe organische materie het wisselende niveau van het meer volgend. De paleontologie van de facies werd bestudeerd door paleohistologisch en diagenetisch onderzoek van beenderfragmenten en door onderzoek van monsters op Ostracoda en diatomeeën, maar deze monsters waren steriel. Door middel van palynologie en chemostratigrafie werd de ouderdom van de iguanodonbeenderlagen gedateerd op de overgang tussen het Barremien en het Aptien, 126 tot 125 miljoen jaar oud. Dit onderzoek verhelderde ook de beginstadia van de subsidentie in het Bekken van Bergen. Monsters van de Wealdenfacies van Bernissart uit de verzamelingen van het K.B.I.N. en van de Wealdenlocaties van Thieu, Baudour en Hautrage werden ook onderzocht, en men beschreef zeldzame fossielen van Iguanodon uit de Formatie van Baudour. In 1952 ontdekte een arbeider een linkerscheenbeen met onvolledig bewaarde uiteinden op een diepte van ongeveer tien meter in de Degand-Dutalys kleisteengroeve in het Bois de Baudour (specimen RBINS R267). Een linkercoracoïd van Iguanodon bernissartensis (catalogusnummer RBINS R268) met het label "Wealdien de Baudour" werd, net zoals RBINS R267, ook aangetroffen in de paleontologische verzamelingen van het K.B.I.N. Dit zijn de enige beenderen van Iguanodon bernissartensis die buiten de Cran aux Iguanodons van Bernissart gevonden werden, wat nog eens de uitzonderlijke fossilisatieomstandigheden van de beenderlagen van Bernissart benadrukt. De determinatie van plantenfossielen en pollenanalyse leverden verdere informatie over de paleo-ecologie van het Bekken van Bergen tijdens het Onder-Krijt. In Thieu, op ongeveer vijfendertig kilometer van Bernissart, wijst het voorkomen van dinoflagellaten op mariene invloed op de Wealdenfacies van het oostelijke deel van het Bekken van Bergen. Al de gegevens van het onderzoek van 2002 en 2003 werden ingebracht in de geologische context van Noordwest-Europa.

## Theorieën over doodsoorzaak en vorming van beenderlagen
Er zijn verschillende hypothesen opgesteld over de specifieke geologische en paleo-ecologische kenmerken van het gebied van het paleomeer van Bernissart die tot de massale sterfte van de iguanodons zouden hebben kunnen geleid. Op basis van sedimentologische en tafonomische data lijken de theorieën over natuurlijke doodsoorzaken zoals predatie, ziekte, of ouderdom en de theorieën over verstikking minder waarschijnlijk dan die van massale sterfte door verdrinking en/of natuurlijke intoxicatie. Dit laatste betreft vervuiling van de aquatische habitat door opwellende sulfaatrijke zouten in het water van het paleomeer of door giftige stoffen van biologische oorsprong, geproduceerd in levende cellen van organismen.
De natuurlijke leefomgeving kan onder bepaalde omstandigheden een dodelijke val worden, bijvoorbeeld wanneer kudden door plotse hoge waterstanden overvallen worden, of wanneer grote aantallen dieren op hun trekroutes bij het oversteken van rivieren verdrinken, of wanneer er door bosbranden paniek ontstaat. Ook massale sterfte door uitdroging en verhongering ten gevolge van seizoensgebonden droogte kan later tot de vorming van omvangrijke beenderlagen leiden, indien de kadavers door het transporterend vermogen van water op een bepaalde locatie verzameld raken. Bosbranden, plotse overstromingen, droogte en, specifiek voor de karstrijke geologie van Bernissart, chemische en biologische intoxicatie, zijn gevaarvolle situaties die hoogstwaarschijnlijk tijdens het Onder-Krijt ook in Bernissart optraden. In Hautrage, op een goede tien kilometer van Bernissart, werden in het Onder-Krijt bruinkoollagen en typische colluvia gevonden die na bosbranden afgezet werden.

### Edouard Dupont
Dupont meende in 1878 en in 1897 op basis van de geologische karakteristieken van de Cran aux Iguanodons dat er zich te Bernissart een nauwe kloof bevond waarin onder meer Iguanodon bernissartensis leefde en stierf en kadavers periodiek door de door stortvloeden aangevoerde sedimenten in korte tijd begraven werden.

### Louis Dollo

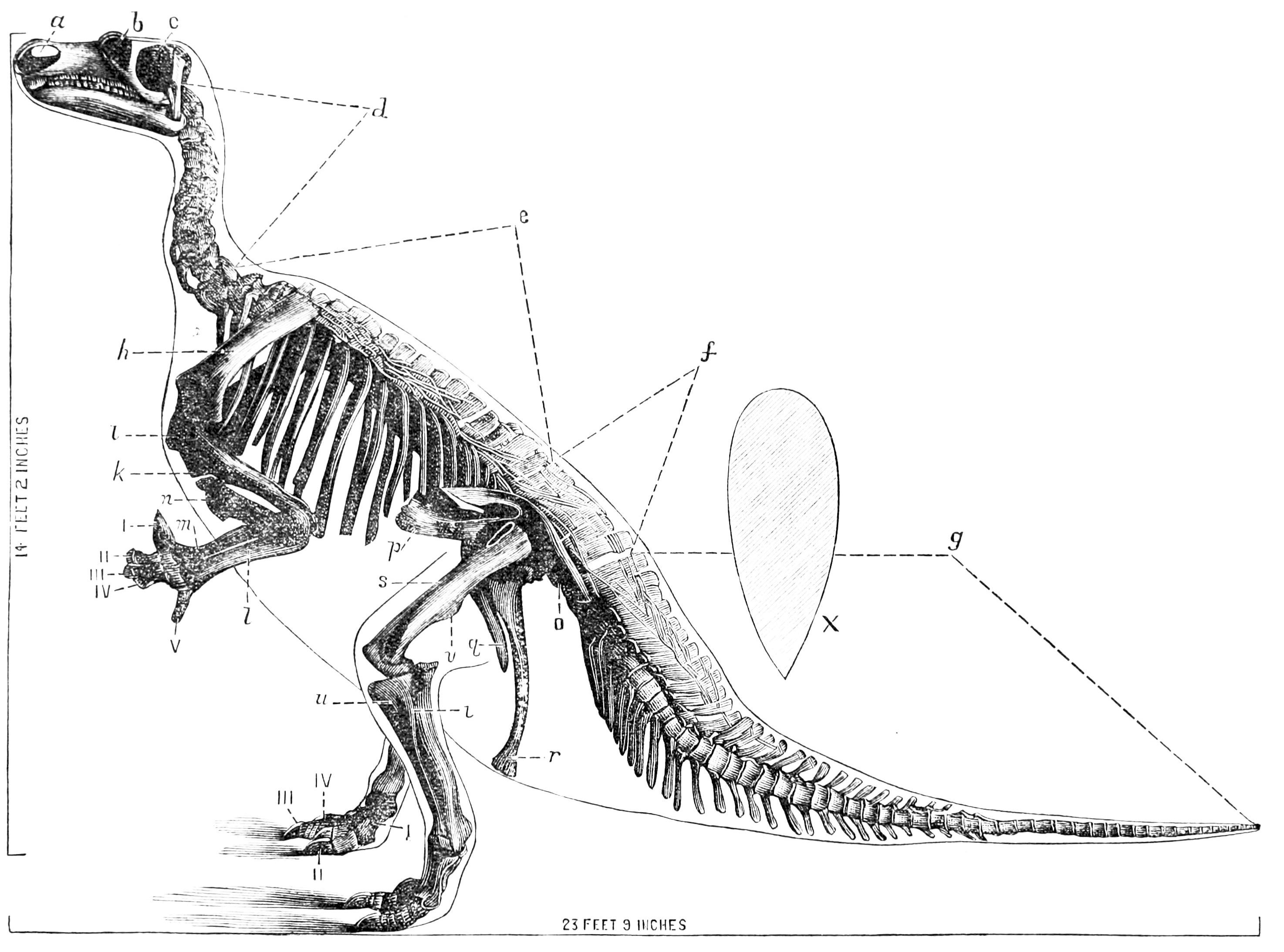
Tekening van het skelet van Iguanodon bernissartensis uit een publicatie van Louis Dollo naar aanleiding van de montage van het holotype door De Pauw in 1882 en de tentoonstelling voor het publiek in juli 1883.

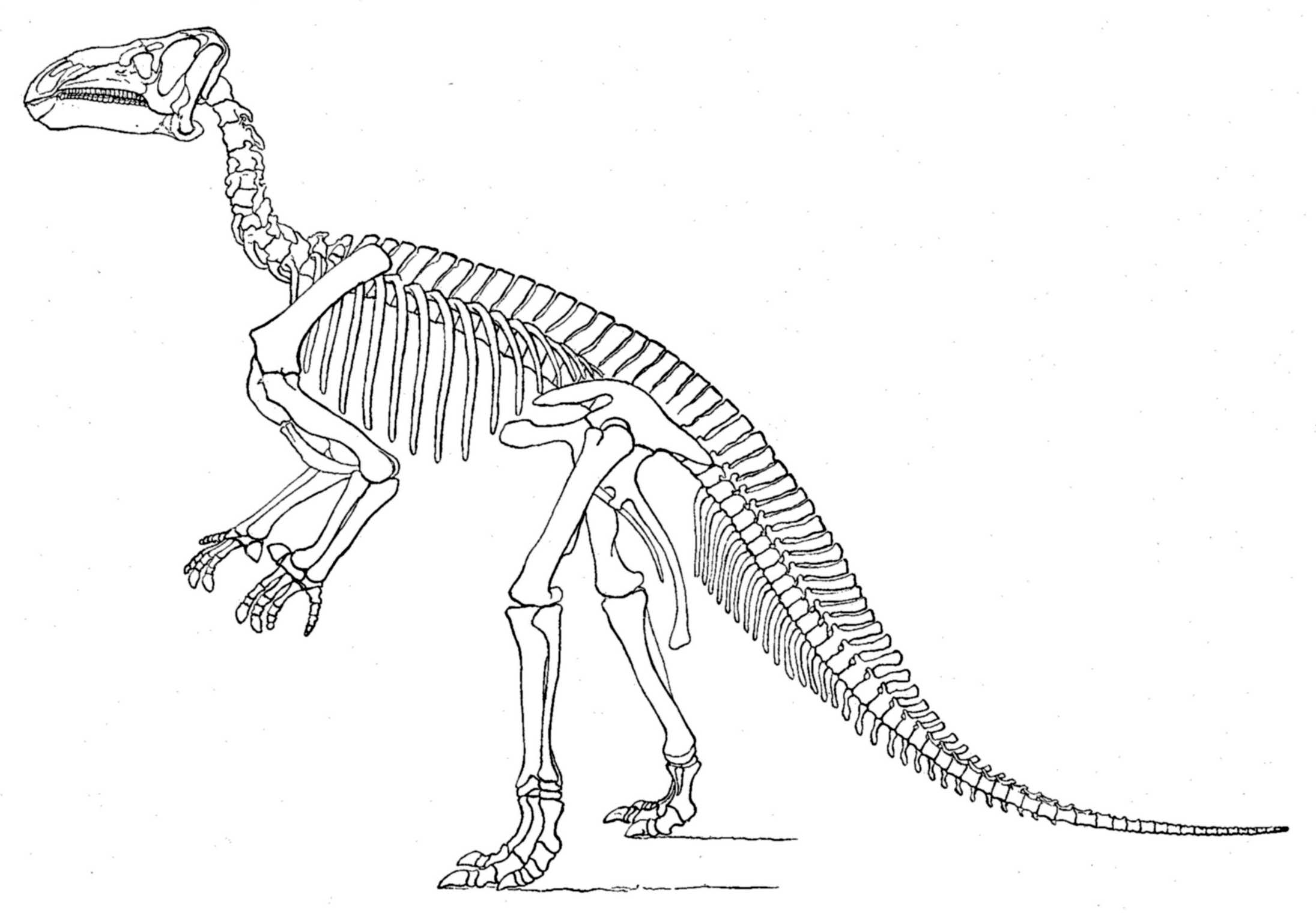
Reconstructietekening uit 1896 van het skelet van Iguanodon bernissartensis door Othniel Charles Marsh.

Louis Dollo, die als eerste de landvertebraten van Bernissart beschreef, publiceerde tussen 1882 en 1923 een reeks verhandelingen (herzien door Casier en door Bultynck) waarin hij onder meer opperde dat de meeste gevonden iguanodons oude dieren waren. Zoals de recente "olifantenkerkhoven" was Bernissart een soort "dinosauriërkerkhof" waar deze oude dieren zich afzonderden om er te sterven. Hij had ook een theorie die stelde dat oude, minder snelle dieren uit kuddes door stortvloeden om het leven kwamen. Het ontbreken van een mengeling van dieren van verschillende leeftijden is voor sommigen een argument tegen de algemeen aanvaarde opvatting dat Dinosauria kuddedieren waren. Ook zouden volgens Dollo enkele specimina, onder meer een skelet dat op de rug ligt, tekenen van een gewelddadige dood vertonen, mogelijk ten gevolge van gevechten.

### François-Léopold Cornet
Cornet lanceerde in 1898 een alternatieve theorie waarin de vorming van de beenderlagen verklaard wordt door langzame opstapeling van kadavers door de sedimentatieprocessen rond en in een nabijgelegen meer waarvan de bodem verzakte. Omdat de fossielhoudende lagen wegzonken in een doline, bleven deze gespaard voor de erosie waaraan de sedimentaire gesteenten in de rest van het Bekken van Bergen wel onderhevig waren.

### Edgar Casier
In 1960 formuleerde Casier twee verklaringen voor het ontstaan van de beenderlagen. In de veronderstelling dat Iguanodon zich bij gevaar in het water begaf, bijvoorbeeld om aan predatoren te ontsnappen, zou een aantal dieren in de moerassige depressie te Bernissart gegleden zijn, raakten er door de steile hellingen niet meer uit en werkten zich vast in de modder in hun pogingen zich eruit te bevrijden. In een tweede hypothese veronderstelt Casier dat Iguanodon een amfibisch dier was dat, zoals het nijlpaard, constant in water vertoefde. Tijdens periodes van droogte liepen de dieren zich vast in de dikke, kleverige modder van opdrogende drinkplaatsen en kwamen om door uitdroging en verhongering. In een derde hypothese volgt hij Dollo en Dupont met hun hypothese over periodieke stortvloeden.

### David Norman
De beenderlagen op 322 meter diepte zijn door respectievelijk een, twee en vijf meter van elkaar gescheiden. Dit wijst er volgens Norman (1987a) en vóór hem De Pauw (1902) op dat de iguanodons niet in één keer omkwamen. In tekeningen die de situatie van boven bezien weergeven, lijkt het alsof de skeletten dicht bij en over elkaar liggen. Maar de tijdens de opgravingen getekende verticale stratigrafische profielen tonen dat veel skeletten door niet-fossielhoudende zandsteen en kleisteen van elkaar gescheiden worden. Via hun algemene oriëntatie kan men drie groepen skeletten onderscheiden die tijdens verschillende gebeurtenissen door de afzettingen van het paleomeer van Bernissart begraven werden. Uit de veldnotities blijkt duidelijk dat skeletten die dezelfde oriëntatie hebben (vermoedelijk door stroming) in dezelfde sedimentlaag gevonden werden. Daarom kunnen de iguanodonbeenderlagen niet het gevolg zijn van één enkele catastrofe, maar werden ze gevormd gedurende een periode van tien tot honderd jaar. Het is dus mogelijk dat verschillende groepen iguanodons door periodieke stortvloeden en/of modderstromen meegesleurd werden en verdronken en in het paleomeer van Bernissart terechtkwamen.

### Langzame beenderlagenvorming
Als dieren in een levensgemeenschap door normale oorzaken sterven, zoals ziekte, ouderdom of predatie, worden beenderlagen alleen gevormd door mechanismen die de kadavers van individuen die op verschillende plaatsen en op verschillende tijdstippen leven, op één punt concentreren. Transport door water speelt daarbij meestal een belangrijke rol.
De meeste bij Bernissart gevonden iguandodon zijn volwassen dieren. De beenderlagen vertegenwoordigen dus slechts één leeftijdscategorie. Als de dieren gestorven waren door normale oorzaken zouden de lagen voornamelijk jonge dieren en halfvolwassen specimina bevatten meer dan 90% van de sterfgevallen uitmaken. De feitelijke samenstelling is juist het tegenovergestelde, zodat de doodsoorzaak niet bij graduele, normale levensomstandigheden, maar bij niet-selectieve, plotse, catastrofistische omstandigheden gezocht moet worden.

### Massale sterfte door droogte
In de huidige faunae is droogte de voornaamste oorzaak van massale sterfte waarbij kadavers van grote planteneters dikwijls geconcentreerd raken rond ingekrompen of opgedroogde drinkplaatsen. Beenderlagen met Ceratopsia in Krijtafzettingen in het westen van Noord-Amerika hingen samen met sterk seizoensgebonden, semi-aride klimaatomstandigheden, waarbij de dieren door langdurige droogteperioden massaal omkwamen. Waarschijnlijk kwamen ook te Bernissart en omgeving periodiek droogteperiodes voor, maar er zijn geen overtuigende bewijzen gevonden van extreme droogte, zoals fossiele krimpscheuren, evaporieten of typische paleosols. Desalniettemin kan het opdrogen van drinkplaatsen de er zich verzamelende iguanodons kwetsbaar gemaakt hebben, bijvoorbeeld voor predatie. Het uitdrogende paleomeer van Bernissart kan een laatste toevluchtsoord geweest zijn voor grote aantallen dorstige dieren. Andere voorbeelden van massale sterfte ten gevolge van extreme droogte zijn in het Mesozoicum de beenderlagen van de Dalton Wells Dinosaur Quarry, de Dry Mesa Dinosaur Quarry, de Howe Dinosaur Quarry en de Tendaguru-formatie.
Het sediment in het paleomeer van Bernissart had een overwegend kleiige samenstelling. Dieren op zoek naar water kunnen zich in de diepe, kleverige modder van opdrogende drinkplaatsen vastgelopen hebben en kwamen dan om door verhongering en/of uitputting. Dit scenario wordt als een zeer plausibele doodsoorzaak beschouwd en is door sedimentologische gegevens ondersteund. Het is echter problematisch dat de meeste iguanodons niet op hun buik liggen met de poten volledig uitgestrekt, een houding die typisch is voor dieren die half weggezonken zijn in zuigende, kleverige modderlagen. Het langzaam wegzinken van de meerbodem in het zinkgat nadat de kadavers in de sedimenten ingebed waren, zou geen invloed gehad moeten hebben op hun bewaarde houding. Daarbij kunnen dieren niet diep in modder wegzinken door de dichtheid ervan en de opwaartse kracht van het water waardoor het verzadigd is. Daardoor zal de bovenzijde blijven uitsteken zodat het kadaver ten prooi valt aan carnivoren/aaseters. Terwijl in de Cleveland Lloyd Dinosaur Quarry overvloedige skeletten van vleeseters zijn aangetroffen, die zelf in de modder gevangen raakten toen ze afkwamen op stervende dieren of hun kadavers, werden te Bernissart slechts één vingerkootje van een carnivore dinosauriër en de skeletten van vier krokodilachtigen gevonden. Bijtsporen van roofsauriërs zijn op de iguanodons niet aangetroffen en de meeste skeletten bevonden zich nog in anatomisch verband en zijn goed bewaard. Dit wijst erop dat de kadavers niet door aaseters verstoord werden.

### Massale sterfte door plotse bedelving
Massale sterfte door plotse bedelving wordt veroorzaakt door plotse katastrofische sedimentologische gebeurtenissen. Kudden kunnen plots begraven worden als oevers instorten of door aardverschuivingen na hevige neerslag of aardbevingen. Zo'n instorting kan voorgevallen zijn toen het zinkgat het oppervlak bereikte, of later door instabiliteit van de randen van het zinkgat. Alhoewel deze hypothese met de meeste tafonomische gegevens niet strijdig is, ontbreekt ondersteunend sedimentologisch bewijs ervoor volledig, zoals middelgrote tot grote aardverschuivingen. Het meest aannemelijke scenario voor een plotse massale sterfte van de iguanodons is abnormaal en/of panisch gedrag van een kudde dieren onder gevaarlijke omstandigheden.

### Plotse massale sterfte door verdrinking

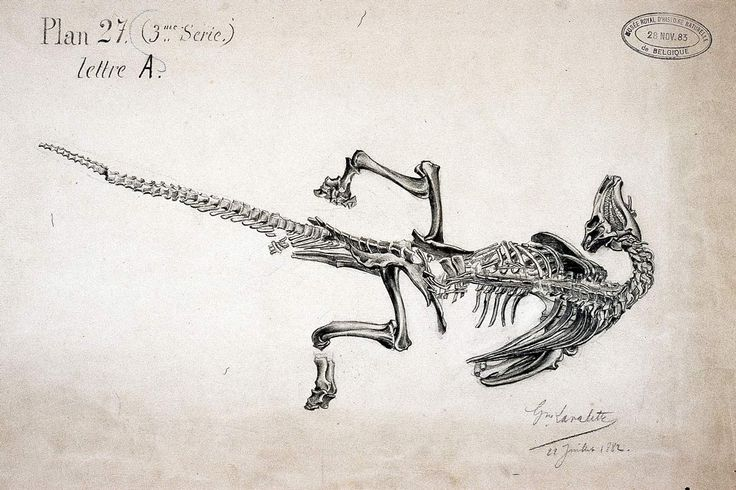
Tekening door Gustave Lavalette (22 juli 1882) van Iguanodon bernissartensis waarop duidelijk de opisthotone houding van het skelet te zien is. Zo'n houding kan op biologische intoxicatie wijzen of intoxicatie door het inademen van waterstofsulfide.

Een andere mogelijke verklaring is massale verdrinking. Aangezien de omgeving van meren en moerassen waarschijnlijk de habitat van Iguanodon was, is het onwaarschijnlijk dat deze dieren in normale omstandigheden gemakkelijk konden verdrinken. Gevaarlijke omstandigheden, zoals het in kudden oversteken van rivieren of vluchten in kuddeverband, zijn plausibele scenario's waarmee massale verdrinking kan verklaard worden. Maar er is weinig bewijs waarmee deze hypothese onderbouwd kan worden. De opisthotone houding van vele skeletten, waarbij de nek over de rug gekromd is, kan optreden door verschillende hersenaandoeningen ten gevolge van verdrinking, maar verstikking, virale infecties, verhongering en giftige stoffen in de leefomgeving kunnen zo'n houding ook veroorzaken.
In de Cran aux Iguanodons werden concentraties bruinkool gevonden die vermoedelijk het gevolg zijn van overstromingen na bosbranden. Een zeer lage sedimentatiesnelheid, zoals in sommige hoefijzermeren zou de grote concentratie aan skeletten kunnen verklaren. Maar de zandsteensedimenten wijzen op een weliswaar cyclische maar matig hoge aanvoer. Er zijn veel aanwijzingen dat de kadavers snel begraven werden net nadat de dieren omgekomen waren, wat niet op een lage, maar op een hoge sedimentatiesnelheid duidt. Het sedimentatiebeeld van het paleomeer en omgeving te Bernissart werd door natuurlijke overstromingen beïnvloed, maar er is geen sluitend sedimentologisch bewijs gevonden voor het optreden van stortvloeden waarin grote aantallen dieren verdronken en die daarna zeer snel begraven werden.

### Massale sterfte door inhalatie van waterstofsulfide
Op basis van de volgende kenmerken van de sedimenten te Bernissart is ook het inademen van het giftige gas waterstofsulfide een mogelijk scenario om het ontstaan van de uitzonderlijke accumulatie van skeletten te verklaren:
- De Barremien/Aptien kleisteen van Bernissart bevat overvloedige concentraties pyriet, een algemeen product van diagenetische fixatie[66] van waterstofsulfide in sedimenten. Ook de gevonden beenderen van Iguanodon bernissartensis bevatten grote hoeveelheden pyriet.
- Waterstofsulfide wordt gevormd door sulfaatreducerende bacteriën, waterstof + zwavelzuur + zuurstof + kooldioxide door chemosynthese omzettend in diwaterstofsulfide, water en CH2O (koolhydraat): CO2 + 6 H2 + H2SO4 → CH2O + H2S + 5 H2O. Deze breken in anaerobe omstandigheden organische stofen af. De kleisteen van Bernissart is daaraan rijk en veel sedimentologische structuren duiden op ontsnappend gas. Het bewaard blijven van zachte weefsels wijst op anaerobe omstandigheden tijdens de fossilisatie van de skeletten.
- De lagen uit het Silesien rond en onder de Cran aux Iguanodon bevatten sulfaatrijk grondwater dat zich onder hydrostatische druk opwaarts kan bewegen. Dit geothermaal water bereikt temperaturen tot 70 °C en vindt haar oorsprong in neerslag. Door een of andere warmtebron verwarmd gesteente in de ondergrond verhit het water dat daardoor opstijgt. De leemte die ontstaat, wordt door toestromend koud water aangevuld waardoor de ondergrondse waterstroom in stand gehouden wordt. Het verhitte water vermengt zich met het gesteente en kan diverse mineralen oplossen. Door de oplossing van waterstofsulfide kan het hete water de typische geur van rotte eieren krijgen. Oplossing van lagen anhydriet waardoor ondergrondse grotten ontstonden die instortten en subsidentie veroorzaakten vormde een reservoir voor het geothermale water. Het iguanodonzinkgat is hier zelf een voorbeeld van. De opvullingsgesteenten van de meeste zinkgaten in het Bekken van Bergen, vooral schaliën uit het Boven-Carboon, zijn nu ondoordringbaar, maar opwaartse, hydrostatische stromen sulfaatrijk grondwater kunnen tijdens de vroegste vormingsstadia van de zinkgaten aanwezig geweest zijn. Het kan ook vanuit nabije breuken en/of plooien opgestegen zijn, daar het gehele gebied rond Bernissart onderhevig was aan tektonische daling ten gevolge van karsterosie. Rapporten van de steenkoolmijnen van Bernissart vermelden dat er technische ingrepen nodig waren om de concentratie aan waterstofsulfide in de mijngangen te verminderen, wat dus aantoont dat plaatselijk sulfaatrijk grondwater vanuit gesteenten van het Onder-Carboon opsteeg in de geëxploiteerde steenkooladers uit het Boven-Carboon.[67]

### Massale sterfte door biologische intoxicatie
Biologische vergiftiging, zoals intoxicatie door blauwalgen, is ook een plausibele doodsoorzaak. Door de brecciakolom in het zinkgat van Bernissart of langs een nabije breuk kan sulfaatrijk grondwater opgestegen zijn. Dit zou de temperatuur verhoogd hebben en de Cyanobacteria in water en/of sulfaatreducerende Bacteria in sediment doen toenemen. Schnyder et al. (2000) rapporteerden een sterke anomalie in sedimentaire organische materie van de Sainte-Barbe-kleisteen. Deze anomalie werd door hen geïnterpreteerd als verhoogde productiviteit van algen en bacteriën of van macrofieten, ofwel waterplanten.
Intoxicatie verklaart de opisthotone houding van een aantal iguanodonskeletten van Iguanodon en zou het effect van een droogte hebben versterkt. Droogte dwong Iguanodon bernissartensis voedsel en water te zoeken in gevaarlijke gebieden met giftig water of vrijkomend waterstofsulfide. De dieren kunnen direct aan het gif overleden zijn of verdronken na het bewustzijn verloren te hebben. Lange perioden van droogte met bijgevolg kleiner wordende en/of opdrogende drinkplaatsen kunnen de werking van opborrelend geothermaal water vergroot hebben. In associatie met Iguanodon werden te Bernissart ook duizenden fossiele vissen gevonden. Massaal afsterven van vissen wordt dikwijls door anoxisch water veroorzaakt maar kan ook het gevolg zijn van intoxicatie door waterstofsulfide. Het massaal afsterven van de zoetwaterfauna gaat logischerwijze dat van de landfauna vooraf. Dit verklaart waarom de beenderlagen met vissen gescheiden zijn van de beenderlagen met Iguanodon in de sedimenten van de Cran aux Iguanodons. Wat de intoxicatietheorieën niet verklaren, is waarom de thanatocoenose van Bernissart met 90% Iguanodon bernissartensis-specimina bijna monospecifiek is. Iguanodon zal niet de enige grote landvertebraat zijn geweest die in en rond het meer van Bernissart leefde, zodat andere dinosauriërs ook aan vergiftiging hadden moeten sterven. Zoals bekend zijn die niet gevonden, maar hoogstwaarschijnlijk werden lang niet alle fossielen uit de sedimenten van de doline verwijderd.

## Tafonomie

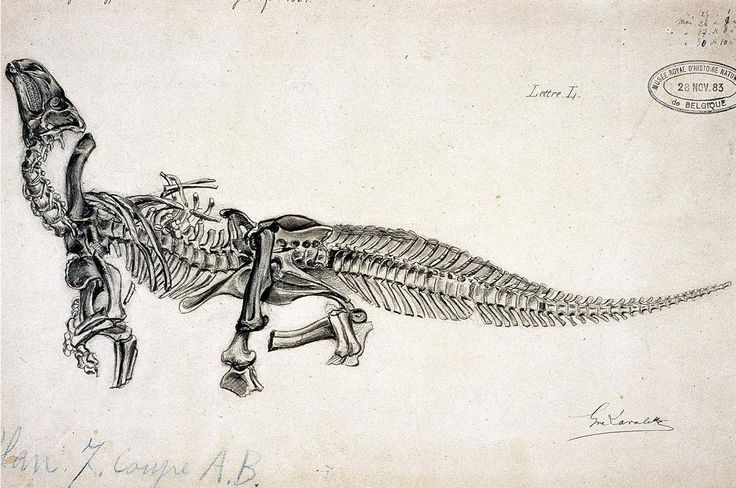
Tekening door Gustave Lavalette (28 november 1883) van specimen 'L RBINS R56'. Veel skeletten van Iguanodon bernissartensis zijn bijna volledig. Dit wijst erop dat de dieren na hun dood snel in de sedimenten van het paleomeer van Bernissart ingesloten werden, en dus afgesloten werden van externe destructieve factoren zoals predatie.

Grondig tafonomisch onderzoek van de beenderlagen van Bernissart bleef uit tot zo recent als 2012. De samenstelling van de paleofauna van Bernissart is bijna monotypisch waarbij Iguanodon bernissartensis met ongeveer veertig individuen dominant is en tezamen met de kleinere Mantellisaurus atherfieldensis ongeveer 90% uitmaakt van de gevonden biodiversiteit van de landdieren. De meeste iguanodons zijn volwassen dieren met een volledig verbeend skelet. De vergroeiingen wijzen op een hogere leeftijd. Bij alle individuen zijn de diapofysen en de wervelbogen samengesmolten met het wervellichaam. De sacrale wervels zijn vergroeid tot een heiligbeen. De beennaden van de schedel zijn altijd gesloten, zelfs bij de kleinere Mantellisaurus. Bij sommige exemplaren zijn het schouderblad en het ravenbeksbeen volledig samengegroeid. Het sprongbeen is met het scheenbeen vergroeid. Ook is bij de meeste skeletten het oorspronkelijke kraakbeen van de borstbeenderen intern verbeend. Norman (1986) onderscheidde drie "halfvolwassen" exemplaren van Iguanodon bernissartensis. Het zijn kleinere individuen die alle drie minder goed bewaard zijn.
De meeste skeletten zijn bijna volledig, ook die van de schildpadden, krokodillen en vissen, behalve het losse theropode vingerkootje. Al zijn vele van de skeletten goed bewaard, bij andere ontbreken bepaalde delen, zoals de kop of gehele ledematen. Ook komen er losse poot- en staartskeletten voor. Deze lichaamsdelen kunnen losgeraakt zijn en dieper of juist minder diep zijn weggezakt dan de rest van het lichaam. Zulke dislocatie komt in drijfzand en moerassen vaak voor. Sommige iguanodonskeletten liggen uit anatomisch verband en vertonen kleine breuken. Het langzaam wegglijden in de doline van de sedimenten die de skeletten bevatten, is hiervan de oorzaak. Louis Dollo vermeldde zulke breuken in zijn aantekeningen bij de beschrijving van de houding van de skeletten zoals zij in de Cran aux Iguanodons aangetroffen werden:
"Onvolledig geraamte. Deze Iguanodon ligt op zijn rechterzijde met de voorste ledematen naast elkaar uitgestrekt. De achterste ledematen zijn niet erg uitgespreid (althans in zoverre men kan oordelen naar wat ervan overblijft). De hals en de staart zijn uitgestrekt. Dit alles zijn kenmerken die wijzen op een vreedzame dood. Op verscheidene plaatsen van het geraamte bemerkt men rechtlijnige breuken of verschuivingen die wijzen op de bewegingen die zich op het terrein hebben voorgedaan lang na het bedelven. Deze kleine breuken zijn zeer duidelijk in de schedel, in de ribben en in de staart. Aan de voorste ledematen merken we duidelijk dat de grote spoor die zich nog op haar natuurlijke plaats bevindt, geen nasale hoorn is, noch een spoor zoals bij de haan, maar wel een vervormde duim. Onder de heupbeenderen en onder de achterste ledematen verschijnt het gebeente van een tweede Iguanodon, waarop deze die we hier beschrijven is komen te liggen. De twee exemplaren worden gescheiden door sedimentatielaag van minder dan 20 cm."

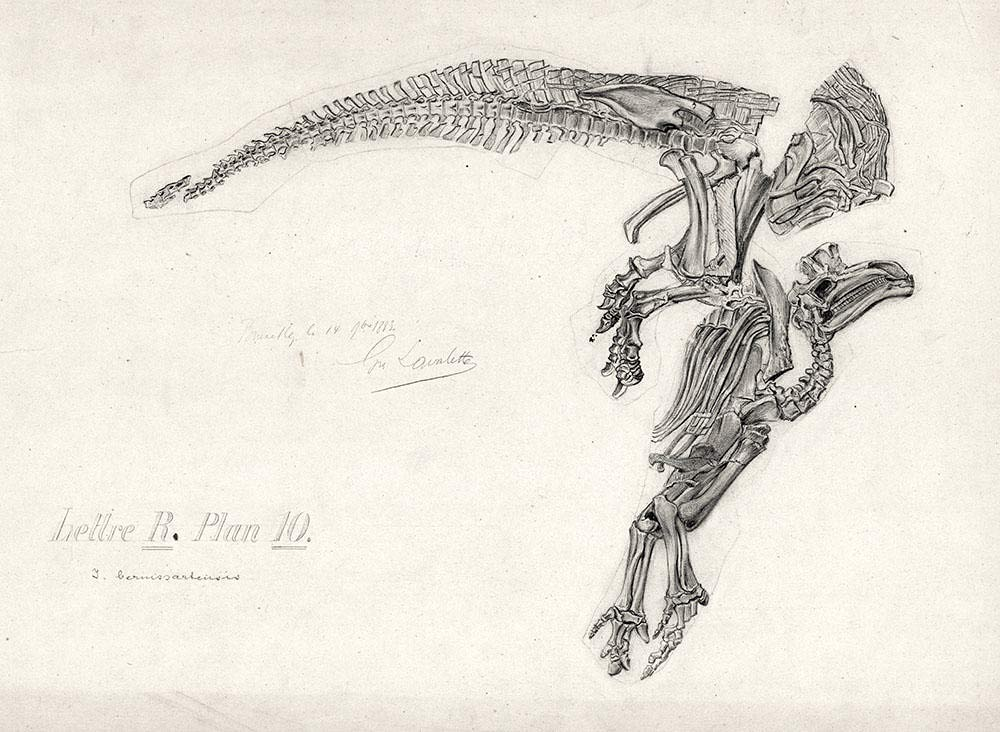
Gustave Lavalette tekende in 1882 deze Iguanodon bernissartensis in de houding zoals hij het skelet aantrof. Men kan duidelijk zien dat het skelet, door het langzaam wegzinken in de Cran aux Iguanodons van het sedimentair gesteente waarin het ingesloten zat, uit het anatomisch verband gebracht werd.

Sommige skeletten werden onvolledig opgegraven of zelfs gedeeltelijk vernietigd wegens de lastige bergingsomsatandigheden zoals specimen IRSNB VERT-5144-1716 waarvan slechts de achterkant bewaard bleef.
De vele bijna volledige skeletten in anatomisch verband tonen dat de kadavers onmiddellijk na de dood door de sedimenten van het paleomeer van Bernissart bedekt werden, niet verstoord door aaseters, zoals de krokodilachtigen Bernissartia en Goniopholis, en door theropode dinosauriërs. Ze dreven niet rond, gezwollen door rottingsgassen. Vooral in de besloten habitat van een meer zouden door de constante aanwezigheid van aaseters kadavers op korte tijd uiteengerukt en de beenderen verspreid moeten worden.
De skeletten zijn uitzonderlijk goed geconserveerd. Vaak zijn de verbeende pezen langs de wervelkolom in detail bewaard gebleven en in de meeste gevallen bevinden deze zich nog in hun oorspronkelijke positie. Louis Dollo vermeldde deze verbeende ligamenten in zijn aantekeningen:
"Onvolledig geraamte. Nog een specimen dat op zijn rechterzijde gelegen is en waarvan de hals zeer sterk naar achteren gebogen is. De achterste ledematen, waarvan één met verwrongen voet, zijn van elkaar gescheiden zoals bij het lopen. Dit dier werd bovendien zeer sterk afgeplat in de lagen en een kleine spleet heeft de staart in twee stukken verdeeld. Bij deze Iguanodon kan men zeer goed de touwtjes bemerken die de verbeende gewrichtsbanden over heel de lengte van de rug en de staart vormen. Deze gewrichtsbanden, ontaarde spieren, dienden om een grote stevigheid te geven aan dat deel van de ruggengraat dat ze bedekten, o.a. aan de staart, die hierdoor tot een vreselijk verdedigingswapen ontwikkeld werd. Dit is een verschijnsel waarvan we voorbeelden aantreffen bij de huidige hagedissen (Uromastyx) en ook bij de Dinosauriërs (Stegosaurus). De Iguanodon, waarover we het hier hebben, rustte met zijn staartstreek op de staart van het op zijn rug gelegen specimen, dat zich slechts een dertig cm. hoger bevond."
Op vele specimina zijn ook huidafdrukken bewaard gebleven. In 1898 rapporteerde De Pauw zelfs mogelijke resten van weefsels. Uitzonderlijke conservering van weke delen is het gevolg van een zeer vroege diagenetische fosfatisatie ten gevolge van snelle post mortem wijzigingen in de tere weefsels. Slechts direct na de dood en het door sedimenten afdekken van een organisme kan zo'n mineralisatie optreden, meestal op in zuurstofvrije omstandigheden.
De iguanodons liggen meestal op hun zijkant in een tamelijk passieve houding. Vaak is de nek extreem naar achter gebogen. Deze opisthotone houding wordt dikwijls vermeld in de skeletbeschrijvingen van Dollo:
"Onvolledig geraamte. Dit specimen, dat op zijn rechterzijde ligt, met de voorste ledematen opengespreid of samengevoegd, wordt gekenmerkt door een zeer sterke contractie van de hals, waardoor het achterste gedeelte van de schedel op het begin van de rug komt te liggen. Eveneens kenmerkend is de sterke contractie van het achterste rechterlidmaat, waardoor het been op de dij en de voet op het been gevouwen worden, zodat de hiel de heupbeenderen bereikt. Dit kenmerk laat allicht een zeer heftige dood veronderstellen."
"Onvolledig geraamte. Dit specimen ligt op zijn linkerzijde met de voorste en achterste ledematen uitgespreid en samengevoegd. Het vertoont een hals die zeer sterk naar achteren samengetrokken is, wat er misschien op wijst dat het dier minder vreedzaam is omgekomen dan dit bovenaan in 't midden en misschien veel sneller begraven werd na zijn dood."
Het krommen van de nek over de rug is niet zeldzaam bij goed bewaard gebleven amniote fossielen. Over de oorzaak is veel gespeculeerd. Faux en Padian wezen er in een onderzoek in 2007 op dat de houding door spierkrampen in het laatste levensmoment (perimortem) bereikt wordt en door rigor mortis tijdelijk vastgehouden wordt. De houding impliceert dus dat de iguanodons snel begraven werden, dat postmortem transport onbetekenend was en dat de skeletten gespaard bleven van de activiteiten van aaseters.
Een opvallende uitzondering op de vele specimina met een opisthotone houding is specimen IRSNB VERT-5144-1716 dat op de rug ligt en waarvan het skelet dorsoventraal afgeplat is. Deze kenmerken kunnen er volgens Dollo op wijzen dat dit dier op een andere manier omkwam dan de andere, misschien ten gevolge van een gevecht. Dollo noteerde in zijn aantekeningen:
"Onvolledig geraamte. Dit specimen, merkwaardig omwille van zijn uiterst uitzonderlijke positie, ligt op zijn rug met een opgeschorte staart. De achterste ledematen zijn uitgestrekt, de voorste ledematen geplooid (de voorarm ligt op de arm en de handpalm is vooraan geopend) en de hals is naar achteren gebogen. Alles wijst er bij dit dier op dat het een zeer heftige dood heeft gekend, waarschijnlijk bij een gevecht waarbij het op zijn rug werd geworpen door een slag op het midden van zijn lichaam. Daar men in de gesteentelagen van Bernissart geen belangrijke sporen heeft gevonden van de grote carnivore Sauriërs waartegen de Iguanodons zich moesten verdedigen, is het goed mogelijk dat dit individu is omgekomen in een strijd onder mannelijke dieren om het bezit van wijfjes, een verschijnsel waarvan we op dit ogenblik tal van voorbeelden in de natuur vinden. Boven de linkerarm bemerken we een afdruk van een vis, kenschetsend voor de gesteentelagen van Bernissart: Callopterus insignis."
Over een ander skelet schreef hij:
"Onvolledig geraamte. Een specimen waarvan de borst werd ingedrukt en dat, naar dit bijzonder kenmerk te oordelen, misschien langer bleef bloot liggen dan de andere, alvorens het werd bedolven."
Hiermee verwees Dollo misschien naar de mogelijkheid dat dit dier door een predator gedood werd, en/of dat het kadaver door aaseters gevonden werd. De ingedrukte borstkas is echter mogelijk het gevolg van druk en beweging in de Wealdiaanse sedimentlagen toen deze langzaam in de doline wegzonken en uiteindelijk op de trechtervormige bodem op meer dan 320 meter diepte tot rust kwamen, omgeven door gesteenten uit het Silesien (Boven-Carboon).
Soms vindt men op fossiele beenderen sporen terug van natuurlijke processen die postmortem en voor de diagenese optraden, zoals sporen van vertrappeling, sporen van tanden van aaseters of sporen van verwering. Hierdoor kan de morfologie van het bot drastisch gewijzigd worden. Bij de vernieuwing van de Janletvleugel van het KBIN vanaf 2004 werden de iguanodonskeletten volledig ontmanteld en werden de beenderen behandeld tegen aantasting door pyriet. De gelegenheid werd te baat genomen om het oppervlak en de vorm van de beenderen te onderzoeken op sporen van vertrappeling, op sporen van tanden en op sporen van verwering. Er werden alleen natuurlijke breuken in de kleisteen of beschadigingen door met zekerheid vastgesteld. Destructieve omstandigheden voor en/of tijdens de laatste fase van transport zouden geleid hebben tot een groot aantal gebroken beenderen van ledematen. Hun gaafheid toont dat de kadavers niet over grote afstand getransporteerd werden en/of dat zij niet door enige omstandigheid waren verzwakt voordat ze in het sediment terechtkwamen.
Sporen die kenmerkend zijn voor verwering, zoals afschilferen en barsten, komen niet voor, waaruit kan afgeleid worden dat de beenderen nooit lang blootgesteld waren aan de lucht voor of na transport door water. Evenmin konden sporen van vertrappelen vastgesteld worden zoals ondiepe, min of meer evenwijdige krassen op het botoppervlak. Het ontbreken van zulke sporen wijst er weer op dat de iguanodons snel begraven werden. Bijtsporen ontbreken eveneens, zoals V-vormige groeven of doorboringen.

## De studie van de iguanodons van Bernissart

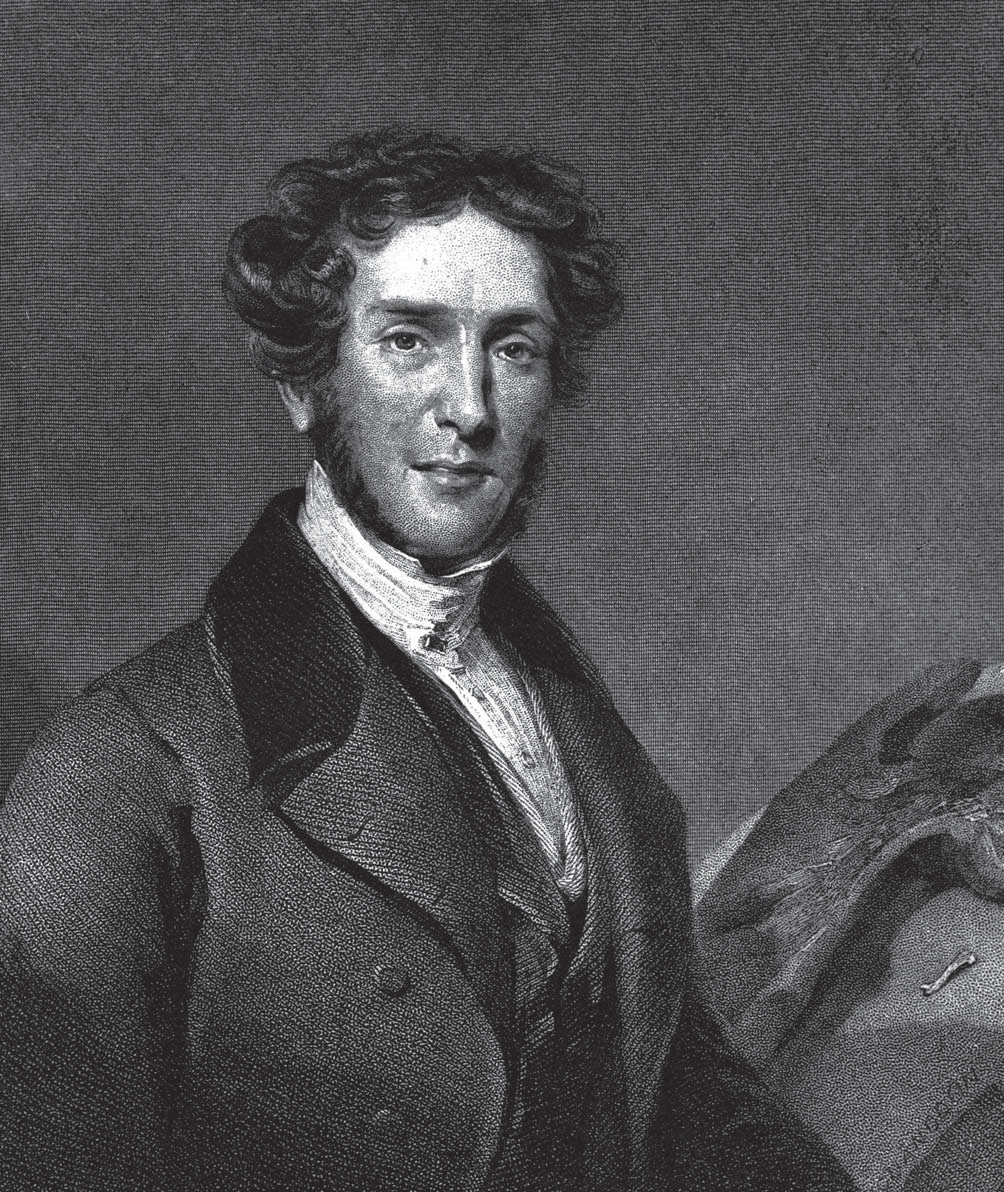
Gideon Mantell beschreef en benoemde het geslacht Iguanodon in 1825 onder meer op basis van tanden die in 1821 ontdekt werden in het Boven-Valanginien van de Tilgate Forest Beds (Tilgate Grit Member, Grinstead Clay Formation) in het Engelse dorpje Whitemans Green (Cuckfield, Sussex).

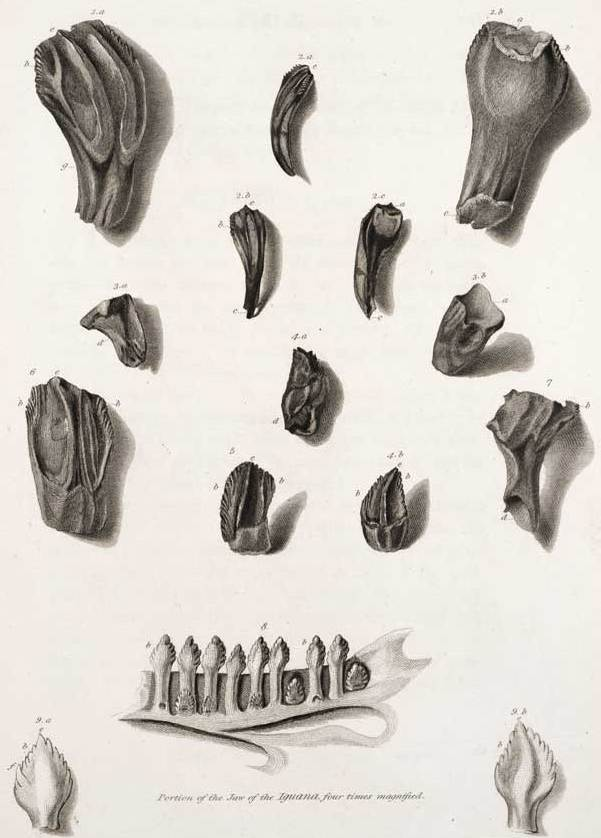
De tanden aan de hand waarvan Gideon Mantell in 1825 het taxon Iguanodon benoemde en beschreef. Iguanodon betekent "Iguanatand", naar analogie met de morfologie van de tanden van de Iguana, zoals ze onderaan de afbeelding te zien zijn.

De Cran aux Iguanodons leverde niet alleen een thanatocoenose met een groot aantal Dinosauria, maar ook met andere fossiele reptielen, amfibieën, vissen, insecten en planten, en daarnaast ook nog versteende uitwerpselen.

### Pierre-Joseph Van Beneden
Het was P.-J. Van Beneden die de fossielen uit de Cran aux Iguanodons aan de hand van hun tanden aan het geslacht Iguanodon toewees en hij was in 1878 de eerste die er een wetenschappelijk artikel over schreef. Het ergerde hem dan ook dat het label onder aan het eerste tentoongestelde skelet in juli 1883 op het binnenplein van het Paleis van Karel van Lotharingen te Brussel vermeldde dat het in 1878 door M. Fagès, directeur van de steenkoolmijn van Bernissart, gevonden was. Hij meende dat de eer van de ontdekking van de iguanodons aan hem toekwam omdat hij de eerste was die de fossielen identificeerde. De identificatie was mogelijk geweest doordat resten van Iguanodon al in 1821 in Engeland ontdekt werden door Gideon Mantell. Het opeisen van de ontdekking van Iguanodon door Van Beneden bracht in 1883 tijdens rumoerige bijeenkomsten van de Académie royale de Belgique een aantal weinig constructieve meningsverschillen op gang tussen Van Beneden en Edouard Dupont, directeur van het Musée Royal d'Histoire naturelle de Belgique. Een twistpunt was ook of de Iguanodon van Bernissart tot een nieuwe soort behoorde of tot de soort Iguanodon mantelli die al bekend was uit Engeland.

### George Boulenger
Kort na de ontdekking van de iguanodons, vroeg Dupont aan de jonge natuuronderzoeker George Albert Boulenger of hij als assistent natuurwetenschappen verbonden aan het Musée Royal d'Histoire naturelle de Belgique de specimina wilde bestuderen. Boulenger stelde in 1881 zijn eerste resultaten voor aan de Académie royale de Belgique. Hij beschreef de bouw en structuur van het bekken en stelde voor op grond van de aanwezigheid van zes sacrale wervels bij de grote Iguanodon van Bernissart tegenover vijf sacrale wervels bij de kleinere Iguanodon van Bernissart een nieuwe soort in te voeren die hij Iguanodon bernissartensis noemde. Het enige kleinere specimen (catalogusnummer IRSNB 1551) wees hij toe aan Iguanodon mantelli von Meyer 1881. De studie van Boulenger werd nooit gepubliceerd omdat het door Van Beneden, die toen voorzitter van de wetenschappelijke afdeling van de Academie was, in een korte, zeer kritische herziening verworpen werd. Deze herziening werd in 1881 wél gepubliceerd door Van Beneden. Hij betwistte onder meer het onderscheid in twee soorten en beweerde dat de door Boulenger vastgestelde osteologische verschillen hoogstwaarschijnlijk aan seksueel dimorfisme konden toegewezen worden. Nog in 1881, kort na het verwerpen van zijn eerste onderzoeksresultaten, aanvaardde Boulenger een functie in het Natural History Museum te Londen. Van Beneden vond het later gerechtvaardigd, onder het toepassen van de regels van de nomenclatuur en omdat Louis Dollo de eigenlijke onderzoeker en beschrijver was, dat de nieuwe soort Iguanodon bernissartensis (Boulenger) Dollo zou genoemd worden.

### Louis Dollo

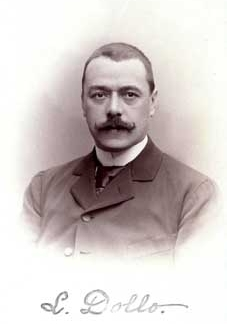
Louis Dollo, de Belgische paleontoloog die als eerste Iguanodon bernissartensis uitvoerig bestudeerde en beschreef en van 1882 tot 1923 over Iguanodon en de paleofauna van Bernissart publiceerde.

De grootste eer voor de studie van de iguanodons' van Bernissart komt toe aan de Belgische paleontoloog Louis Dollo (1857-1931). Na het vertrek in 1881 van Boulenger werd Dollo tot "aide naturaliste" benoemd aan het Musée Royal d'Histoire naturelle de Belgique en kreeg zo vanaf 1882 de gelegenheid de paleofauna van Bernissart te beschrijven. Hij was een Franse mijningenieur die zich tot Belg naturaliseerde en zich volledig aan de paleontologie der gewervelden wijdde. Dollo schreef van 1882 tot 1906 een lange reeks inzichtrijke en vernieuwende verhandelingen en artikelen over zijn geliefde iguanodons en de andere gewervelden van Bernissart. In zijn eerste wetenschappelijke verhandeling uit 1882 onderzocht hij de basis voor Boulengers onderscheid tussen Iguanodon mantelli en Iguanodon bernissartensis. Dollo stelde een algemene overeenkomst vast in de anatomie van de kleinere en slankere iguanodontide van Bernissart en de iguanodonfossielen die door Mantell in 1821 gevonden werden (catalogusnummer NHMUK 3741). Bijgevolg identificeerde hij de kleinere iguanodontide van Bernissart (catalogusnummer IRSNB 1551) als Iguanodon mantelli. Dollo omzeilde het door Van Beneden aangehaalde probleem van het mogelijke seksueel dimorfisme tussen de grote en de kleinere iguanodontide van Bernissart in het aantal sacrale wervels door het aantonen van bijkomende anatomische verschillen in de afmetingen van de schedel, de vorm van de oogkas, de vorm van het schouderblad, de afmetingen van de neusopeningen, de afmetingen en de vorm van de infratemporale openingen, de volledigheid van de externe opening van het ravenbeksbeen, de algemene vorm van dit coracoïd, de verhoudingen tussen de hand en de duim, de afmetingen van het opperarmbeen en de vorm van het voorste blad van het schaambeen. De conclusie van Dollo was dat de iguanodons van Bernissart inderdaad twee soorten vertegenwoordigen.
In 1883 publiceerde hij over het vierde dijbeenuitsteeksel. In zijn aantekeningen over de skeletten beschreef Dollo ook dit vierde dijbeenuitsteeksel:
"Onvolledig geraamte. Dit specimen, dat op zijn linkerzijde ligt, was kenschetsend voor de ontwikkeling van het vierde dijbeenuitsteeksel, een geweldige beenderachtige punt, die zich in het midden van het dijbeen bevindt. Eveneens heeft dit exemplaar als voorbeeld gediend toen men de functie van dit uitsteeksel wou aantonen, dat, zoals men reeds weet, het hechtingspunt was van een zeer omvangrijke spier, die diende om de staart lateraal te bewegen."
In 1886 publiceerde Dollo over het borstbeenapparaat (het complex van het borstbeen en de ravenbeksbeenderen) en over het predentaal been, een bot aan de voorkant van de onderkaken dat tezamen met het premaxillair been van de bovenkaak een scherpe, hoornige "bek" vormt dat diende om plantaardig materiaal af te knippen, in 1886 en in 1888 over de proatlas, een kleine, rudimentaire halswervel die zich voor de eerste halswervel bevindt, in 1886 over de verbeende pezen, in 1887 over het bovenkaaksbeen en in 1888 over het borstbeen van Iguanodon bernissartensis, dat hij daarvoor al in zijn aantekeningen vermeldde:
"Onvolledig geraamte. Dit dier, waarvan het niet mogelijk was het hoofd op te graven, is op zijn linkerzijde gelegen en heeft zijn voorste en achterste ledematen uitgestrekt, terwijl zijn hals weinig samengetrokken is. Men ziet er tussen de voorste ledematen de borstbeenplaten in hun natuurlijke positie, die aldus bewijzen dat de Iguanodon geen sleutelbeenderen had en dat deze beenderen, die bij vergissing met deze naam aangeduid werden, wel degelijk het sternum vertegenwoordigen, zoals het sedert 1882 werd aangeduid."
In 1905 en 1906 beschreef hij fossiele voetsporen van Iguanodon uit het Wealdiaan van het Engelse Hastings. Zijn totale wetenschappelijke oeuvre zou een tijdspanne van 41 jaar beslaan, 1882 tot 1923, en behelsde niet enkel de Dinosauria, de krokodillen en de schildpadden van Bernissart, maar ook gewervelden van andere vindplaatsen. In 1923 publiceerde Dollo zijn laatste werk over de Iguanodon van Bernissart als een samenvattende studie ter ere van het honderdjarig bestaan van de publicatie van Mantells beschrijving van Iguanodon. Met de kennis die hij toen had, identificeerde Dollo Iguanodon als het ecologische equivalent van de giraffe. Door de vermeende kangoeroe-achtige houding kon Iguanodon volgens hem hoog in de bomen reiken om aan zijn voedsel te komen. Daarbij gebruikte het dier dan een lange, gespierde tong, zoals de giraffe. De scherpe bek met het predentaal been diende om taaie stengels en bladeren af te knippen die door de tanden tot pulp vermalen werden voordat het voedsel ingeslikt werd. In zijn aantekeningen beschreef Dollo ook dit predentaal been en de tanden:
"Onvolledig geraamte. Dit specimen bevindt zich eveneens op zijn rechterzijde met minder opengespreide hals en ledematen dan het specimen bovenaan in het midden. Het dier is weinig samengetrokken en is tevens de Iguanodon die over de mooiste schedel van de hele verzameling beschikt. Het is deze schedel die voor de gedetailleerde beschrijving van het hoofd heeft gediend. Men kan zeer duidelijk zien dat de Iguanodon vooraan in de mond een bek had, en achteraan een groot aantal tanden, die ons doen denken aan de kiezen van onze herkauwers en waarvan het slijtageoppervlak evenals de vorm op onbetwistbare wijze het plantaardig voedselregime van de reusachtige Dinosauriër van Bernissart aantonen."
Dit beeld van een gigantische, kangoeroe-achtige dinosauriër werd voor zestig jaar een icoon in de wereld van de ontluikende kennis over dinosauriërs, een beeld dat versterkt werd door de tentoonstelling van replica's van opgestelde skeletten op ware grootte in vele natuurhistorische musea over heel de wereld.

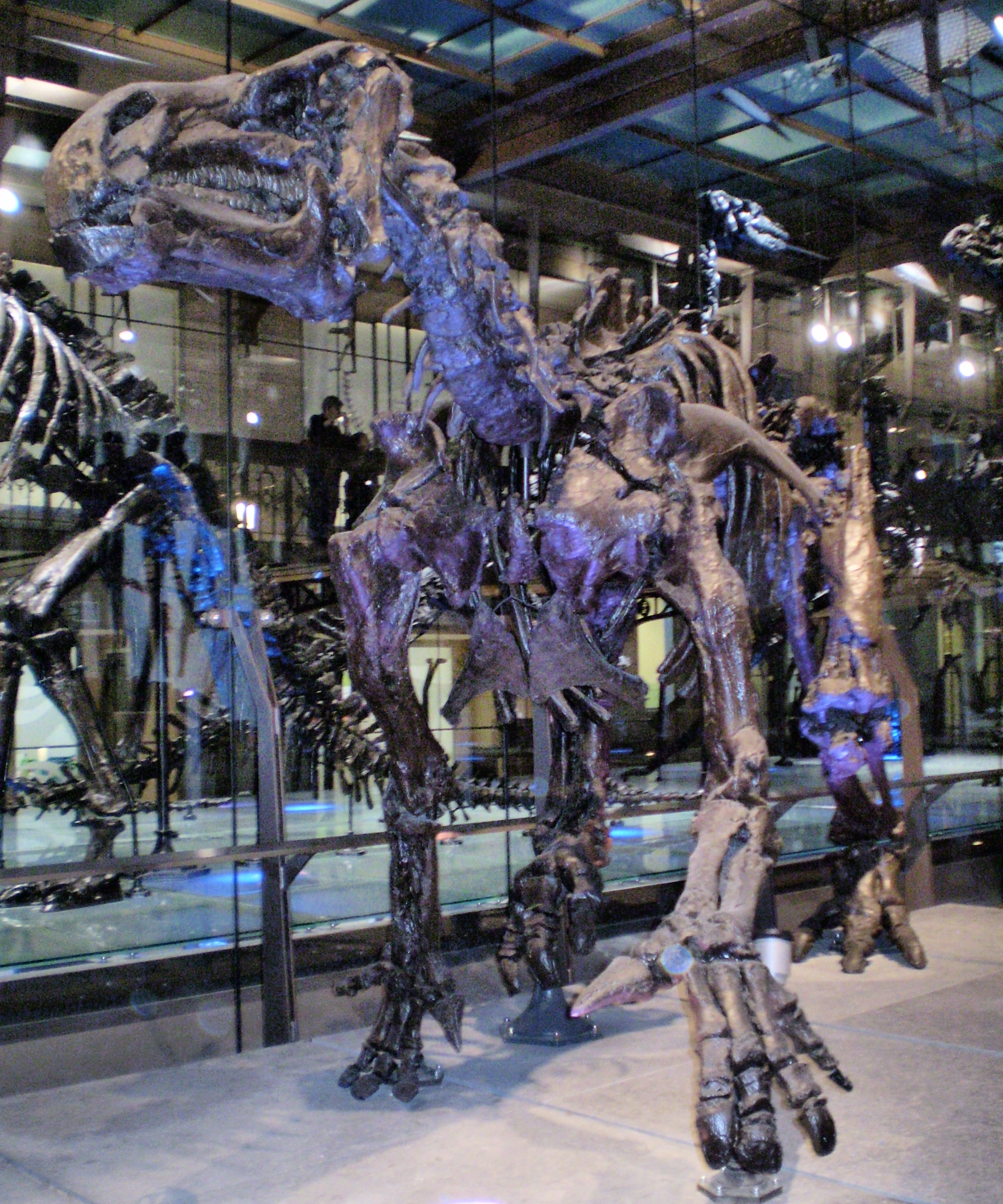
Op basis van de lange en robuuste voorpoten, de robuuste schoudergordel en de door verbeende ligamenten verstevigde wervelkolom en staart werd een skelet van Iguanodon bernissartensis in het Koninklijk Belgisch Instituut voor Natuurwetenschappen te Brussel in quadrupedale houding opgesteld.

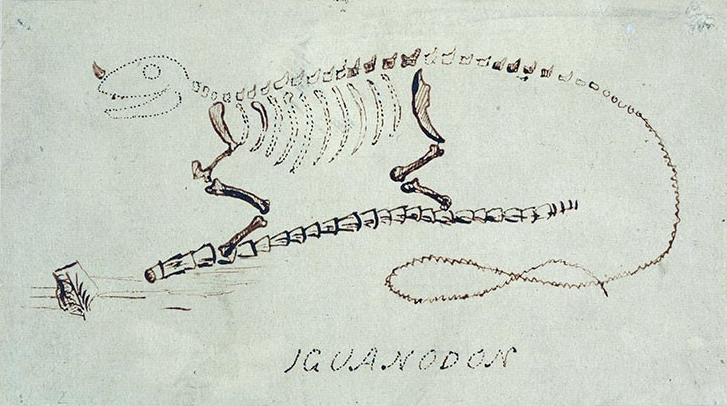
De reconstructie van Iguanodon in Mantells beschrijvingen. Omdat de beenderen die hij gevonden had niet in anatomisch verband lagen, plaatste Mantell de conische beenpunt op de neus in plaats van in de manus als omgevormde duim.

Naast het morfologisch beschrijven van de fossielen hechtte Dollo ook veel belang aan de biologie, het gedrag en de ecologie van uitgestorven organismen. De sedimenten en fossielen van Bernissart leverden Dollo tastbare aanwijzingen voor de reconstructie van het plaatselijke paleo-ecosysteem. Hij wilde nagaan in hoeverre men een ecosysteem van die ouderdom kon reconstrueren door gebruik te maken van strikte wetenschappelijke principes. Dollo's denken was zijn tijd vooruit en sommige aspecten van zijn werk zouden we bijna modern kunnen noemen. Als eerbetoon aan Dollo en zijn pionierend werk op het gebied van paleo-ecologie, voerde Othenio Abel de term "paleobiologie" in om de integratie van de studie van fossiele organismen in ons begrip van de levende organismen aan te duiden. Iguanodon bernissartensis was de eerste dinosauriërsoort waarvan uitgebreide beenderlagen ontdekt werden. Dollo superviseerde in het museum te Brussel de extractie van de beenderen uit de kleisteenmatrix, het opstellen van de skeletten in levensechte positie en het plaatsen van een aantal skeletten en afzonderlijke beenderen zoals zij in situ in de Cran aux Iguanodons aangetroffen werden.
In 1880 deed men een eerste poging om een skelet in levensechte positie op te stellen maar het is pas in 1883, dankzij een aantal studies door Dollo, dat men hierin slaagde. Aan Cambridge schonk hij via koning Leopold II een replica van een van de meest volledige iguanodonskeletten. Dollos onderzoek toonde de wereld voor het eerst hoe een dinosauriër eruitzag en bevestigde de hypothese van de Amerikaanse paleontoloog Joseph Leidy (gebaseerd op Hadrosaurus foulki Leidy 1858) dat Iguanodontidae bipedale, dus zich op de achterste ledematen voortbewegende, dieren waren en geen zware, neushoornachtige viervoeters zoals Richard Owen voorgesteld had. De voorpoten waren echter zodanig ontwikkeld dat Iguanodon zich ook quadrupedaal (op alle vier de ledematen) kon voortbewegen. Sinds enkele jaren staat in het Koninklijk Belgisch Instituut voor Natuurwetenschappen te Brussel een van de vele skeletten van Iguanodon bernissartensis in quadrupedale positie opgesteld. Voor de opstelling van de skeletten baseerde Dollo zich op de skeletten van de kasuaris en de kangoeroe. Hij plaatste het op een scherpe punt uitlopende been, dat Gideon Mantell in zijn algemene reconstructie van "Iguanodon" op de neus van het dier had geplaatst, correct op de duim, als wapen. Dit was mogelijk dankzij de vele handen in anatomisch verband die te Bernissart gevonden werden. De fossielen aan de hand waarvan Gideon Mantell Iguanodon reconstrueerde lagen niet in verband. In zijn aantekeningen schrijft Dollo over dit puntige been:
"(...) Aan de voorste ledematen merken we duidelijk dat de grote spoor die zich nog op haar natuurlijke plaats bevindt, geen nasale hoorn is, noch een spoor zoals bij de haan, maar wel een vervormde duim (...)"
Omdat Dollo te maken had met zowat de eerste volledige dinosauriërskeletten, reconstrueerde hij de staart foutief. Zich baserend op de staart van de kangoeroe gaf hij ook de staart van Iguanodon een knik. De dieren waren echter in de sedimenten van de Cran aux Iguanodons aangetroffen met een rechte staart die verstijfd was door de verbeende ligamenten.

### David Norman

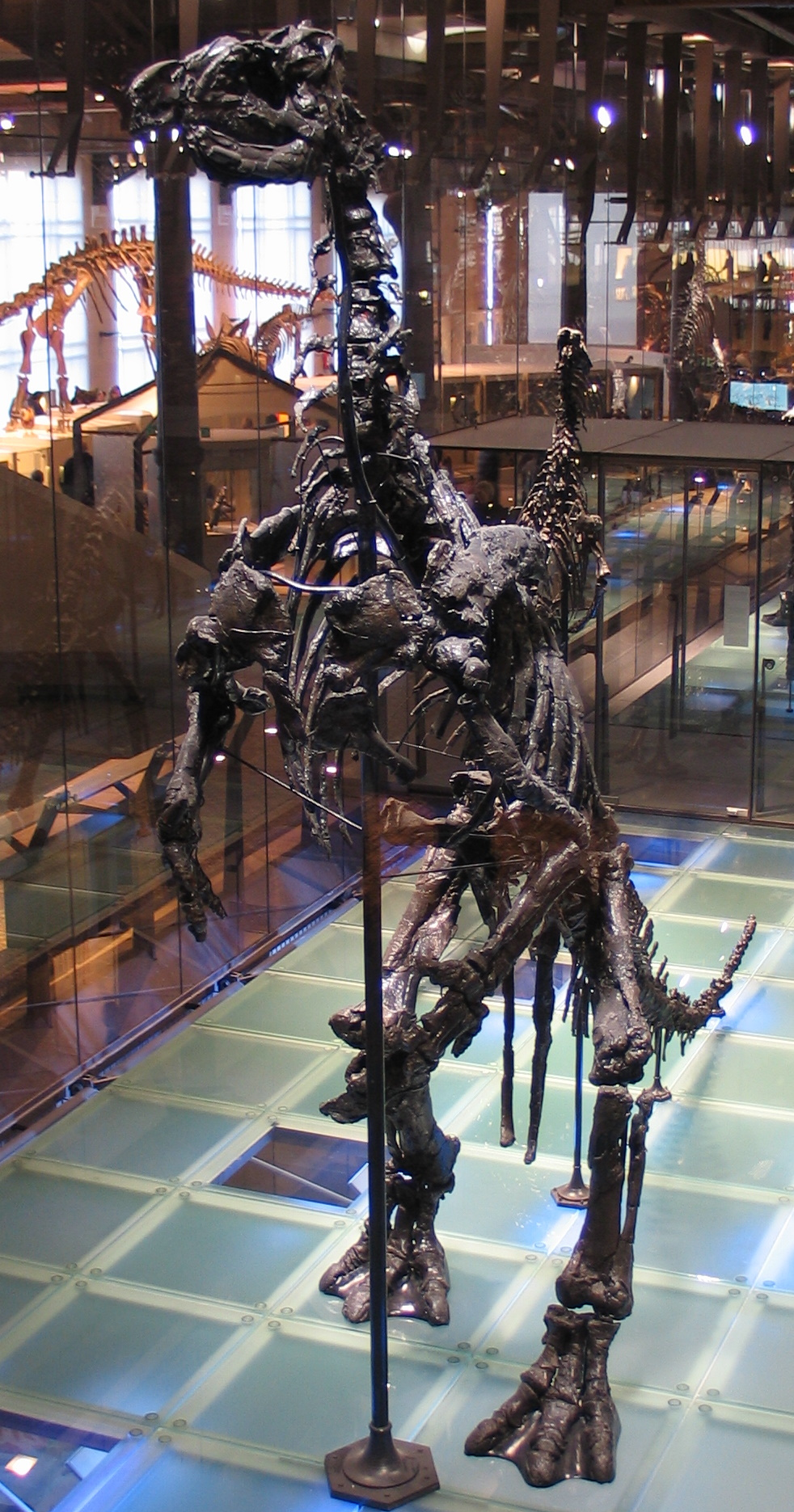
Skeletopstelling van Iguanodon bernissartensis in de verouderde, bipedale houding.

In 1980 publiceerde de Britse paleontoloog David Bruce Norman een monografie over Iguanodon bernissartensis. In 1986 beschreef hij de enige kleine iguanodontide van Bernissart (catalogusnummer IRSNB 1551) en wees het toe aan de soort Iguanodon atherfieldensis Hooley 1925 die reeds uit de "Wealden Beds" van het Wight bekend was. Hij benadrukte dat de vroegere soortnaam Iguanodon mantelli door de zeer fragmentarische resten van het holotype slechts een nomen dubium is. De kleine iguanodontide van Bernissart heeft een woelige nomenclatuurgeschiedenis achter de rug. In 1881 wees Boulenger het fossiel toe Iguanodon mantelli. Het volgende jaar kwam Dollo tot dezelfde conclusie. In 1986 wees Norman het specimen toe aan Iguanodon atherfieldensis. Gregory S. Paul benoemde in 2007 voor die soort een apart geslacht Mantellisaurus. Volgens Paul is het lichter gebouwd dan Iguanodon en is het nauwer verwant aan Ouranosaurus waardoor het traditionele taxon Iguanodon parafyletisch wordt. In 2008 benoemde Paul voor specimen IRSNB 1551 een apart geslacht en soort: Dollodon bampingi. In 2010 zagen Kenneth Carpenter en Yusuke Ishida Dollodon bampingi als een synoniem van Iguanodon seelyi Hulke, 1882 (catalogusnummer BMNH R 28685) uit de Wessex Formation (Barremien) van Engeland, dus als een Dollodon seelyi (Hulke, 1882) Carpenter & Ishida 2010, maar dit is controversieel. De resten van Iguanodon seelyi bestaan uit een ilium, een gedeeltelijke voet, een dijbeen en nog enkele andere beenderen. Deze fossielen tonen aan dat ze tot een grote en robuuste iguanodontide behoorden, totaal verschillend van de kleine iguanodontide van Bernissart, en dus veel meer overeenkomsten heeft met de grotere en robuustere Iguanodon bernissartensis. Dat Iguanodon seelyi dezelfde soort is als Iguanodon bernissartensis wordt door de fossiele resten ondersteund. Daar Iguanodon bernissartensis in 1881 beschreven werd en Iguanodon seelyi in 1882 moeten de resten van deze laatste aan Iguanodon bernissartensis toegewezen worden. In een studie van 2010 beschouwen Norman en Andrew Mcdonald Dollodon als een ongeldig genus en wijzen de kleine iguanodontide van Bernissart toe aan Mantellisaurus atherfieldensis (Hooley, 1925). De meeste onderzoekers volgen Norman en Mcdonald. Volgens Norman behoren minstens 33 specimina van Bernissart tot Iguanodon bernissartensis, en vermoedelijk nog eens zes andere onvolledige skeletten. Mantellisaurus atherfieldensis wordt er vertegenwoordigd door slechts één volledig specimen en waarschijnlijk ook door één onvolledig skelet. Een derde mogelijk exemplaar bestaat uit staartwervels, verbeende ligamenten en een kleine tand die in de terrils gevonden werden. Norman stelde een gedetailleerde catalogus op van de iguanodontide dinosauriërs van Bernissart in de verzamelingen van het KBIN. Volgens Norman zijn slechts drie specimina van Bernissart halfvolwassen dieren.

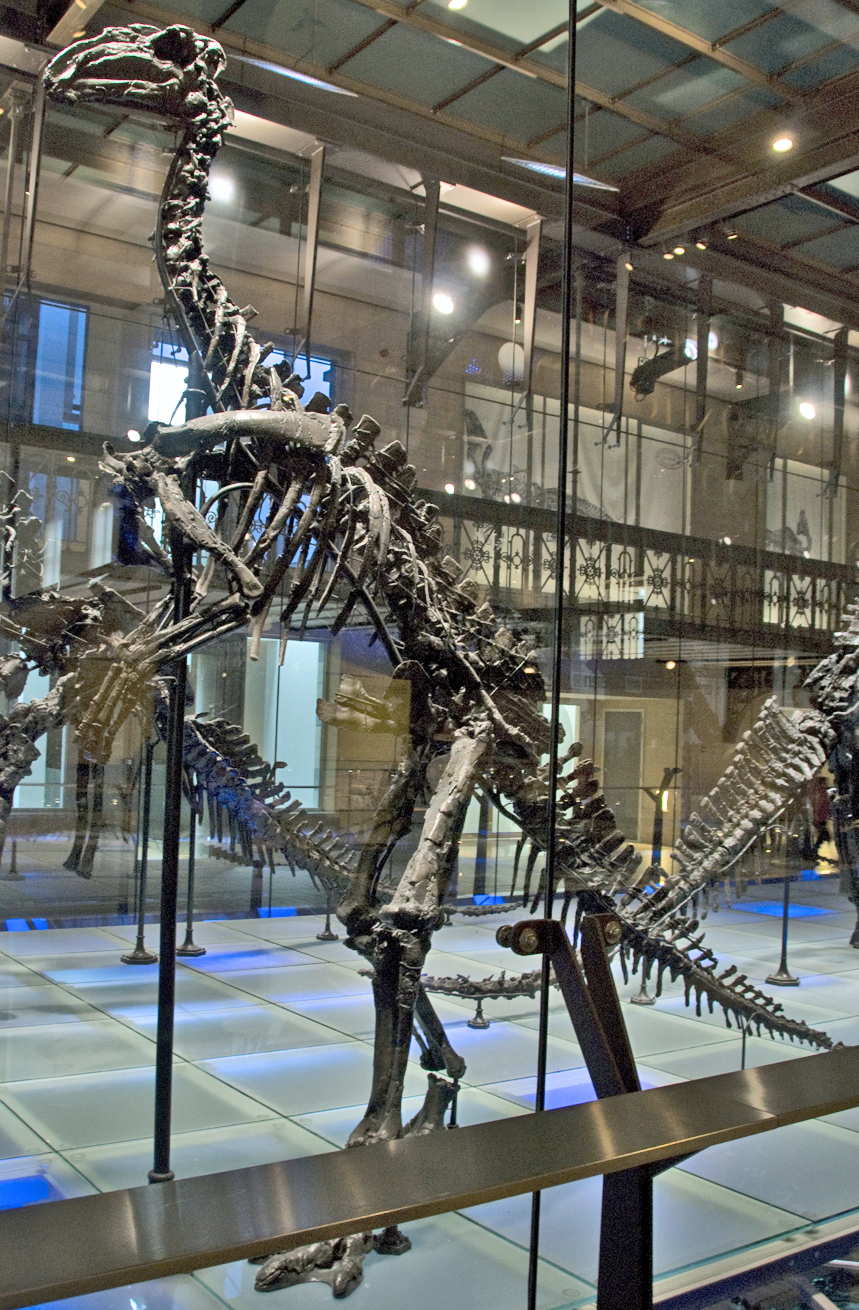
Skeletopstelling van de enige kleine Iguanodontide van Bernissart: Dollodon bampingi Paul (2008) volgens Gregory Paul, maar Mantellisaurus atherfieldensis Hooley (1925) volgens David Norman en Andrew Mcdonald.

In zijn monografie maakte Norman een functionele analyse van het skelet van Iguanodon bernissartensis. Dit toonde aan dat Iguanodon de wervelkolom, dat door het netwerk van verbeende pezen heel rigide was, tijdens de voortbeweging ongeveer horizontaal hield, zeker wanneer het liep. Volgens Norman was Iguanodon voornamelijk quadrupedaal. De structuur van de schoudergordel, de verhouding van de lengte van de voorpoten ten opzichte van de achterpoten, de stevig vergroeide handwortelbeentjes en de hoefachtige laatste vingerkootjes aan de middelste drie vingers van de hand wijzen erop dat een volwassen iguanodon meestal een quadrupedale houding had, maar dat jonge dieren overwegend bipedaal waren. Daar bijna alle iguanodons van Bernissart volwassen dieren waren, zouden de specimina die in de Janletvleugel van het K.B.I.N tentoongesteld worden in de quadrupedale houding opgesteld moeten worden in plaats van in de huidige bipedale houding. In 1992 schreef Bultynck ter gelegenheid van de opstelling in het K.B.I.N. van een replica van Iguanodon bernissartensis in een quadrupedale houding een korte verhandeling over de houding en de voortbeweging. Vele aspecten van de robuuste armen en van de robuuste schoudergordel worden door de quadrupedale houding begrijpelijker.
Op basis van een grondige tafonomische analyse verwierp Norman in 1987 de hypotheses over massale sterfte te Bernissart en vergeleek de Iguanodon bernissartensis-beenderlagen met andere beenderlagen uit het Onder-Krijt die Iguanodontidae (Mantellisaurus en Iguanodon) bevatten. Deze beenderlagen werden in 1971 door Werner Wirth ontdekt in het opvullingssediment van een karstpijp in een groeve bij het dorp Nehden in Sauerland, een gebied in de Duitse deelstaten Noordrijn-Westfalen en Hessen. De beenderlaag van Nehden maakt het mogelijk een reconstructie te maken van een jonge Iguanodon bernissartensis met een lengte van twee tot twee en een halve meter. Dit specimen is het kleinst bekende skelet van die soort.
Volgens Gregory S. Paul blijft Iguanodon bernissartensis beperkt tot de beroemde vondst van Bernissart maar Norman en McDonald betwisten dit. Zij zijn het er wel mee eens dat voorzichtigheid geboden is om resten van Iguanodon uit Frankrijk en Spanje als resten van Iguanodon bernissartensis te identificeren.

## Beschrijving van de gevonden fossielen

### Gewervelden

#### Dinosauria

##### Iguanodon bernissartensisBoulenger, 1881

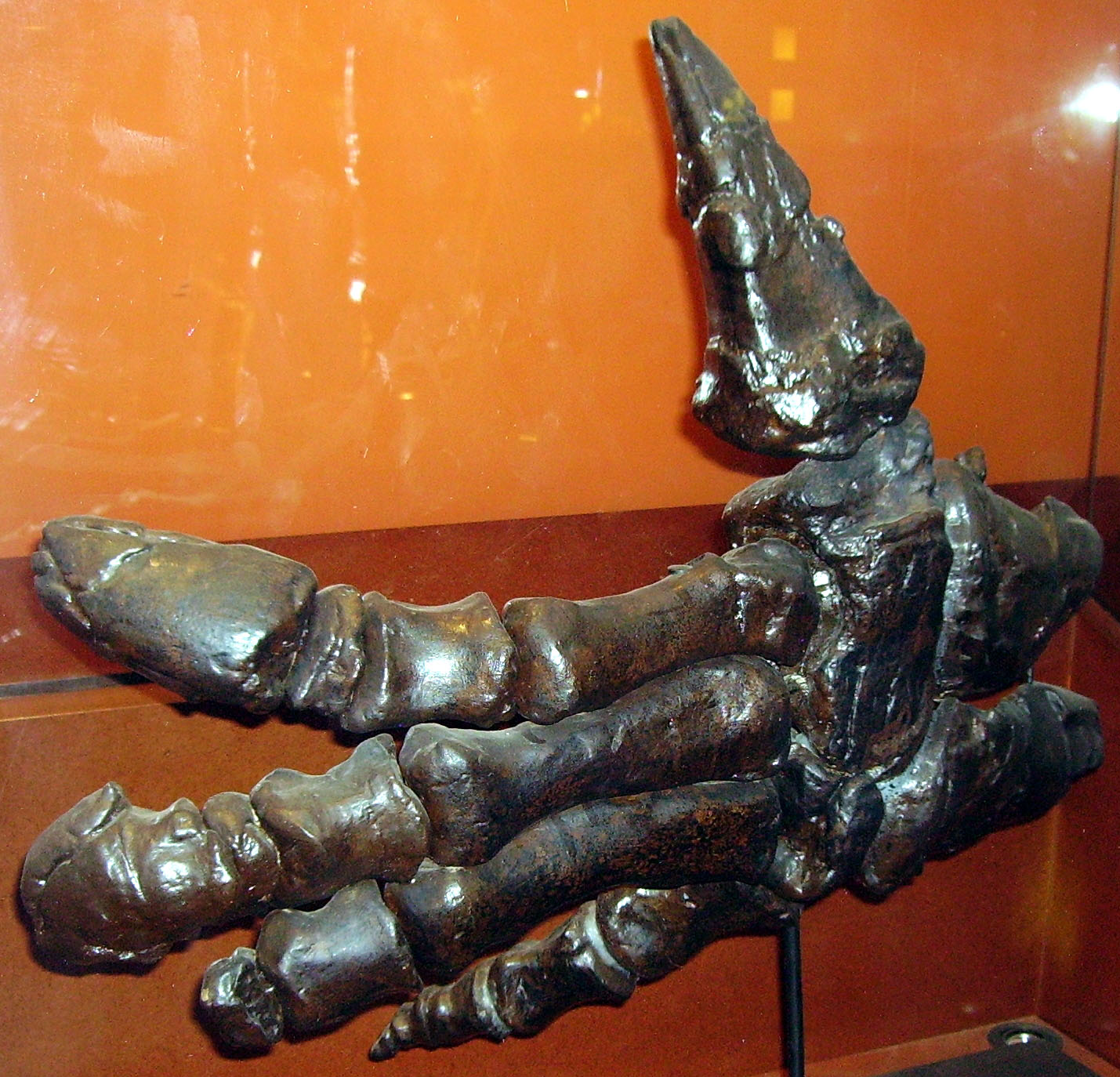
Manus van Iguanodon bernissartensis. De duim is omgevormd tot een conische stekel, de drie middelste vingers zijn samengevoegd en robuust en dragen hoeven voor de quadrupedale voortbeweging, en door de verlengde pink konden takken en twijgen vastgegrepen worden (K.B.I.N.).

Iguanodon Mantell, 1825 was het tweede dinosauriërgeslacht dat benoemd werd. Na een voorstel van Charig & Chapman werd in maart 2000 de Iguanodon bernissartensis van het Koninklijk Belgisch Instituut voor Natuurwetenschappen met het collectienummer IRSNB R51 (specimen "Q") door de International Commission on Zoological Nomenclature (ICZN) benoemd tot het neotype van het geslacht, omdat het veel completer bekend is dan het holotype van de originele typesoort Iguanodon anglicus. In juli 1883 was het holotype van Iguanodon bernissartensis een van de eerste skeletten van een dinosauriër dat voor het publiek tentoongesteld werd. Iguanodon bernissartensis is niet enkel uit België, maar ook uit Engeland en Duitsland bekend. Glut (1997) schat het gewicht van een volwassen dier op gemiddeld 3.400 kg en Norman (1980) op 3.500 kg. Het kon tot tien meter lang worden en sommige specimina mogelijk tot dertien meter.

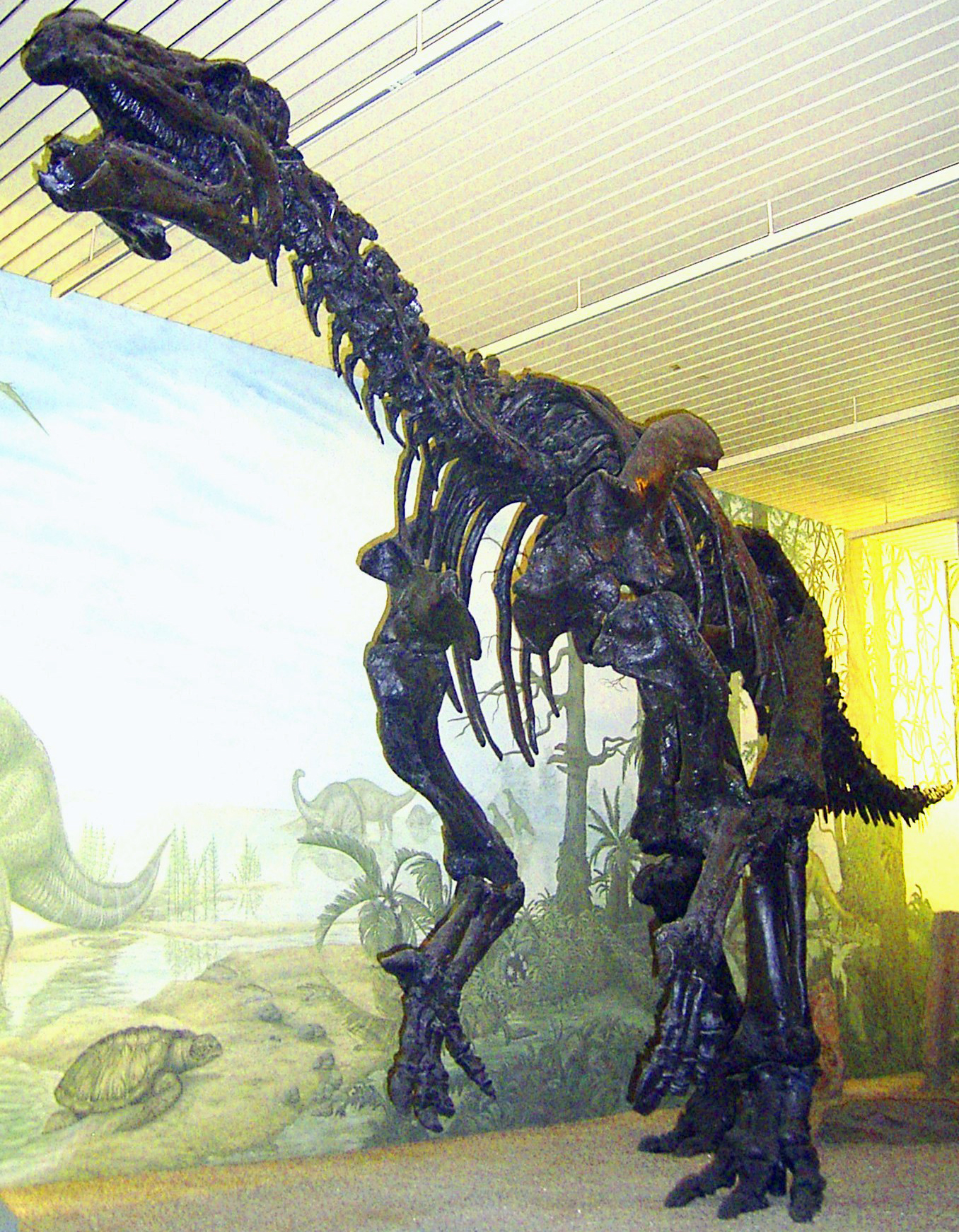
Deze bipedale opstelling van een replica van het skelet van Iguanodon bernissartensis in het Überseemuseum te Bremen is een modernere en meer realistische bipedale opstelling dan de groep Iguanodon bernissartensis en Mantellisaurus atherfieldensis in het Koninklijk Belgisch Instituut voor Natuurwetenschappen te Brussel.

De schedel was lang, hoog en smal. Het voorste been van de bovenkaak (de premaxilla) en het voorste been van de onderkaak (het predentaal been) vormen aan hun tip tezamen een scherpe, tandeloze bek die mogelijk met keratine bedekt was. De tanden staan op elkaar gepakt in een tandenbatterij. Anders dan de latere Hadrosauridae had Iguanodon voor elke tand slechts één vervangingstand. De bovenkaak van Iguanodon droeg tot 29 tanden per zijde. De onderkaak droeg 25 tanden. Het aantal tanden in de boven- en onderkaak is verschillend omdat die van de onderkaak breder zijn. Gezien de diepe plaatsing van de tanden ten opzichte van de buitenkant van de kaken had Iguanodon een soort wangen om voedsel in de bek vast te houden. Door de sluiting van de kaken roteerde de bovenkaak naar buiten, wat een kauwende beweging opleverde. Omdat de tanden constant vervangen werden kon Iguanodon taaie planten eten. Twijgen en bladeren konden dankzij de verlengde en flexibele "pink" vastgegrepen worden en naar de scherpe bek gebracht om het voedsel af te knippen. Iguanodon bernissartensis kon zowel op grondniveau als op een hoogte van vier tot vijf meter voedsel verzamelen. Volgens Norman bestond dit uit naaktzadige planten, zoals naaldbomen en palmvarens, en uit paardestaarten. Iguanodon bernissartensis wordt als de dominante middelgrote tot grote planteneter in zijn habitat beschouwd.
De lange, robuuste voorpoten zijn bij volwassen dieren maar een kwart korter dan de achterpoten. Bij jonge dieren is de arm korter en heeft slechts 60% van de lengte van de achterpoot. Ook de schoudergordel is robuust gebouwd. De hand en pols waren onbuigzaam zodat de drie middelste vingers mede het gewicht van het dier konden dragen. De duimen zijn tot conische stekels omgevormd en staan onder een rechte hoek ten opzichte van de middelste vingers. Dollo beschouwde de omgevormde duim als een spoor waarmee het dier zich verdedigde. De duim heeft twee vingerkootjes, de drie middelste vingers respectievelijk drie, drie en twee, en de pink heeft er vier. De krachtige achterpoten hadden vrij lange drietenige voeten, typisch voor Ornithopoda. Het dier liep op de vingers en tenen. Het kon op alleen de achterpoten lopen maar naarmate een dier ouder, groter en dus zwaarder werd, des te vaker bewoog het zich quadrupedaal voort, waarbij de handpalmen naar elkaar gericht waren. De wervelkolom en de staart werden door verbeende ligamenten versterkt en rigide gemaakt, waarschijnlijk ook ten dienste van de voortbeweging op vier ledematen. Men heeft geschat dat Iguanodon zich bipedaal met een maximumsnelheid van 24 km/h kon verplaatsen. Waarschijnlijk lag deze snelheid op vier poten lager.

##### Mantellisaurus atherfieldensisHooley, 1925

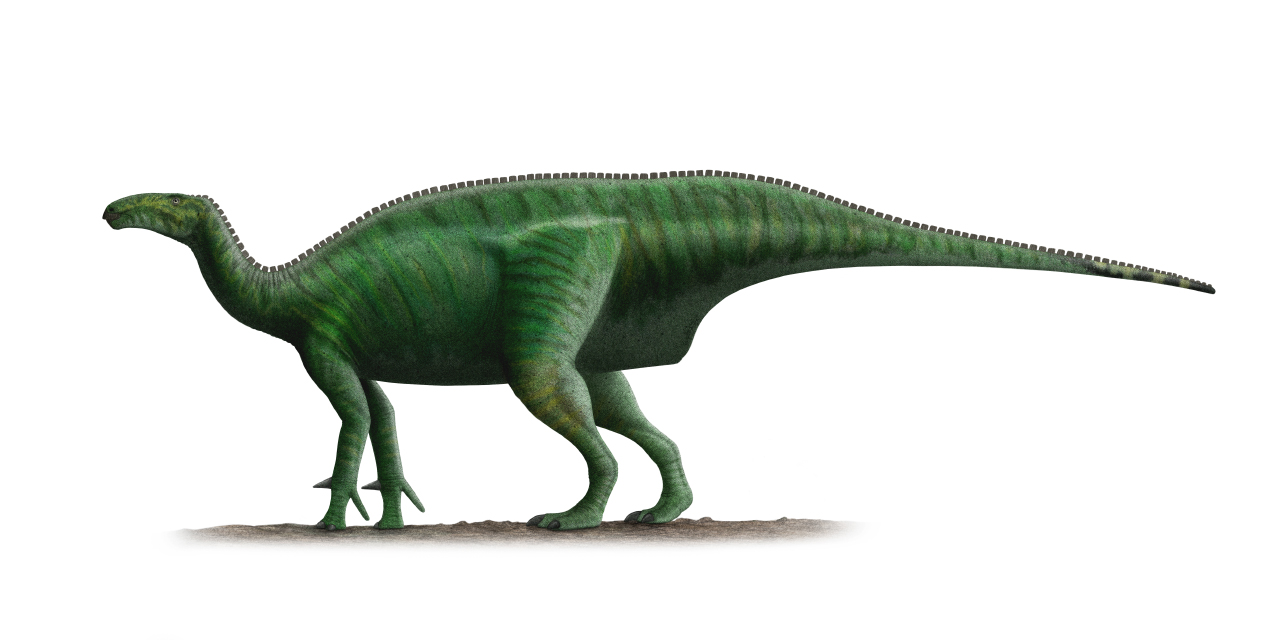
Mantellisaurus atherfieldensis/Dollodon in occasioneel quadrupedale houding, gebaseerd op een reconstructietekening van het skelet door Gregory Paul uit 2008.

Mantellisaurus atherfieldensis was veel lichter gebouwd dan zijn grotere verwant Iguanodon bernissartensis. Het gewicht wordt op 750 kg geschat. De voorpoten waren ongeveer half zo lang als de achterpoten en waren in verhouding tot die van Iguanodon bernissartensis korter. Volgens Gregory S. Paul was Mantellisaurus door de korte voorpoten en het korte lichaam voornamelijk bipedaal en werd het quadrupedaal wanneer het stil stond of wanneer het zich traag voortbewoog. Het skelet van de kleine iguanodontide van Bernissart werd in 1891 door Louis Dollo opgesteld als een van de eerste originele skeletten van een dinosauriër ter wereld. Mantellisaurus is door vele volledige en onvolledige skeletten bekend uit Engeland. In 1878 beweerde Van Beneden dat Mantellisaurus atherfieldensis (toen Iguanodon mantelli) het kleinere vrouwelijke dier en Iguanodon bernissartensis het grotere en robuustere mannelijke dier van één soort van Iguanodon was. Maar deze hypothese bleef tot op vandaag zonder bewijs.

##### Altispinax dunkeriDames, 1884
Buiten Iguanodon en Mantellisaurus werden van andere dinosauriërs slechts heel fragmentarische resten gevonden, namelijk enkel een vingerkootje toegewezen aan de theropode Altispinax dunkeri Dames (1884). Deze carnivoor is eerst benoemd als Megalosaurus dunkeri Koken 1884.

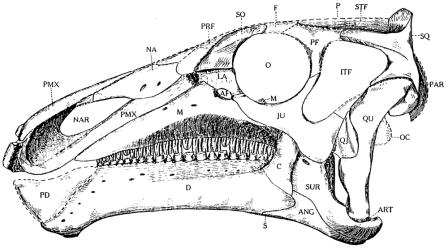
Schedel van Mantellisaurus atherfieldensis, zoals afgebeeld in de beschrijving van Hooley (1925).

###### Systematische paleontologie
Klasse Reptilia Laurenti, 1768
Klade Eureptilia Olson, 1947
Klade Romeriida Gauthier et al., 1988
Klade Diapsida Osborn, 1903
Klade Neodiapsida Benton, 1985
Klade Sauria Macartney, 1802
Klade Archosauromorpha von Huene, 1946
Klade Archosauriformes Gauthier, 1986
Klade Archosauria Cope, 1869
Klade Avemetatarsalia Benton, 1999
Klade Ornithodira Gauthier, 1986
Klade Dinosauromorpha Benton, 1984
Klade Dinosauriformes Novas, 1992
Superorde Dinosauria Owen, 1842
Orde Ornithischia Seeley, 1888
Klade Genasauria Paul Sereno, 1986
Klade Neornithischia Cooper, 1985
Klade Cerapoda Sereno, 1986
Onderorde Ornithopoda Marsh, 1881
Klade Iguanodontia Louis Dollo, 1888
Klade Dryomorpha Sereno, 1986
Klade Ankylopollexia Sereno, 1986
Klade Styracosterna Sereno, 1986
Klade Hadrosauriformes Sereno, 1997
Familie Iguanodontidae Cope, 1869
Genus Iguanodon Mantell, 1825
Species Iguanodon bernissartensis Boulenger, 1881
Genus Mantellisaurus Paul, 2007
Species Mantellisaurus atherfieldensis Hooley, 1925

#### Krokodilachtigen

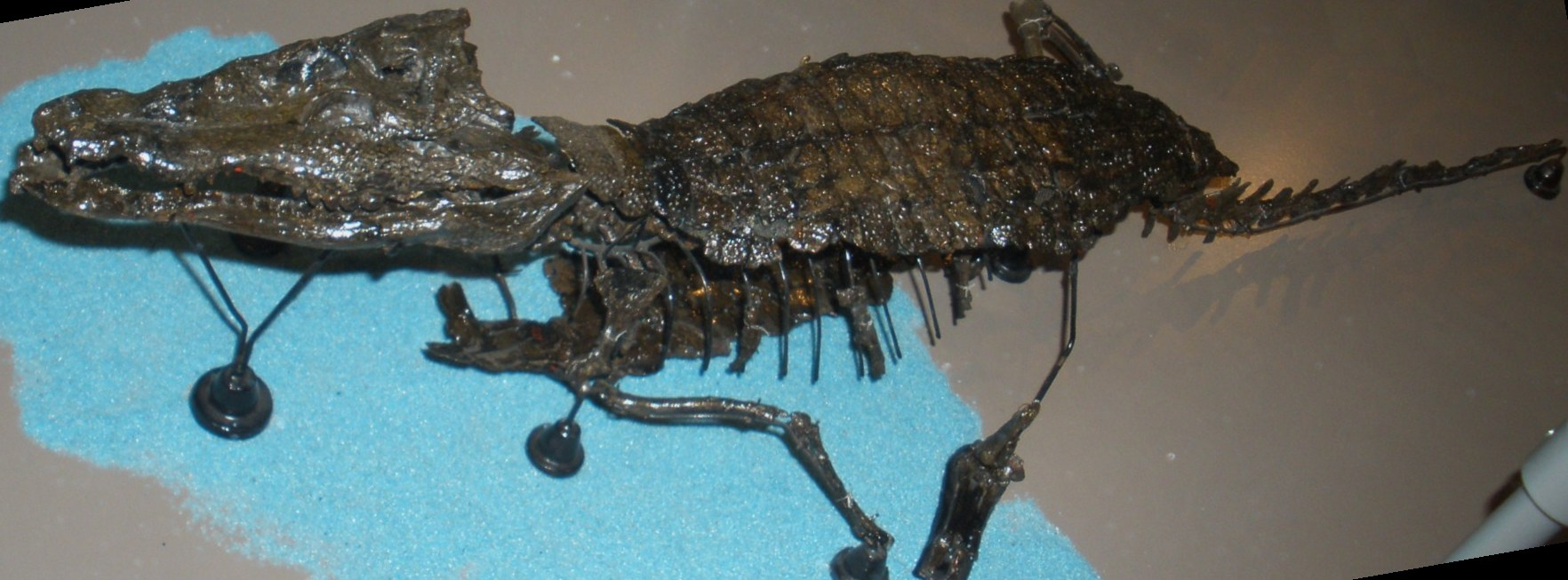
Bernissartia fagesii. Deze kleine krokodilachtige werd in 1883 door Louis Dollo bestudeerd en beschreven (K.B.I.N.)

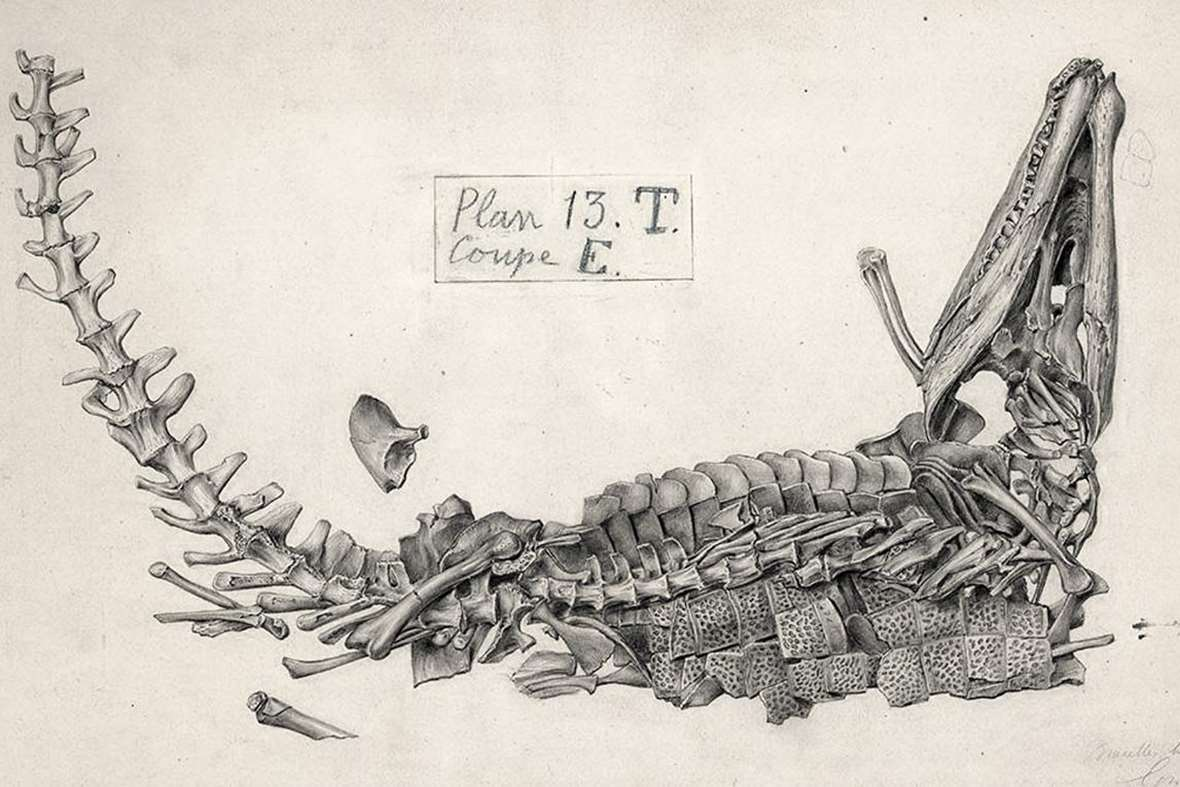
Tekening door Gustave Lavalette van Goniopholis simus (1882). Ook deze krokodilachtige werd door Louis Dollo bestudeerd en beschreven.

In de Cran aux Iguanodons werden twee geslachten krokodilachtigen aangetroffen: Anteophthalmosuchus en Bernissartia. Het skelet van Anteophthalmosuchus is ongeveer twee meter lang. Van de twee skeletten die van dit genus gevonden werden ontbreekt er bij één een poot. Het pantser heeft twee rijen rugplaten en het secundair verhemelte is weinig ontwikkeld. Anteophthalmosuchus komt voor in het Boven-Jura en Onder-Krijt van Europa en kon tot vier meter lang worden. Het lijkt zeer veel op de huidige krokodillen en had een semi-aquatische levenswijze zoals bij de nijlkrokodil of de alligators. Ook van Bernissartia werden twee specimina ontdekt. Het skelet is 66 cm lang. In tegenstelling tot Anteophthalmosuchus heeft het pantser vier rijen rugplaten. Bernissartia is een van de kleinste krokodilachtigen. Het heeft veel overeenkomsten met moderne krokodillen en had ook een semi-aquatische levenswijze. Vooraan in de kaken zaten lange, puntige tanden die gebruikt werden om vissen te vangen. Achteraan droegen de kaken drie of vier brede en platte tanden waarmee schaaldieren en mogelijk ook beenderen opengebroken konden worden. Het secundair palataal gewelf is meer ontwikkeld dan bij Anteophthalmosuchus, met als gevolg dat de interne neuskanalen kleiner geworden zijn. De wervels zijn procoel. Bernissartia is vooral bekend uit België en Spanje waar vrij volledige skeletten gevonden werden. Uit Engeland en Noord-Amerika zijn minder volledige resten bekend. Bernissartia is stratigrafisch beperkt tot het Onder-Krijt. Bernissartia werd door Dollo bestudeerd en beschreven, later ook nog door Buffetaut (1975) en door Norell en Clark (1990). Anteophthalmosuchus was oorspronkelijk Goniopholis simus, in 1883 en 1884 beschreven en benoemd door Louis Dollo. De schildpadden en krokodillen van Bernissart werden in beenderlaag IVb ontdekt, tussen de iguanodonbeenderlagen IV en V. Een krokodil uit beenderlaag IVb werd op 38,4 meter van de westelijke wand van de Cran aux Iguanodons gevonden en exemplaren van Iguanodon uit de tweede serie van benderlaag IV werden iets verder oostwaarts ontdekt.

###### Systematische paleontologie

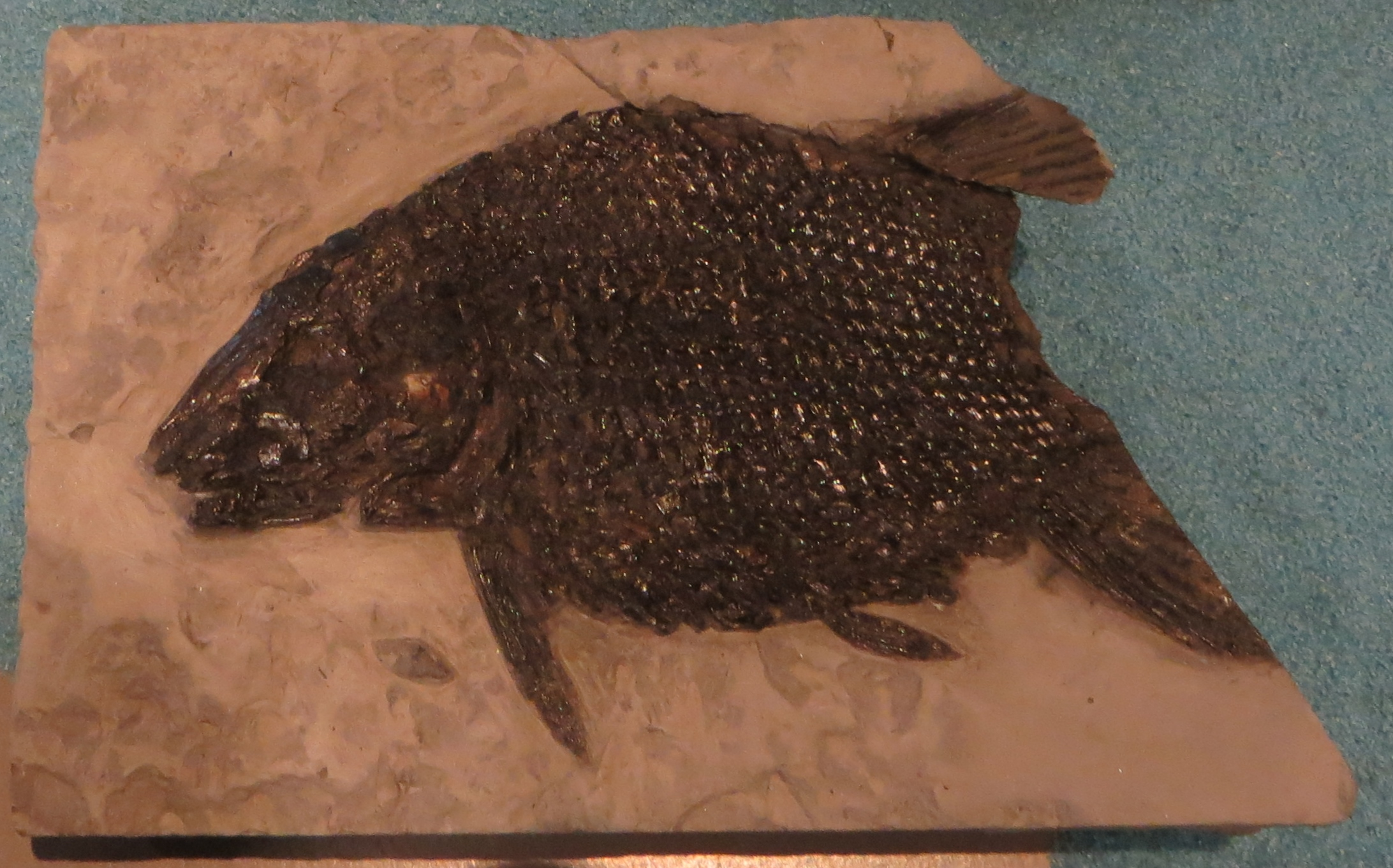
Lepidotes bernissartensis, een van de 2.927 vissen uit de "Wealdiaanse" kleisteen van Bernissart (K.B.I.N.)

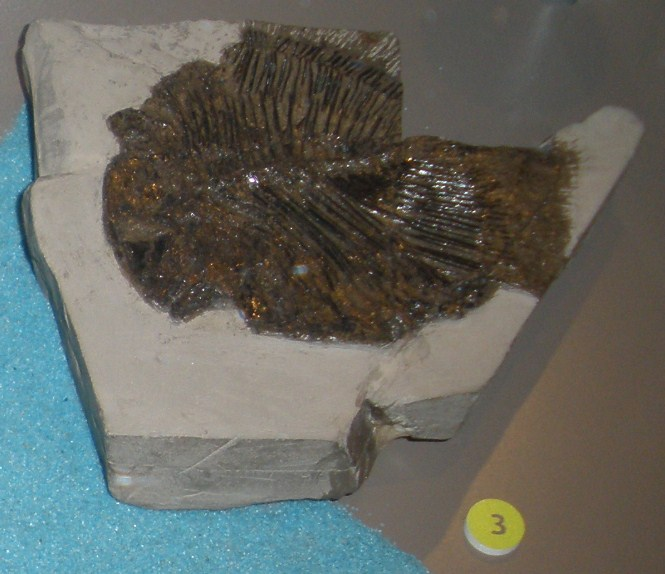
Mesodon bernissartensis (nu: Typodus) (K.B.I.N.)

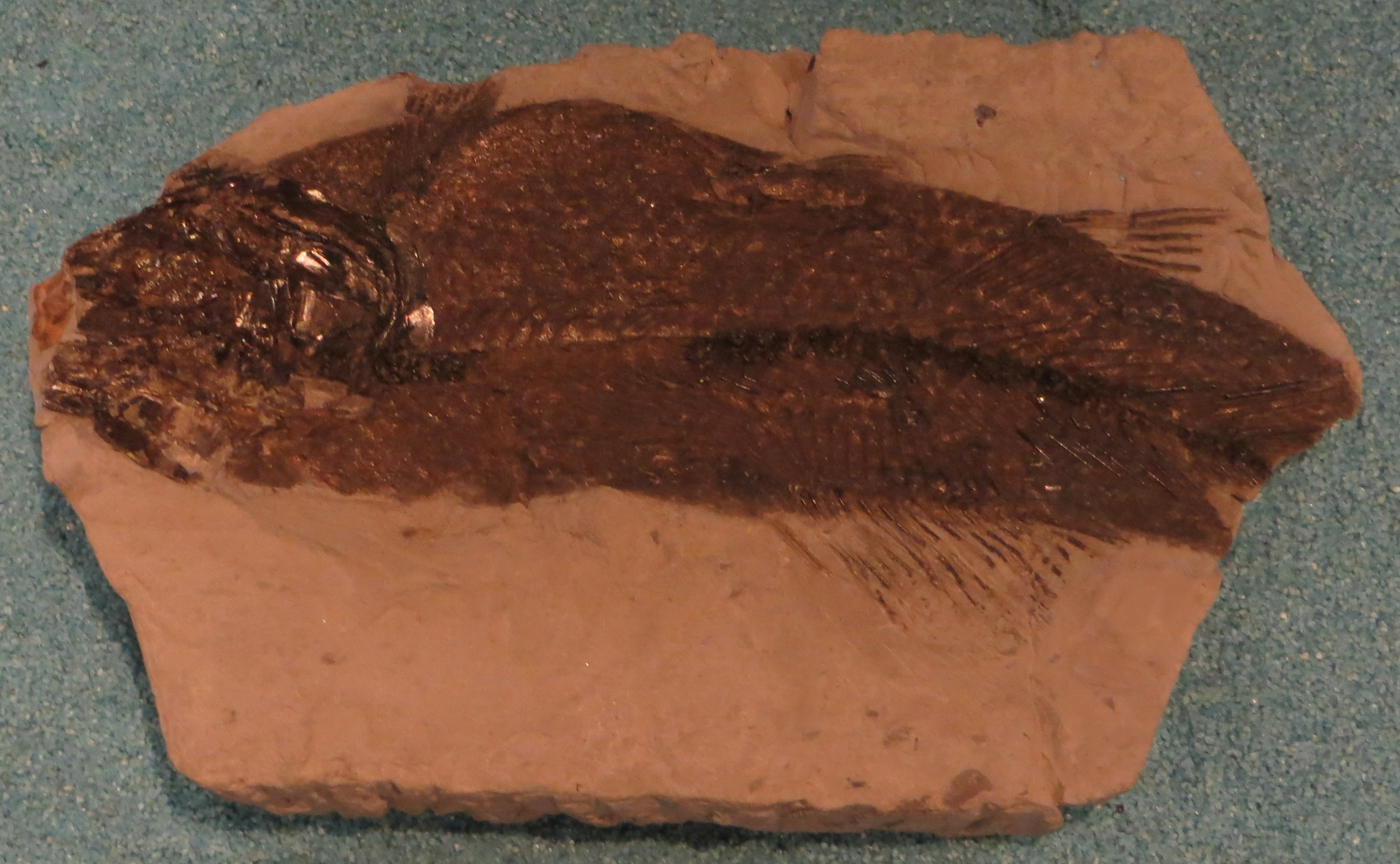
Amiopsis dolloi (K.B.I.N.)

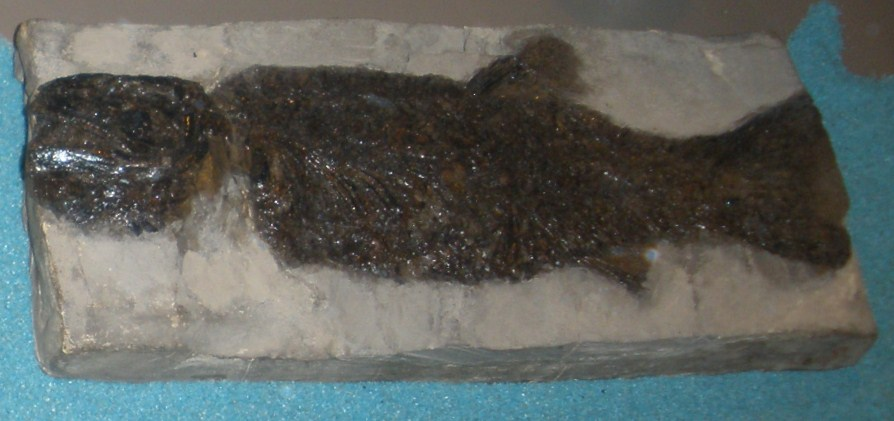
Callopterus insignis (K.B.I.N.)

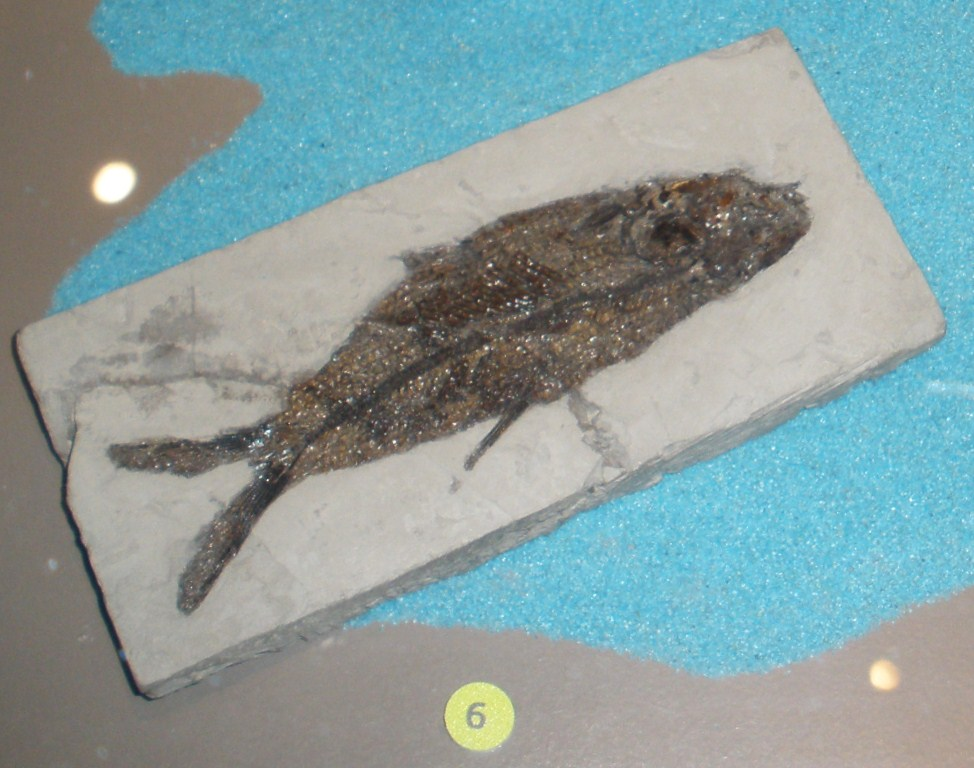
Anaethalion robustus (K.B.I.N.)

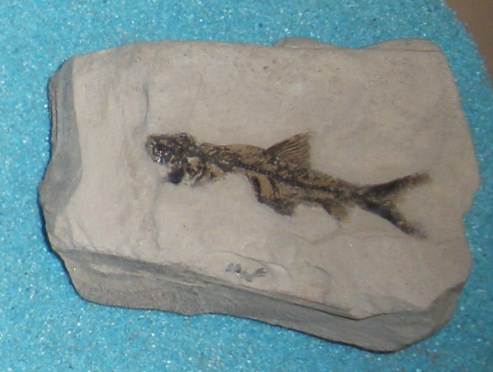
Leptolepis formosus (K.B.I.N.)

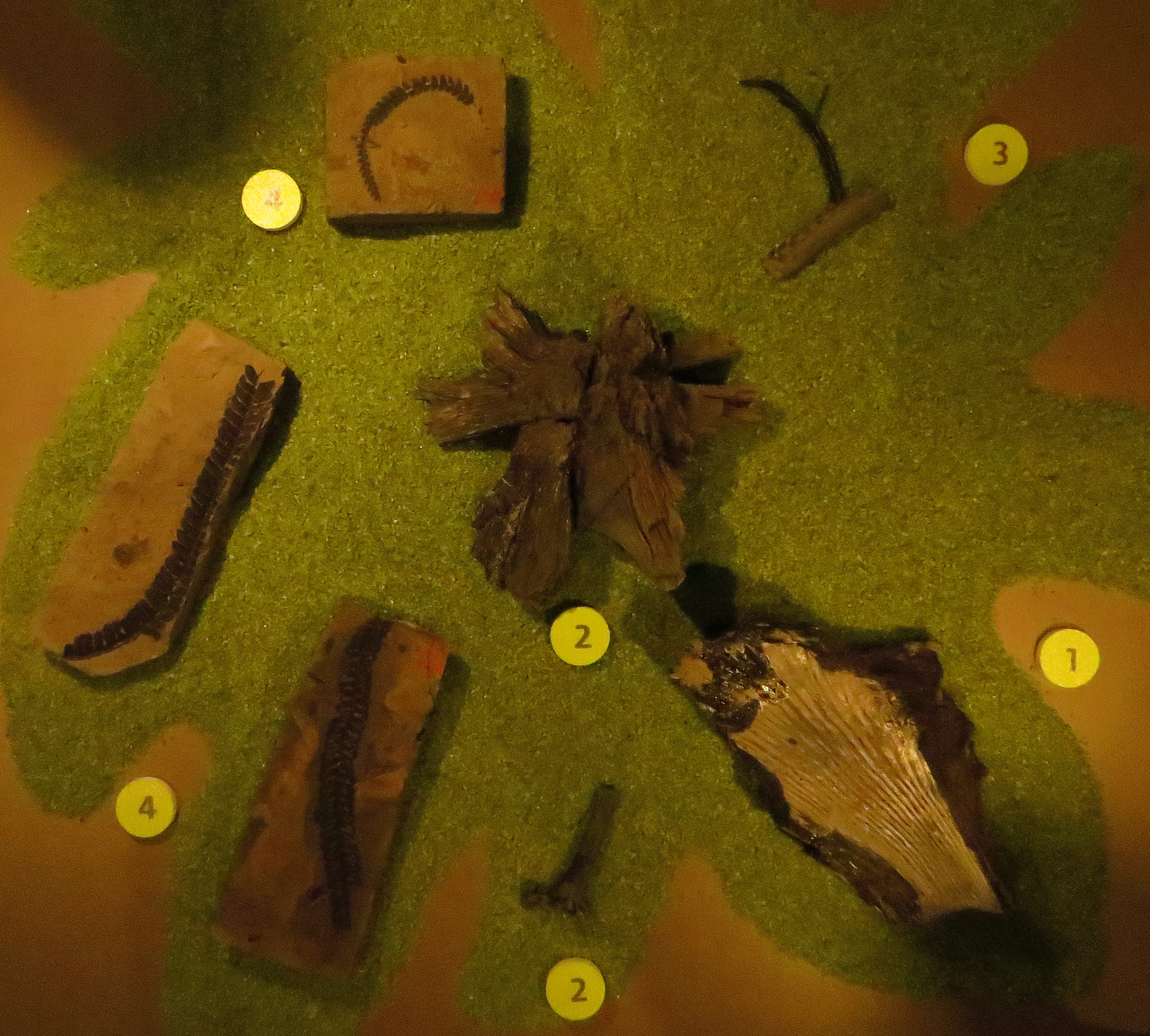
Weichselia reticulata, een moerasvaren die veelvuldig voorkwam in het paleobiotoop van Bernissart (K.B.I.N.)

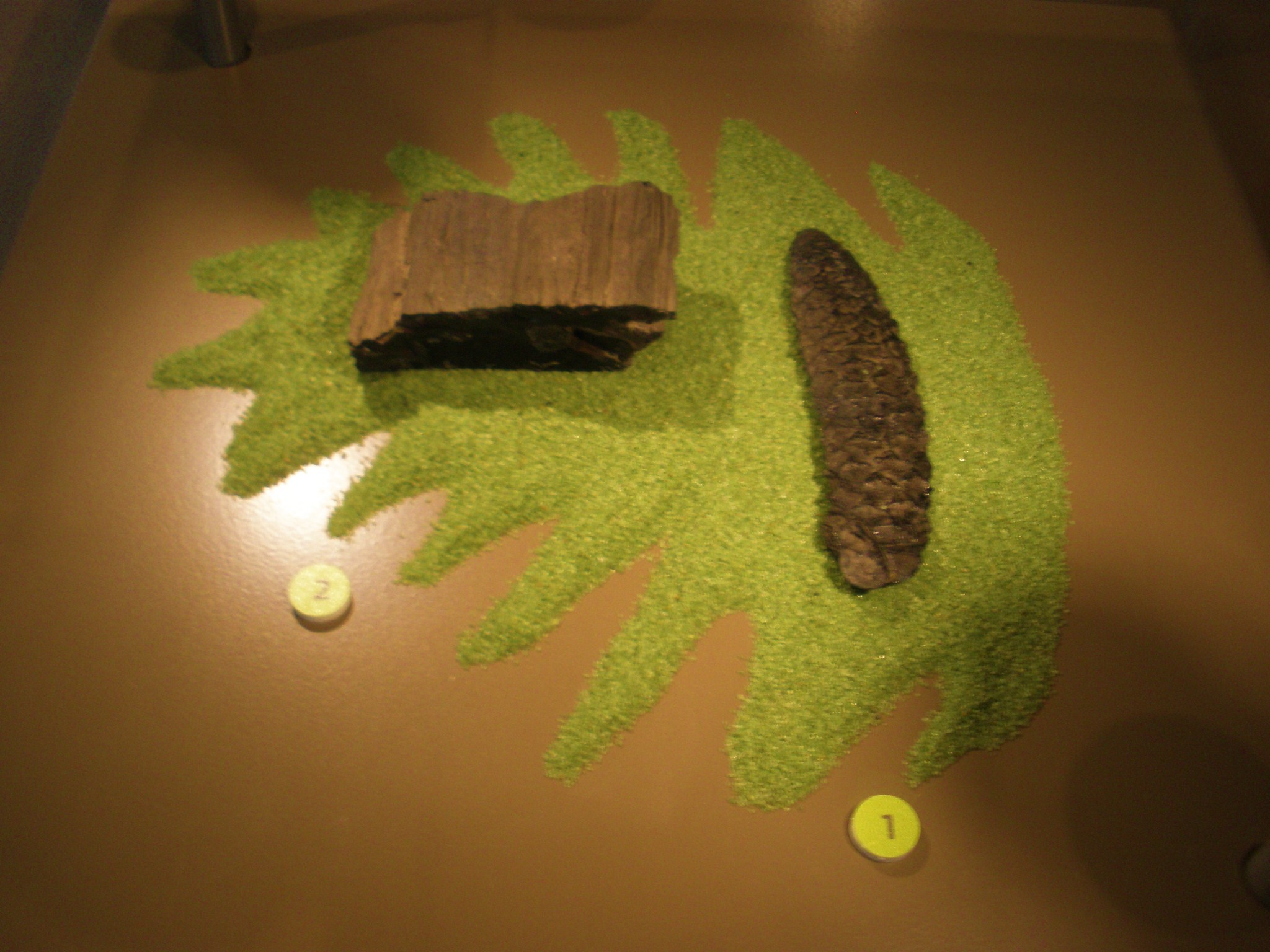
Pityostrobus bernissartensis, gefossiliseerd hout en kegel van een naaldboom uit het paleobiotoop van Bernissart (K.B.I.N.)

De systematische positie van de krokodilachtigen Anteophthalmosuchus hooleyi Salisbury & Naish 2011 en Bernissartia fagesii Dollo 1883 is als volgt:

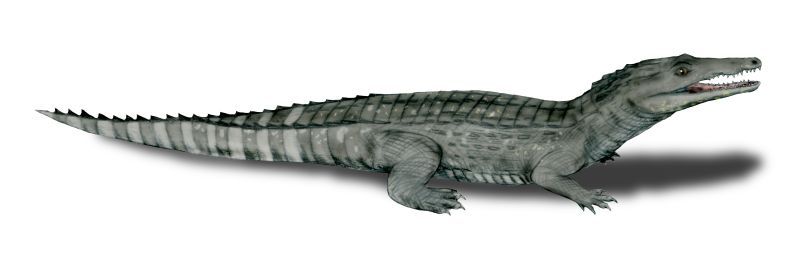
Bernissartia fagesii.

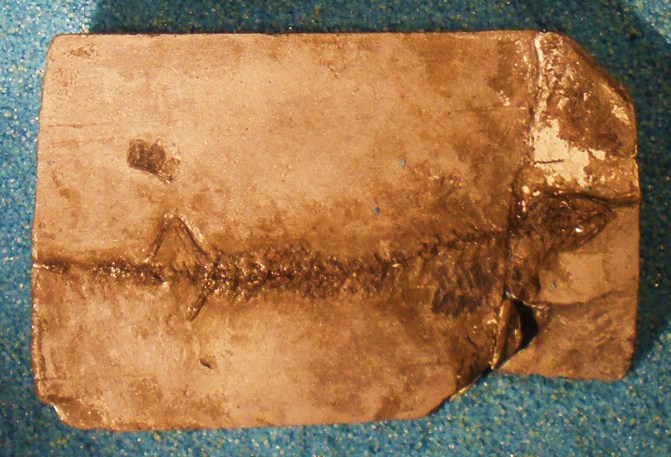
Hylaeobatrachus croyi, de kleine salamander van Bernissart die in 1884 door Dollo beschreven werd (K.B.I.N.)

Klasse Reptilia Laurenti, 1768
Klade Eureptilia Olson, 1947
Klade Romeriida Gauthier et al., 1988
Klade Diapsida Osborn, 1903
Klade Neodiapsida Benton, 1985
Klade Sauria Macartney, 1802
Klade Archosauromorpha von Huene, 1946
Klade Archosauriformes Gauthier, 1986
Klade Crurotarsi Sereno & Arcucci, 1990
Klade Archosauria Cope, 1869
Klade Pseudosuchia Zittel, 1887
Klade Suchia Krebs, 1974
Klade Paracrocodylomorpha Parrish, 1993
Klade Loricata Merrem, 1820
Klade Bathyotica Benton and Walker, 2002
Superorde Crocodylomorpha Hay, 1930
Klade Crocodyliformes Hay, 1930
Klade Mesoeucrocodylia Whetstone and Whybrow, 1983
Klade Metasuchia Benton and Clark, 1988
Klade Neosuchia Clark, 1988
Familie Goniopholididae Cope, 1875
Genus Anteophthalmosuchus Salisbury & Naish, 2011
Species Anteophthalmosuchus hooleyi Salisbury & Naish, 2011
Familie Bernissartiidae Dollo, 1883
Genus Bernissartia Dollo, 1883
Species Bernissartia fagesii Dollo, 1883

#### Schildpadden

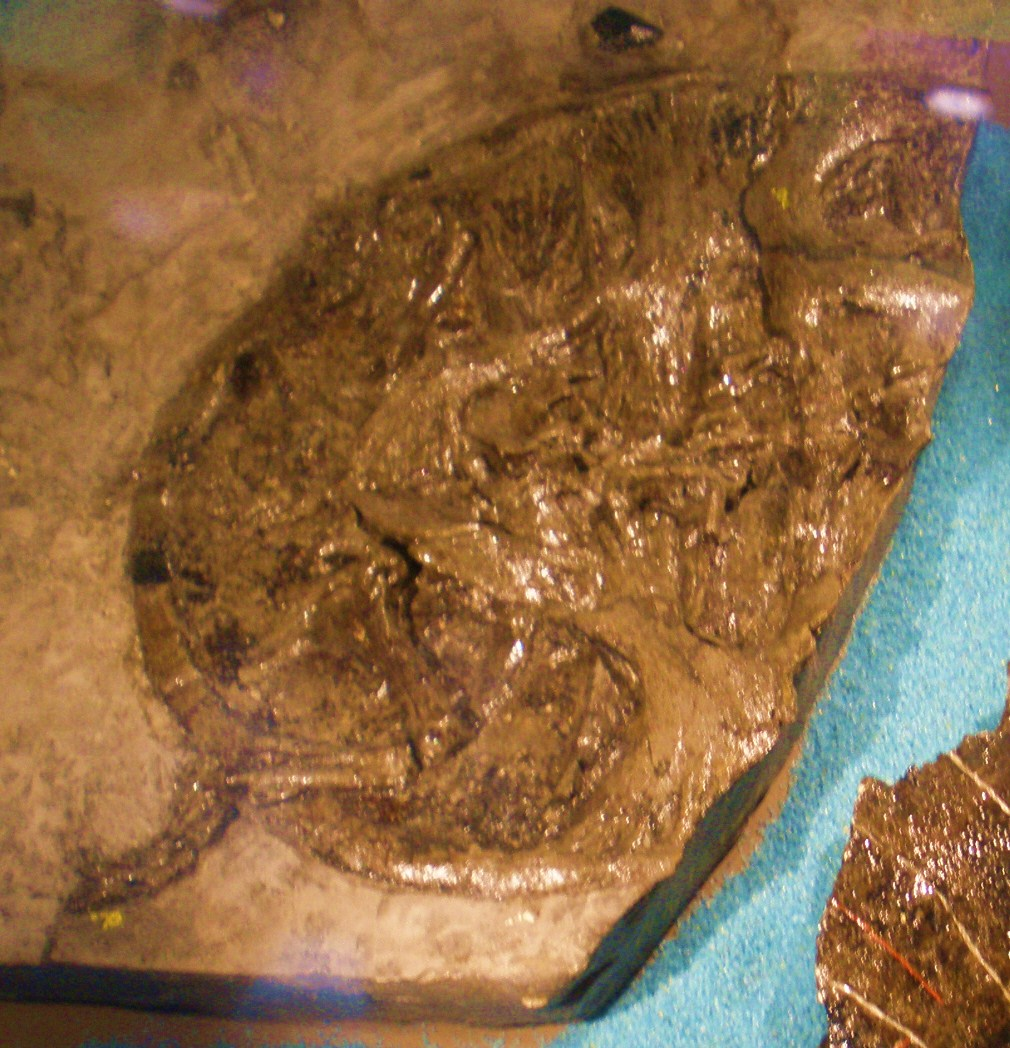
Chitracephalus_dumonii werd in 1884 door Louis Dollo bestudeerd en beschreven (K.B.I.N.)

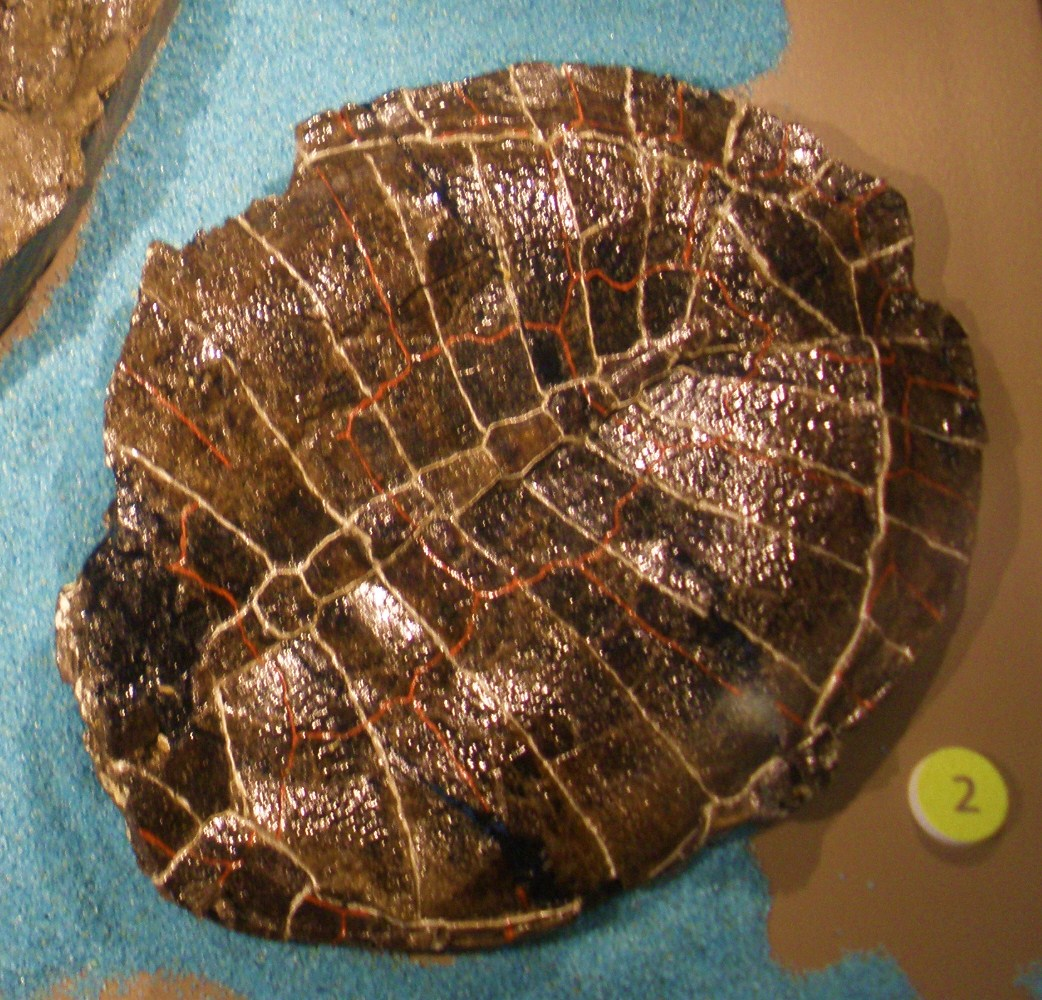
Ook Peltochelys duchastelli werd in 1884 door Louis Dollo bestudeerd en beschreven (K.B.I.N.)

In totaal werden zes schildpadden gevonden in de Cran aux Iguanodons, twee van het genus Chitracephalus en vier van het genus Peltochelys. Chitracephalus dumonii, met catalogusnummers IRSNB R11 en IRSNB R12, wordt door een bijna volledig skelet vertegenwoordigd. Het behoort tot de Cryptodira, vormen die de kop volledig in het schild konden terugtrekken. Het temporale gebied is gedeeltelijk gesloten en het gehemelte wordt door het ploegschaarbeen in twee gedeeld. De schedel is langwerpig en afgeplat en de ribplaten van het rugschild zijn in het externe gedeelte gedegenereerd. Het buikschild bestaat uit negen platen. De korte vingers vormden een handpalm. Peltochelys valt onder de Pleurodira, waar de nek slechts lateraal kan bewegen en de kop dus niet in het schild kan terug getrokken worden. Het buikschild is vastgehecht aan het rugschild. Peltochelys duchastelli, met catalogusnummer IRSNB 1543 is het lectotype, en bestaat uit een volledig maar geplet rugschild en buikschild. Beide schildpadden werden door Dollo beschreven. Peltochelys duchastelli en Chitracephalus dumonii werden door Dollo respectievelijk naar de graven van Chastel de la Howarderie genoemd, bestuurders van de "Charbonnage de Bernissart", en naar A. Dumon, voorzitter van de Conseil d'Administration du Charbonnage de Bernissart ten tijde van de ontdekking van de fossiele levensgemeenschap (thanatocoenose) van Bernissart. De systematische positie van de schildpadden Peltochelys duchastelli Dollo 1884 en Chitracephalus dumonii Dollo 1885 is als volgt:

###### Systematische paleontologie
Klasse Reptilia Laurenti, 1768
Klade Eureptilia Olson, 1947
Klade Romeriida Gauthier et al., 1988
Klade Diapsida Osborn, 1903
Klade Neodiapsida Benton, 1985
Klade Sauria Macartney, 1802
Klade Pantestudines Klein, 1760
Klade Testudinata Klein, 1760
Orde Testudines Batsch, 1788
Onderorde Pleurodira Cope, 1865
Superfamilie Pelomedusoides Cope, 1868
Familie Peltochelyidae Seeley, 1880
Genus Peltochelys Dollo, 1884
Species Peltochelys duchastelli Dollo, 1884
Onderorde Cryptodira Cope, 1868
Infraorde Paracryptodira Gaffey, 1975
Genus Chitracephalus Dollo, 1884
Species Chitracephalus dumonii Dollo, 1885

#### Amfibieën
Men ontdekte één amfibie dat de soortnaam Hylaeobatrachus croyi Dollo 1884 kreeg. Het is een vertegenwoordiger van de Caudata. Toen was nog geen enkele salamander van die ouderdom bekend. Hylaeobatrachus had drie paar benige kieuwbogen. De aanwezigheid van kieuwbogen wijst erop dat het diertje in een moerassig biotoop leefde. Het fossiel heeft een lengte van 79 mm en werd in 1884 beschreven door Dollo.

###### Systematische paleontologie
De systematische positie van Hylaeobatrachus croyi Dollo 1884:
Klasse Amphibia Linnaeus, 1758
Onderklasse Lissamphibia Haeckel, 1866
Superorde Batrachia Latreille, 1800
Klade Caudata Scopoli, 1777
Orde Urodela Duméril, 1806
Onderorde Salamandroidea Fitzinger, 1826
Familie Proteidae Gray, 1825
Genus Hylaeobatrachus Dollo, 1884
Species Hylaeobatrachus croyi Dollo, 1884

#### Vissen
De fossiele vissen die te Bernissart in associatie met onder meer Iguanodon bernissartensis ontdekt werden, werden in 1911 door Ramsay Heatley Traquair beschreven en in 1981, 1982 en 1999 bestudeerd door Taverne.
Bij het opgraven van het iguanodonskelet in beenderlaag IV werd onder in het gat een beenderlaag met vissen ontdekt (beenderlaag III). Alhoewel de meeste fossiele vissen opeengehoopt in lagen aangetroffen werden, zijn ook afzonderlijke specimina gevonden. Zo werd een vis ontdekt die tussen de linkervoorpoot en de kop van een iguanodon geplet was (catalogusummer IRSNB R51, specimen "Q"). De Pauw vermeldde in zijn notities dat de voornaamste beenderlaag met fossiele vissen ook schildpadden en krokodillen bevatte, maar op het oorspronkelijke plan van de opgravingen staat dit nergens vermeld zodat de exacte locatie onbekend is.
In de fossiele levensgemeenschap (thanatocoenose) van Bernissart is de orde Amiiformes dominant, wat wijst op een moerassige habitat met zuurstofarm water.

###### Systematische paleontologie
De systematische positie van de vijftien soorten waartoe de 2.927 vissen behoren die in de Cran aux Iguanodons van Bernissart aangetroffen werden is als volgt:
Superklasse Osteichthyes Huxley, 1880
Klasse Actinopterygii Klein, 1885
Onderklasse Chondrostei Müller, 1844
Orde Palaeonisciformes Hay, 1902
Familie Coccolepidae Berg, 1940
Geslacht Coccolepis Agassiz, 1843
Soort Coccolepis macropterus Traquair, 1911
Onderklasse Neopterygii Regan, 1923
Infraklasse Holostei
Orde Pycnodontiformes Berg, 1937
Familie Pycnodontidae Agassiz 1835
Geslacht Typodus Quenstedt, 1858 (vroeger Mesodon Wagner, 1851)
Soort ? (vroeger Mesodon bernissartensis Traquair, 1911)
Geslacht Polypsephis Hay, 1899 (vroeger Microdon Woodward, 1895)
Soort ? (vroeger Microdon radiatus Agassiz)
Orde Amiiformes Hay, 1929
Familie Caturidae Owen, 1860
Geslacht Caturus sp.
Familie Amiidae Bonaparte, 1837
Geslacht Amiopsis Brough, 1939
Soort Amiopsis Dolloi Traquair, 1911
klade Ginglymodi Cope, 1871
Orde Lepisosteiformes Hay, 1929
Familie Lepisosteidae Cuvier, 1825
Geslacht Lepidotes Agassiz, 1832
Soort Lepidotes bernissartensis Traquair, 1910
Soort Lepidotes brevifulcratus Traquair, 1911
Soort Lepidotes arcuatus Traquair, 1911
Soort Scheenstia mantelli
Orde Semionotiformes Arambourg and Bertin, 1958
Familie Macrosemiidae Thiollière, 1858
Geslacht Notagogus Agassiz, 1843
Soort Notagogus parvus Traquair, 1911
Infraklasse Teleostei Müller, 1846
Orde Pachycormiformes Berg, 1940
Familie Pachycormidae Woodward, 1895
Geslacht Belonostomus Agassiz, 1843
Soort Belonostomus sp.
Orde Elopiformes Sauvage, 1875
Familie Elopidae Bonaparte, 1846
Geslacht Anaethalion White, 1938
Soort Anaethalion robustus Traquair, 1911
Orde Pholidophoriformes Berg, 1940
Familie PholidophoridaeWagner, 1860
Geslacht Pholidophorus Agassiz, 1843
Soort Pholidophorus obesus Traquair, 1911
Soort Pholidophorus sp.
Orde Leptolepidiformes
Familie Leptolepididae Nicholson & Lydekker, 1889
Geslacht Leptolepis Agassiz, 1843
Soort Leptolepis formosus Traquair, 1911
Soort Leptolepis attenuatus Traquair, 1911
Soort Leptolepis brevis Traquair, 1911
orde Ichthyodectiformes Bardack & Sprinkle, 1969
Familie Megalopidae Jordan & Gilbert, 1882
Geslacht Pachythrissops Woodward, 1919
Soort Pachythrissops vectensis Woodward, 1890
klade Halecostomi Regan, 1903
klade Halecomorphi Cope, 1872
Familie Ophiopsiidae Bartram, 1975
Geslacht Ophiopsis Agassiz, 1843
Soort Ophiopsis penicillatus Agassiz, 1843
orde Ionoscopiformes Grande & Bemis, 1998
Familie Eugnathidae Woodward, 1895
Geslacht Callopterus Thollière, 1854
Soort Callopterus insignis Traquair, 1911

### Ongewervelden

#### Insecten
In de Cran aux Iguanodons werd het fragment van een insectenvleugel ontdekt dat als Hylaeoneura lignei Lameere et Severin 1897 benoemd werd. Lameere en Severin dachten in het vleugelfragment eerst een vertegenwoordiger van de Neuroptera te herkennen, een insect dat in een moerasomgeving leeft. A. Handlirsch ging hiermee echter niet akkoord omdat dit fossiele vleugelfragment volgens hem toebehoorde aan een geslacht van de familie Cicadidae. Ook fragmenten van insectenlarven werden gevonden, maar deze konden niet geïdentificeerd worden.

###### Systematische paleontologie
De systematische positie van Hylaeoneura lignei Lameere et Severin 1897:
Klasse Insecta Linnaeus, 1758
Klade Dicondylia Hennig, 1953
Onderklasse Pterygota Gegenbauer, 1878
Klade Metapterygota Börner, 1909
Infraklasse Neoptera Martynov, 1923
Superorde Paraneoptera
Orde Hemiptera  Linnaeus, 1758
Familie Mesogereonidae Tillyard, 1921
Genus Hylaeoneura Lameere et Severin, 1897
Species Hylaeoneura lignei Lameere et Severin, 1897

#### Wormen
Wormen worden vertegenwoordigd door Enoplea (rondwormen) en Trematoda (parasitaire platwormen).

###### Systematische paleontologie
Stam Nematoda Potts, 1932
Klasse Enoplea Inglis, 1983
Onderklasse Dorylaima Inglis, 1983
Orde Rhabditida Chitwood, 1933
Familie Ascarididae Baird, 1853
Geslacht Ascarites Poinar & Boucot, 2006
Soort Ascarites gerus Poinar & Boucot, 2006
Soort Ascarites priscus Poinar & Boucot, 2006
Stam Platyhelminthes Gegenbauer, 1859
Onderstam Neodermata
Klasse Trematoda Rudolphi, 1808
Onderklasse Digenea Carus, 1863
Geslacht Digenites Poinar & Boucot, 2006
Soort Digenites proteus Poinar & Boucot, 2006

### Eencelligen
Te Bernissart werden ook fossielen van eencelligen gevonden.

###### Systematische paleontologie
Domein Eukaryota Whittaker & Margulis, 1978
Supergroep Unikonta Cavalier-Smith, 2002
Stam Amoebozoa Cavalier-Smith, 1998
Klasse Archamoebae Cavalier-Smith, 1983
Familie Entamoebidae Chatton, 1925
Geslacht Entamoebites Poinar & Boucot, 2006
Soort Entamoebites antiquus Poinar & Boucot, 2006

### Planten
In 1900 werd de paleoflora van de Cran aux Iguanodons bestudeerd en beschreven door Albert Charles Seward (1863-1941) en later nog door Alvin in 1953, 1957, 1960 en 1971, en door Stockmans in 1960. Hij was een Engels geoloog en botanicus aan de Universiteit van Cambridge. Deze fossiele flora bestaat uitsluitend uit gedeeltelijk verkoolde afdrukken en werd na de ontdekking gebruikt om de ouderdom van de afzettingen te bepalen. De overvloed aan varens, vooral Weichselia en Laccopteris, en de zeldzaamheid van coniferen, wijzen erop dat te Bernissart 126 tot 125 miljoen jaar geleden een moerasachtig biotoop moet bestaan hebben. Dit staat in schril contrast tot het voorkomen van fossiele coniferen die op nog geen kilometer afstand ten noordwesten van Bernissart gevonden werden. Onderzoek door C. Bommer heeft aangetoond dat niet ver van Bernissart zelfs dichte naaldwouden bestaan moeten hebben. Er zijn overeenkomsten tussen de paleoflora van Bernissart en de Wealdiaanse flora van Noord-Duitsland, Engeland en Portugal. Groeiringen in fossiel hout uit het Wealdiaan tonen aan dat er gevoelige, periodieke klimaatwijzigingen plaatsvonden. Maar omdat het klimaat tropisch moet geweest zijn, dus zonder koude perioden, waren deze klimaatwijzigingen voornamelijk variaties in de vochtigheid.

##### Ichnofossielen
Het ichnofossiel Algites sp. is een morfogenus dat in de "Cran aux Iguanodons" aangetroffen werd. Het werd in 1894 door A.C. Seward opgericht om fossielen in onder te brengen waarvan hij dacht dat het waarschijnlijk Algen waren. Omdat bij deze fossielen reproductieve of interne kenmerken ontbraken, konden ze aan geen enkele moderne groep toegewezen worden. Algites werd in de loop der jaren een "vuilbaktaxon" waarin allerlei soorten enigmatische fossielen die dezelfde basisorganisatie als algen vertonen gedumpt werden.

###### Systematische paleontologie
De systematische positie van de ongeveer negentien soorten planten die in de Cran aux Iguanodons van Bernissart aangetroffen werden, is als volgt:
Rijk Plantae Haeckel, 1866
Onderrijk Tracheophyta
Stam Cycadeoideophyta Taylor, 1981
Klasse Cycadeoideopsida Scott, 1923
orde Cycadeoideales Berry, 1916
geslacht Conites Sternberg, 1823
Soort Conites minuta
Orde Medullosales
familie Alethopteridae
Geslacht Alethopteris Sternberg, 1825
Soort Alethopteris sp.
Geslacht Lonchopteris Brongniart, 1928
Soort Lonchopteris sp.
Stam Equisetophyta Scott, 1900
Klasse Equisetopsida Agardh, 1825
Orde Equisetales Dumortier, 1829
Familie Equisetaceae De Candolle, 1804
Geslacht Equisetites Sternberg, 1833
Soort Equisetites sp.
Onderrijk Embryophyta Crane et al., 2004
Stam Ginkgophyta Bessey, 1907
Klasse Ginkgoopsida Engler, 1897
Orde Pentoxylales
Familie PentoxylaceaeMeyen, 1984
Geslacht Taeniopteris Brongniart, 1828
Soort Taeniopteris sp.
Orde Caytoniales
Familie Caytoniaceae
Geslacht Sagenopteris Presl, 1838
Soort Sagenopteris mantelli
Orde Calamopityales
Familie Calamopityaceae Scott, 1909
Geslacht Adiantites Bell, 1960
Soort Adiantites sp. Korotkevich, 1967
Stam Pteridophyta Haeckel, 1875
Klasse Pteridopsida Ritgen, 1828
Geslacht Onychiopsis Yokoyama, 1895
Soort Onychiopsis mantelli Brongniart, ?
Geslacht Cladophlebis Brongniart, 1849
Soort Cladophlebis dunkeri Schimper, ?
Orde Gleicheniales Jud, 2011
Familie Matoniaceae Presl, ?
Geslacht Weichselia Stiehler, ?
Soort Weichselia mantelli Brongniart, ?
Geslacht Laccopteris Presl, 1838
Soort Laccopteris dunkeri Schenk, ?
Geslacht Matonidium
Soort Matonidium goepperti Ettingsh.
Familie Gleicheniaceae Presl, ?
Geslacht Gleichenia Smith, ?
Soort Gleichenia sp.
Orde Filicales
Geslacht Gleichenites Goeppert, 1836
Soort Gleichenites sp.
Orde Botryopteridales
Familie Sphenopteridae
Geslacht Sphenopteris Sternberg, 1825
Soort Sphenopteris sp.
Soort Sphenopteris fittoni Seward, ?
Soort Sphenopteris delicatissima Schenker, ?
Klasse Marattiopsida
Orde Marattiales
Familie Marattiaceae Berchtold & Presl, 1820
Geslacht Pecopteris Brongniart, 1822
Soort Pecopteris sp. Brongniart, ?
Van de volgende soorten is de systematische positie onduidelijk : Leckenbya valdensis, Protorhipis roemeri, Ruffordia goepperti, Pinites solmsi en Lycopodites sp..

### Coprolieten
In de Cran aux Iguanodons werden talrijke versteende uitwerpselen (coprolieten) gevonden. Deze werden in 1903 in detail bestudeerd door de Franse paleobotanist Charles Eugène Bertrand (1851-1917) en later door Poinar Jr. en Boucot. Bertrand rapporteerde 280 coprolieten. Op basis van onder meer macroscopische kenmerken en samenstelling onderscheidde hij drie types. Het meest voorkomende, dominante type wordt door 183 specimina vertegenwoordigd of 65,36 % van het totale aantal. Dit dominante type bevat geen schubben, en, op een paar uitzonderingen na, geen zichtbare beenderen. De omvang van deze coprolieten en de afwezigheid van schubben en beenderen wijst erop dat deze niet van de krokodilachtigen van Bernissart afkomstig zijn, omdat de uitwerpselen te groot zijn en omdat door de ruimtes tussen de tanden van krokodilachtigen schubben en beenderen in het darmkanaal zouden terechtgekomen zijn. Ook de schildpadden en vissen kunnen helemaal uitgesloten worden. De grote omvang van sommige coprolieten van het dominante type deed oorspronkelijk vermoeden dat deze afkomstig zouden kunnen zijn van de grootste gewervelden die in de Cran aux Iguanodons gevonden werden, namelijk van Iguanodon. Hiertegen spreekt dat zulke coprolieten niet in de iguandodonskeletten aangetroffen zijn. Daar de coprolieten van het dominante type daarenboven geen plantaardige resten bevatten, maar wel fragmenten van spiervezels, blijft er geen andere mogelijkheid dan dat zij van vleesetende dinosauriërs afkomstig zijn. Een tweede, niet dominant type coproliet heeft een structuur die typisch is voor krokodilachtigen en is kennelijk van Goniopholis en van Bernissartia afkomstig. Chemische analyse werd uitgevoerd door E. Ludwig. Er kon aangetoond worden dat de coprolieten onder meer bacteriën, fragmenten van spiervezels, limoniet, ijzerpyriet en kwartskristallen bevatten. Een derde type zijn kleine coprolieten die waarschijnlijk afkomstig zijn van schildpadden, vissen of pterosauriërs.